# Club Atlético de Madrid
El Club Atlético de Madrid S. A. D. es un club de fútbol español fundado el 26 de abril de 1903 en la ciudad de Madrid, España. Es el quinto equipo que más temporadas ha estado en Primera División, ha disputado 89 de las 94 ediciones, siendo uno de los diez clubes fundadores de la competición y participantes en la edición inaugural de 1929. En 1991 alcanzó el 3.er puesto en la clasificación histórica del fútbol español, perdiendo dicha posición en el año 2001, recuperándola en 2016 y manteniéndola desde entonces. Disputa sus encuentros como local en el estadio Metropolitano, con capacidad para 70 692 espectadores.
Identificado por sus colores rojos y blancos —de los que recibe el apelativo de «rojiblancos» o «colchoneros»—, es uno de los clubes españoles más laureados, superando la treintena entre títulos nacionales e internacionales. Con once títulos ligueros, es el tercer club más laureado de la competición. En la competición nacional de Copa del Rey ha logrado otros diez títulos, siendo finalista en nueve ediciones más. Además de los mencionados veintiún títulos, el club ha ganado dos títulos de Supercopa de España, junto con otros tres títulos predecesores de esta competición (siendo el primero de ellos de oficialidad discutida).
A nivel continental, es uno de los ocho equipos europeos más laureados en competiciones UEFA: ha disputado diecinueve ediciones de Copa de Europa/Liga de Campeones, alcanzando tres subcampeonatos, nueve de Recopa de Europa, logrando un título y dos subcampeonatos y veinticuatro de Copa UEFA/Liga Europa, logrando tres títulos. Además, se ha proclamado tricampeón de la Supercopa de Europa y campeón en 1975 de la Copa Intercontinental, siendo por ello uno de los 31 clubes reconocidos por la FIFA como campeones del mundo. Ocupa a fecha de 2022 el noveno puesto en la clasificación de coeficientes de la UEFA, y el sexto en la clasificación de rendimiento en la última década.
El Atlético de Madrid es uno de los pioneros del deporte femenino en España, cosechando ya grandes éxitos nacionales en los años 1930, en deportes como tenis o hockey. Por lo que respecta al fútbol, fundó su primer equipo femenino en 1989 y alzó su primera Liga de Primera División en 1990, aunque esa sección femenina —junto con todas las demás secciones polideportivas, masculinas y femeninas, con las que contaba el club y entre las que destacaba la de balonmano— desaparecieron pocos años después. El actual Club Atlético de Madrid femenino fue formado en 2001 y promocionó hasta competir en la Primera División de España. Es uno de los clubes femeninos más exitosos del país, tras conquistar una Supercopa de España, dos Copas de la Reina y tres Campeonatos de Liga consecutivos (a los que hay que sumar el del equipo femenino predecesor).
Dispone de un equipo filial masculino que alzó una Copa de la Liga de Segunda División y fue subcampeón de Segunda División —además de contar con un filial femenino—. Cuenta igualmente con una academia de fútbol base para ambos sexos, con numerosos éxitos en el país. A nivel internacional invierte desde 2014 en equipos de fútbol, con el fin de posicionar la marca Atlético de Madrid en el ámbito mundial, participando en equipos como el Atlético Kolkata de India, en el Club Atlético de San Luis de México o en el Atlético Ottawa de Canadá.
A nivel social, cuenta con más de 150 000 socios, de los que más de 60 000 son abonados y 850 peñas, 150 de ellas fuera de España. Además, dispone de más de 60 millones de seguidores en redes sociales en 2023 y es el tercer club de fútbol con más simpatizantes en España, según la encuesta de Statista en 2018. Además la entidad “está entre los diez clubes del mundo con mayor masa social” según su máximo accionista.
A nivel económico, ocupa el undécimo puesto en la lista de ingresos de los clubes europeos, con una cantidad de 416,2 millones de euros por temporada. Además la entidad está valorada de forma estimada en 2100 millones de euros.

## Historia

### Nacimiento como sucursal bilbaína
En la madrugada del 25 al 26 de abril de 1903, Ramón de Arancibia y Lebarri, Ignacio Gortázar y Manso, Ricardo Gortázar y Manso y Manuel de Goyarrola y Alderna tras el impacto que había tenido en los estudiantes vizcaínos aficionados del Athletic Club residentes en la capital la victoria del equipo vasco ante el Madrid Foot-Ball Club en la reciente final de Copa, junto con otros compañeros de la madrileña Escuela de Ingenieros de Minas, decidieron fundar un equipo sucursal del club bilbaíno en el entonces número 25 de la calle de la Cruz de Madrid (actual número 21), el cual se denominó Athletic Club (Sucursal de Madrid). En cuanto a la vestimenta, al igual que en Bilbao, sería camisa arlequinada, mitad blanca y mitad azul, y pantalón azul; como la del Blackburn Rovers Football Club de Inglaterra.
El primer terreno de juego que usó el equipo madrileño fue el Campo del Retiro (y más conocido como «Campo del Tiro al Pichón»), de la ronda de Vallecas, hoy avenida de Menéndez Pelayo. El 2 de mayo disputó su primer partido, entre sus veinticinco socios para dilucidar su primer equipo titular.
Ambos equipos, madrileño y bilbaíno, no podían enfrentarse en partidos oficiales ni participar en la misma competición oficial al ser considerados a efectos el mismo club. El Athletic Club ya competía por defecto en las primeras ediciones de la máxima competición nacional, el Campeonato de España (hoy conocido como Copa del Rey), siendo inviable que lo hiciera por partida doble (con su equipo madrileño y con su equipo bilbaíno, pues la entidad era sólo una). De esta forma, fue habitual que en las primeras ediciones disputadas por los vascos se alinearan jugadores de la sucursal de Madrid (así, la Copa de 1904, vencida por el club bilbaíno, contó con más jugadores convocados del equipo madrileño que del bilbaíno).
Dicho esto, su condición de sucursal era peculiar, pues los madrileños contaban con una junta directiva propia y diferenciada de la de los bilbaínos desde el momento de su constitución (lo cual asemejaría al equipo madrileño, jurídicamente, más bien a una filial societaria y/o deportiva). El primer presidente fue Enrique Allende, quien dejó el cargo el mismo año 1903, siendo sustituido por Eduardo de Acha.

### Camino a la independencia del Athletic Club
El 20 de febrero de 1907, el Athletic Club de Madrid se inscribió en el Registro de Asociaciones, obteniendo una personalidad jurídica propia y diferenciada de la del Athletic Club, por lo que dejó de ser una sucursal. Sin embargo, siguió existiendo vinculación deportiva con el "padre" bilbaíno, el cual continuó convocando a los jugadores del Athletic Club de Madrid para que disputaran bajo la enseña vizcaína el Campeonato de España (destacando el madrileño Manuel Garnica Serrano, goleador en la final del Campeonato de España de 1911 que se adjudicaría el Athletic Club); convocatorias que decaerían cuando en 1912 se originó la primera versión de la llamada «filosofía del Athletic Club», conforme a la cual sólo podían jugar allí jugadores vizcaínos.

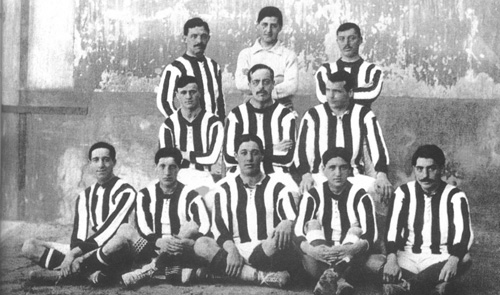
El Athletic Club de Madrid en 1911, con Manuel Garnica, goleador ese año en la final del Campeonato de España que conquistó el Athletic Club de Bilbao gracias a que jugó "prestado".

Tras obtener su personalidad jurídica propia, en la temporada 1907-08, el Athletic madrileño participó por primera vez en el Campeonato Regional de Madrid finalizando 3.º en formato de liguilla. En su segunda participación, el club finalizó subcampeón, una competición que ganó el Español Foot-Ball Club.
A finales del año 1909, Juan Elorduy, uno de los jugadores del Athletic madrileño, hizo un viaje a Inglaterra, entre otras cuestiones, para aprovisionar a los dos equipos de camisetas blanquiazules del Blackburn Rovers Football Club. Al no encontrarlas, optó por adquirir cincuenta camisetas rojiblancas del Southampton Football Club inglés (los "Saints" mantenían muy buenas relaciones en la época con el Athletic Club, recalando en el equipo bilbaíno incluso alguno de sus jugadores, como Lezama). Tras llegar de viaje, Elorduy le entregó al Athletic Club de Bilbao veinticinco camisetas y guardó la otra mitad en casa de sus abuelos. El 1 de enero de 1911, el Athletic Club de Madrid disputó un partido amistoso ante el Athletic Club de Bilbao que acabó con empate a dos en el campo de Lamiako vizcaíno. Durante la cena de hermanamiento posterior al partido entre los dos equipos, los jugadores del conjunto madrileño preguntaron a los jugadores del equipo vasco si disponían de más camisetas rojiblancas. Juanito Elorduy recordó que había dejado guardadas en casa de sus abuelos una caja con veinticinco de las equipaciones que trajo de Inglaterra. Entonces, el directivo del Athletic madrileño, Manuel Rodríguez Arzuaga, le dijo lo siguiente: “Cuando vuelvas a Madrid después de Reyes te las traes, que yo las pago todas”. El Athletic de Madrid estrenaría por primera vez en competición estos nuevos colores el 22 de enero de 1911, en la segunda edición de la Copa Rodríguez Arzuaga, ante la Real Sociedad Gimnástica Española. El tejido era de lona, con cordones y sin cuello. El partido no llegó a finalizar, ya que la Gimnástica se retiró tras dar por válido el árbitro un gol que suponía la victoria para los rojiblancos. El cambio en el color de la camiseta también acabó motivando que ambos clubes, vizcaíno y madrileño, modificaran en consonancia sus hasta entonces blanquiazules escudos. A pesar de ello, y a diferencia de lo que sucedería con el Athletic bilbaíno, el color azul seguiría estando vinculado al club madrileño, luciéndolo en sus pantalones de forma definitiva desde 1921 para diferenciarse del conjunto vasco.
En 1912 asumió la presidencia el exjugador Julián Ruete (quien finalmente también ejercería como entrenador), dándose los últimos pasos para la desvinculación con el Athletic vasco aprovechando que el fútbol español se estructuró federativamente en primer lugar con la creación de la Federación Española de Fútbol el 29 de septiembre de 1913 y en segundo, con la creación de la Federación Regional Centro el 20 de octubre de 1913. Julián Ruete y Manuel Gómez, secretario del club, tomaron la decisión de modificar los estatutos de la sociedad, ya que era un requisito indispensable e inscribieron al club como sociedad independiente en el organismo federativo de la región centro. La dependencia con el club vasco no se zanjaba en su totalidad ya que en algún artículo todavía se citaba su origen bilbaíno, pero fueron rectificados aquellos artículos que hacían que el club estuviera supeditado a la entidad vizcaína. Por esta razón, esos artículos habían evitado hasta entonces que se produjera un enfrentamiento oficial entre ambos clubes. A partir de ese momento, el Athletic madrileño podía participar en el Campeonato de España (por primera vez en sus diez años de historia), siempre y cuando fuese el campeón del campeonato regional, aunque coincidiese con el Athletic Club de Bilbao.

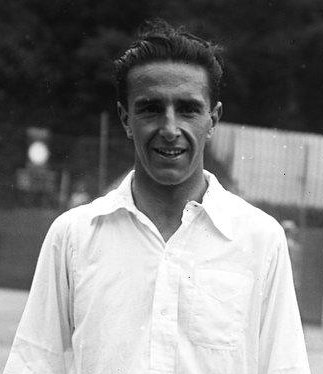
El legendario Manuel Alonso, polifacético deportista rojiblanco, pieza clave en la obtención de los primeros títulos oficiales de 1915.

Bajo el mandato de Ruete, el Athletic Club de Madrid logró alcanzar la primera final de su historia, al jugar la del Campeonato Regional Centro 1912-13 y caer 2-3 ante el Madrid Foot-Ball Club. El Athletic madrileño abandonó el Campo del Retiro y pasó a disputar sus partidos como local en el Campo de O'Donnell, inaugurado el 9 de febrero de 1913 en un partido frente al Athletic bilbaíno, por entonces el mejor campo de la capital gracias al proceso de vallado que finalizó el mecenas y fundador del club, impulsor del atletismo madrileño y futuro presidente de honor, Manuel Rodríguez Arzuaga (hasta el punto de que allí se disputaría el primer encuentro internacional en Madrid de la Selección española). El equipo repitió subcampeonato de la máxima competición regional en las ediciones de 1913-14, 1916-17, 1917-18 y 1919-20.
El cambio de estadio supuso que se potenciaran las secciones deportivas ajenas al football que habían sido inauguradas durante el mandato de De Acha, siendo habitual que destacaran jugadores en varias disciplinas (como Andrés Tuduri, futuro Presidente de la Federación Española de Atletismo, quien en sus doce temporadas en el club desde 1916 alzó varios títulos tanto en football como en hockey). En 1915, Manuel Alonso, el primer tenista español en formar parte del Hall of Fame del tenis mundial, condujo al club a sus primeros títulos oficiales y nacionales: la Copa del Rey de hockey hierba y el Campeonato de España de Tenis. Quedó así inaugurada la más brillante etapa de la sección de tenis de la entidad, en la que también destacaba y sumó varios títulos para el club otro de los grandes tenistas de la época: Manolo Pérez Seoane (Conde de Gomar), finalista de Wimbledon e integrante junto a su precitado compañero rojiblanco del primer equipo de Copa Davis de la historia de España. A esta vitrina tenística del Athletic Club de Madrid se añadieron unos años después los Campeonatos de España conquistados, en modalidad femenina, por la también rojiblanca Pepa Chávarri.
Es importante recalcar que por aquellas fechas muchos clubes madrileños pioneros se habían visto abocados a la desaparición (pues muchos de sus jugadores recalaban en el Madrid Football Club) o bien a ser fusionados o absorbidos por el mentado club blanco, el más poderoso de la capital. El Athletic madrileño, gracias al apoyo de su también poderoso homólogo vizcaíno en sus primeros años de vida, resistió esos envites, acogiendo a los socios y aficionados "huérfanos" de esos clubes extintos. Décadas después algunas personas vinculadas a la historia del club han calificado estos episodios como los primeros que fueron forjando la rivalidad existente con el vecino «merengue», con el que disputa el «derbi madrileño». Esta paulatina incorporación al Athletic madrileño de elementos ajenos a su homólogo vizcaíno motivó, primero, que decidiera obtener la ya mentada personalidad jurídica propia en 1907 y, después, que fuera reduciendo de facto su relación con el Athletic de Bilbao, contando desde 1917 con un escudo propio puramente madrileño, con la osa y el madroño, distinto del que lucía el Athletic bilbaíno. En 1921, el Athletic Club de Madrid ya era de facto independiente, sin embargo, tras la repentina salida de Ruete de la presidencia, el bilbaíno Juan Estefanía cogió el testigo y finalizó el proceso. La emancipación formal no se hizo oficial hasta el 4 de octubre de 1924, cuando la Asamblea General de Socios del Athletic Club de Madrid se reunió en la sede de la Asociación General de Cazadores y Pescadores (situado en la calle de la Bolsa n.º 10) para aprobar la reforma total de los estatutos y el reglamento del club, eliminando toda mención a la dependencia con el club bilbaíno. Finalmente, el 17 de octubre de 1924 el Athletic Club de Madrid presentó la reforma de los estatutos en la Dirección General de Seguridad con la instancia firmada por Enrique Álvarez de Lara, secretario del club.

### «El equipo de los caballeros»

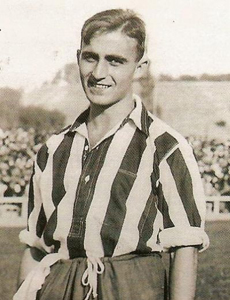
Monchín Triana, estrella del «equipo de los caballeros» que inauguró en 1921 el palmarés oficial en fútbol.

Tras numerosas contiendas, finalmente el 23 de enero de aquel año 1921, el Athletic de Madrid logró su primer título oficial en fútbol, el Campeonato Regional Centro de 1921. Destacaban entre los integrantes del equipo Luis Olaso, Pololo y Desiderio Fajardo —como los primeros jugadores del club internacionales con España—, Javier Barroso —polifacético delantero y después portero del equipo—, o especialmente, Monchín Triana. Considerado como el primer gran regateador del fútbol español, en homenaje a su trágica muerte años más tarde se instauró un trofeo para reconocer el espíritu y entrega deportiva de los jugadores y se organizó una Copa de carácter oficial regional que el club rojiblanco conquistó tres veces. Como curiosidad, aquella temporada se unió brevemente como jugador del Athletic de Madrid Santiago Bernabéu: si bien no llegó a disputar ningún partido oficial ya que no se lo permitía la normativa de la época, sí llegó a jugar de rojiblanco un encuentro amistoso frente al Español Foot-Ball Club. Es de destacar que en aquel momento el fútbol español, formalmente amateur, se estaba profesionalizando. Algunos clubes comenzaron a contar con futbolistas que cobraban un sueldo de forma encubierta. Otros, como el Athletic Club de Madrid, eran verdaderamente amateurs, por lo que sus futbolistas no cobraban nada por jugar y llevaban muy a gala su amateurismo frente a otros equipos que no lo eran tanto. Por tal motivo, se aludiría años más tarde como el «equipo de los caballeros» al que en los años 20 conquistó los primeros títulos futbolísticos oficiales del club.
Conforme al sistema vigente entonces, los campeones regionales eran clasificatorios para el Campeonato de España. Así, dada su total desvinculación material del club vasco, pudo competir en la Campeonato de 1921 a pesar de hacerlo igualmente los bilbaínos. Debutó en la competición ante el Real Unión Club de Irún —bicampeón nacional—, y accedió a la final tras un buen partido de vuelta catalogado como el mejor jugado por el equipo en el Campo de O'Donnell, en ella se enfrentó precisamente al Athletic Club bilbaíno, el que fue el primer duelo oficial entre ambos. El club bilbaíno presionó al madrileño para que la final se celebrara en San Mamés, y no en el Campo de la Victoria de Sevilla como estaba previsto, temiendo un ambiente hostil tras su polémica semifinal contra el Sevilla. El presidente Julián Ruete cedió a las presiones por cuestiones puramente éticas, en reconocimiento del vínculo histórico con el club bilbaíno (lo cual marcaría el declive de su popularidad ante los demás socios del Athletic madrileño), del mismo modo que accedió a que fuera el Athletic de Madrid quien vistiera en la final la originaria camiseta blanquiazul frente a la rojiblanca de los vascos. Los madrileños no estaban acostumbrados a jugar en campos de césped como el del estadio bilbaíno y, desplegando un gran juego ante el masivo apoyo de su público, el Athletic Club de Bilbao se proclamó campeón tras vencer por 4-1.
En la temporada 1921-22, la directiva encargó al exjugador bilbaíno y entonces vicepresidente de la entidad madrileña Manuel Ansoleaga que ejerciera de entrenador del equipo, convirtiéndose así en el primer técnico de la historia del club. El Athletic Club de Madrid volvió a alcanzar el subcampeonato regional las temporadas 1921-22 y 1922-23. Se inauguró poco después de este último el Stadium Metropolitano, el 13 de mayo de 1923, con un partido entre frente a la Real Sociedad de Foot-Ball, ganado por los madrileños por 2-1, siendo Triana el primer goleador del nuevo feudo rojiblanco.
Aunque Manuel Ansoleaga, Julián Ruete y Urbano Iturbe hubieran ejercido como técnicos anteriormente, el primer entrenador profesional de la historia fue el inglés Vince Hayes tras firmar con el equipo rojiblanco en mayo de 1923. El 20 de mayo de 1923 debutó en la Copa de la Federación Centro frente a la Sociedad Primitiva Amistad en el Velódromo de Ciudad Lineal con victoria por 9-0. El 17 de junio, el club rojiblanco acabó perdiendo en la final contra el Real Madrid por 6-2 en un partido disputado en el Stadium Metropolitano. En la temporada 1923-24, el equipo no hizo un buen papel en el campeonato regional y acabó tercero. Ya en la temporada 1924-25, sin el técnico inglés al frente, el equipo se proclamó campeón regional como destacado vencedor. Posteriormente, el club acabó subcampeón en las ediciones de 1925-26 y 1926-27. Merced a estos desempeños en el Campeonato del Centro, pudo volver a disputar el Campeonato de España al dar acceso también a los subcampeones regionales. En 1925, alcanzó las semifinales, donde fue derrotado por el Foot-Ball Club Barcelona —en el que fue el primer duelo oficial entre ambos—, tras una apretada eliminatoria en la que fue expulsado Monchín Triana por propinar una bofetada a un espectador del equipo rival que insultaba a otro jugador rojiblanco, hubo de disputarse un partido de desempate en el que los catalanes ganaron por la mínima. En la edición de 1926 —dirigidos por el mítico entrenador Fred Pentland—, volvió a alcanzar la final y en donde se enfrentó nuevamente al Foot-Ball Club Barcelona. Disputada el 16 de mayo, con 0-0 en el marcador Franz Platko propinó a Monchín Triana un puñetazo en la cabeza, agresión que no fue sancionada por el árbitro y que dejó resentido al rojiblanco para el resto del partido. Pese a ello, los madrileños se adelantaron por 2-0 antes del descanso, resultado que sin embargo igualaron los catalanes, antes de que el colegiado anulase un gol a los rojiblancos a pocos minutos del final. Los barcelonistas se alzaron con la victoria anotando el definitivo 2-3 en la prórroga. Finalizado el torneo, fue elegido como nuevo presidente Luciano Urquijo, quien hubo de afrontar la regulación del profesionalismo, establecido en el fútbol español en junio de 1926.

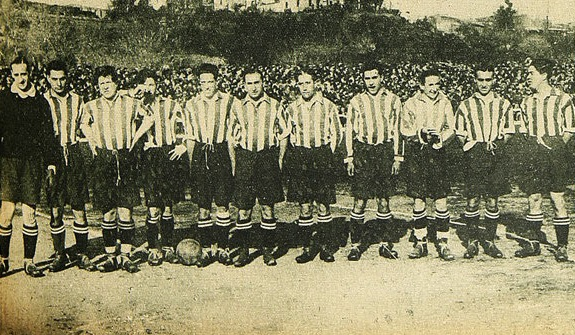
El Athletic Club de Madrid en 1927, por entonces dos veces subcampeón de España.

En la temporada 1927-28 debutaron en el equipo sus primeros jugadores extranjeros, el latinoamericano Eduardo Ordóñez, y el asiático Marcelino Galatas, y el Athletic conquistó por tercera vez el Campeonato Regional Centro tras derrotar por 1-3 al Real Madrid Foot-Ball Club en un partido de desempate por el título, ya que ambos habían empatado a puntos. Gracias a dicha victoria pudo acceder a la Copa del Rey. El equipo rojiblanco comenzó el 12 de febrero de 1928 con derrota en casa por 1-3 ante el Deportivo Alavés. Al finalizar el partido, se produjeron unos incidentes debido a que los aficionados locales, que ya habían mostrado su descontento durante el partido, por la presencia de tres miembros de la Real Federación Española de Fútbol que se encontraban en el palco federativo. La hinchada estaba disconforme con la desmesurada sanción de un mes que había sido aplicada a los jugadores rojiblancos Alfonso Olaso, Luis Olaso y Cosme Vázquez por protestar al juez de línea en el polémico Derbi madrileño. Sin embargo, la tensión fue en aumento y tras los insultos, algunos seguidores arrojaron almohadillas hacia las autoridades federativas. Debido a este suceso, la Federación decidió dos días después clausurar el Metropolitano hasta el 31 de marzo. Por ello, el Atlético tuvo que disputar dos partidos como local fuera de su estadio. El primero tuvo lugar el 19 de febrero contra el Real Madrid y se disputó en el Estadio de Chamartín. El equipo rojiblanco fue derrotado por 0-1. El segundo se celebró el 11 de marzo contra el Athletic Club y se jugó en el Estadio de San Mamés. El equipo madrileño perdió por 2-4. Coincidiendo con sus Bodas de Plata por el 25.º aniversario desde su fundación, en abril de 1928 se enfrentó en un amistoso a la Selección argentina, en el primer encuentro disputado por esta en España.
Aunque el Athletic de Madrid todavía tuvo que esperar para alzarse con el Campeonato de España, fue gracias a su presencia en las finales de 1921 y 1926 por las que fue uno de los diez clubes fundadores de la Liga Española en 1928 (integrada por quienes hubieran sido campeones o subcampeones de dicho Campeonato). Compitió así en la primera edición de la Primera División de España, en la que finalizó sexto bajo las directrices nuevamente de Mr. Pentland, y en donde Cosme Vázquez fue el segundo máximo goleador de la competición. Por el contrario, Alfonso Olaso ostentó el dudoso honor de marcar el primer gol en propia puerta de la historia del campeonato. Deportivamente, y coincidiendo con el inicio de la nueva competición liguera, el equipo se vio fuertemente debilitado al fichar el Real Madrid Foot-Ball Club a Monchín Triana en 1928 y a Luis Olaso y Cosme Vázquez en 1929, aprovechando «los merengues» la creciente inestabilidad generada durante la presidencia de Urquijo.

### Los trágicos años 30
Después vinieron temporadas muy problemáticas, con dramáticos episodios que incluyeron el asesinato de uno de sus jugadores durante una gira en Argel a manos de la policía. Aunque volvió a ser subcampeón regional las temporadas 1928/29, 1930/31 y 1933/34, en Liga su desempeño fue más deficiente, convirtiéndose en el primer equipo de la historia en descender a Segunda División (en la primera edición de la Primera División no hubo descensos) al perder en la última jornada frente al Arenas, lo que unido a una remontada del Europa en los minutos finales de su partido frente al Real Unión supuso que finalizara en última posición la temporada 1929/30. Los aficionados del Real Madrid se mofaron cruelmente de este descenso pagando de su bolsillo una esquela, publicada en varios medios nacionales, certificando la "defunción" de su máximo rival. El ascenso se haría esperar cuatro años.
El primer año de la historia del Club en Segunda el equipo finalizó tercero, sumido en una crisis económica, deportiva y social alarmante y temiéndose su desaparición. Estallaron las críticas contra la directiva, presidida por Luciano Urquijo (para entonces apodado "el Dictador"), que había aprovechado su mandato para retirar los derechos de voto de los socios (una muestra de "presidencialismo" que medio siglo más tarde se compararía con la de Jesús Gil, bajo cuyo mandato también se descendería a Segunda División). A finales de noviembre de 1931, dimitió Urquijo y le sucedió una nueva directiva, presidida por Rafael González Iglesias, en la que tuvieron cabida en igualdad viejos y nuevos socios, incluyendo a jugadores. Respecto de estos nuevos socios es preciso recalcar que en aquel mismo año 1931 desapareció el último gran club madrileño campeón de la era amateur, que sobrevivía junto a blancos y rojiblancos como tercer club en aficionados de la capital: el Racing Club de Madrid. Como había sucedido tras la extinción de otros clubes madrileños en el pasado, los aficionados del recién extinto club rojinegro, de marcado carácter antimadridista, aprovecharon la reconstrucción que experimentaba el Athletic de Madrid para incorporarse masivamente como nuevos socios rojiblancos. Fue así como, reunidos esos socios nuevos y viejos, inyectaron de su propio bolsillo una importante suma de dinero que permitió la supervivencia del club, comenzando gracias a ese desembolso a cuenta perdida la "resurrección" del Athletic madrileño. La temporada siguiente, en la que debutó como entrenador el exjugador Javier Barroso, pese a endosar un 10-1 al futuro campeón (el Betis) -marcando siete de ellos el delantero Losada (hasta la fecha, máximo goleador en un solo partido oficial)-, el equipo finalizó cuarto. En dicha temporada, el equipo no pudo contar con un campo propio por lo que tuvo que jugar en el Campo de Vallecas (estadio del Racing Club de Madrid) o en El Parral (feudo del Club Deportivo Nacional de Madrid) en régimen de alquiler lo cual desorientaba a la afición. A mediados de la temporada pudo regresar al Stadium Metropolitano al alcanzar un acuerdo con los propietarios del recinto. En 1932, la nueva directiva consigue un importante golpe de efecto mediático con el fichaje del "rey del astrágalo", Gaspar Rubio, organizando para su presentación un amistoso internacional frente al Moghreb de Tánger que los madrileños ganan por 9-2. A pesar de esta incorporación, también se resistiría el ascenso en la tercera temporada en la división de plata, finalizando el Athletic madrileño subcampeón a tres puntos del Oviedo.

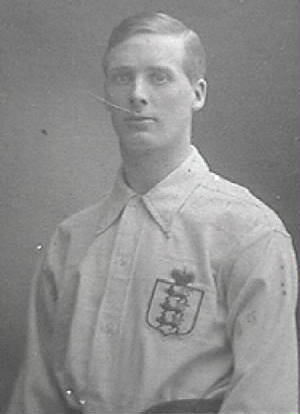
Mr. Pentland regresó para conducir de nuevo al equipo a Primera División.

Ascendería por fin en 1934, tras haberse hecho cargo del equipo nuevamente Mr. Pentland y tras instaurarse aquella temporada una modificación de la categoría que también concedía el ascenso al subcampeón; un puesto que volvieron a ocupar los rojiblancos, esta vez a tres puntos del Sevilla. En aquel equipo destacaban el goleador Elícegui (apodado "Cabecita de Oro" y "Suicida" por sus goles de cabeza en plancha) y el portero Salvador Fernández Pacheco, conocido como "Manitas de Plata".
Coincidiendo con esta primera estancia del equipo de fútbol en Segunda División, es preciso destacar que otras secciones seguirían funcionando al máximo nivel, como muestran los títulos consecutivos de Liga obtenidos por el equipo femenino de hockey hierba, comandado por la pionera del deporte femenino en España: la rojiblanca Margot Moles.
El regreso a Primera División del Athletic madrileño no vino acompañado de éxitos. Tras finalizar séptimo, en el verano de 1935, formando un combinado con el Espanyol de Barcelona, realizaría el equipo su primera gira americana, causando sensación los dos mencionados jugadores rojiblancos. Pero a la vuelta, el Athletic finalizaría la última temporada antes de que estallara la Guerra Civil penúltimo, en puesto de descenso, debido a un penalti fallado por Chacho en los últimos minutos de la última jornada liguera. Este descenso, sin embargo, no se consumaría.
La violencia que padeció el país en aquellos años afectó de forma significativa al equipo rojiblanco, perdiendo la vida muchos de sus jugadores tanto en la Revolución de Asturias como durante la Guerra Civil. El Athletic Club de Madrid, pese a la dramática situación, no interrumpió totalmente su actividad futbolística, disputando en plena Guerra Civil varios encuentros benéficos: frente al Valencia (club ubicado igualmente en zona republicana) en Mestalla con el fin de recaudar fondos para los huérfanos que la guerra estaba causando, frente al Batallón Deportivo en Vallecas a beneficio de los hospitales de sangre y frente a la Peña Amparo en Delicias destinando la recaudación a instituciones benéficas. Concluido el conflicto bélico, dada la destrucción del estadio del Real Oviedo (que solicitaría una moratoria de un año para reconstruirlo y volver a competir en Primera), se decidió que su plaza se la disputaran el equipo madrileño y el Osasuna (que había sido el último clasificado de aquella temporada 1935/36). A tal fin, jugaron ambos un partido en el Estadio de Mestalla, el 26 de noviembre de 1939 con victoria de los rojiblancos por tres goles a uno, que cambiaría radicalmente el destino del Club.

### El acuerdo con el Aviación Nacional

Emblema del Ejército del Aire en el que se integraría el escudo del Club.

Poco antes de disputarse aquel encuentro, el 4 de octubre de 1939, se había firmado el acuerdo protocolario entre el Athletic Club de Madrid y el Club Aviación Nacional. Técnicamente y a pesar de que en ocasiones así se lo denomina, no se trató de una "fusión" (lo cual explica que a día de hoy no se compute entre los títulos del club rojiblanco el Campeonato Regional de Aragón de 1939 que acababa de ganar el club aviador), sino de un cambio de denominación del club madrileño articulado conforme a cinco puntos: 1.º) el cambio de nombre del Club, 2.º) que a pesar de lo anterior, "continuará rigiéndose por el mismo reglamento que hasta ahora lo venía haciendo el Athletic Club” (es decir, que seguiría siendo el mismo Club fundado en 1903, con otro nombre), 3.º) que seguirían con el mismo uniforme que venían vistiendo (camiseta rojiblanca y pantalón azul; siendo también azul el color del uniforme del club aviador), pero con una modificación en el escudo, 4.º) que los miembros del Ejército del Aire que lo pidieran tendrían los mismos derechos que quienes ya fueran socios del Club, y 5.º) que el acuerdo habría de reconocerse por la Federación Castellana de Fútbol. A partir de este acuerdo, la entidad pasó a llamarse Athletic Aviación Club (y poco después, Club Atlético Aviación, desde el Decreto de 1940 que prohibió los anglicismos) y los jugadores del Aviación Nacional fueron integrados en la plantilla del Athletic Club (del cual habían pasado a ser socios gracias al punto cuarto del acuerdo). El acuerdo vino motivado por la mala situación económica y administrativa del Athletic Club de Madrid, además de por la falta de futbolistas debido a la guerra civil española, unido al interés de los jugadores del Aviación Nacional, recientes campeones de Aragón y cuartofinalistas del Campeonato de España, por competir en la máxima categoría del fútbol español.

#### Dos Ligas consecutivas en Vallecas

Rendimiento en la liga del Club Atlético de Madrid 1929-presente

El equipo "colchonero" (surgiendo precisamente en esta época el conocido apodo, por la similitud del color de su camiseta con el de las fundas de los colchones del Madrid de la posguerra) logró conquistar en su primera temporada como Athletic Aviación la última edición del Campeonato del Centro (para el total de cuatro de estos títulos regionales que lucen en su palmarés), el cual se denominaba desde 1932 Campeonato Mancomunado del Centro. Así, el Athletic volvió a alzar un título después de casi 12 años. Ese fue el inicio oficial de la última temporada del goleador Elícegui en el equipo, pero al Athletic todavía le esperaban algunas alegrías más: el 28 de abril de 1940 el equipo dirigido por Ricardo Zamora se adjudicó el título de campeón de la Primera División por primera vez en su historia (que suponía el primer título nacional de la sección de fútbol del Club en su historia), disputando el campeonato palmo a palmo contra el Sevilla. Además de su mentado goleador, destacaban en aquel equipo "Los Tres Mosqueteros" (Germán Gómez, Gabilondo y Machín, uno de los mejores centros del campo de la historia rojiblanca) y "el capitán de la eterna sonrisa", Pepe Mesa. Nada más ganar el título liguero, el entrenador rojiblanco es detenido y encarcelado por la Dictadura acusado de "rojo", no regresando al banquillo hasta el mes de diciembre. Pese a estas dificultades, en septiembre de aquel año y en su condición de campeón de Liga, ganarían los rojiblancos ante el campeón de Copa (endosándole un 7-1) un torneo que constituiría el primer precedente de la Supercopa de España y cuya oficialidad es discutida.

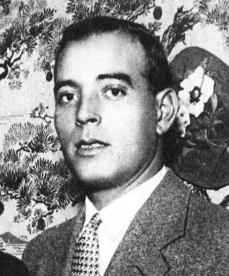
Ricardo Zamora, miembro del Salón de la Fama, entrenador del Atlético bicampeón de Liga.

Aquel equipo se vio obligado a jugar como local esporádicamente en Chamartín y finalmente en el Estadio de Vallecas (que ya había utilizado puntualmente durante su etapa en Segunda antes de la guerra), inaugurado así como campo de Primera División, mientras se reparaban los desperfectos causados en el Stadium Metropolitano durante la Guerra Civil, al que retornaría el Atlético en 1943 (y que a su vez prestaría desde 1946 a su eterno rival para que también jugara allí como local mientras construía su nuevo estadio). El Atlético no perdió un solo partido como local en Vallecas aquella primera temporada, obteniendo su primera Liga la última jornada con una victoria en el recinto vallecano, y extendió su racha durante los siete primeros partidos como local de la siguiente, para un total de diecinueve partidos invicto en casa. Este récord de inexpugnabilidad en el estreno de un estadio en la máxima categoría se ha mantenido vigente desde entonces y sólo ha estado cerca de batirlo el propio Atlético de Madrid, en la temporada del estreno de su nuevo Estadio Metropolitano en 2018.
En la temporada siguiente, el 2 de marzo de 1941 —nuevamente dirigido por Ricardo "el Divino" Zamora tras su liberación—, el Atlético logró revalidar el título de campeón de la Primera División, logrando su primer bicampeonato. En aquella Liga, resultó clave el gran aporte del delantero y primer trofeo Pichichi de la historia del Atlético de Madrid, Pruden, máximo goleador de la categoría con 32 goles (una cifra nunca alcanzada hasta entonces por ningún otro futbolista), el de sus compañeros en ataque Paco Campos y "El Divino Calvo" Arencibia, así como en defensa del central Alfonso Aparicio y de Fernando Tabales, primer portero menos goleado en Liga de la historia del Club (lo que ex post le supondría la concesión del trofeo denominado Zamora, en honor al entonces entrenador rojiblanco). Poco después, el 22 de junio de 1941, el Atlético alzaría otro título oficial de carácter regional, la Copa Presidente Federación Castellana, tras derrotar 3-0 al Real Madrid en el partido de vuelta de la final. El equipo no conseguiría más títulos en esta etapa, siendo reseñable el subcampeonato de la Liga de 1944, título que ganaría el Valencia de la "delantera eléctrica", además de varios terceros puestos. Tras siete temporadas en el banquillo, Zamora abandonó el Atlético en 1946, sustituyéndole Emilio Vidal.
En 1947, finalizó cualquier clase de vinculación entre el Club y el Ejército del Aire, habiendo solicitado este último que se volviera a cambiar el nombre retirando el "Aviación". No obstante, el Atlético de Madrid seguiría honrando en años venideros ese nexo, muy significativamente en los actos del 75.º Aniversario del Ejército del Aire, coincidentes con el 75.º Aniversario desde su bautizo como Athletic Aviación, con descenso de paracaidistas al terreno de juego antes de comenzar un encuentro, tradición que se viene recuperando para celebrar otras efemérides del Club. También el Ejército del Aire ha seguido honrando esta vinculación: cuenta el Atlético con un Saeta, expuesto en las inmediaciones del Estadio Metropolitano y cedido por el Ejército del Aire en 2019 para conmemorar los logros del Atlético Aviación.

### El Club Atlético de Madrid: de lasedaalcristaly elacero
En enero de 1947 el club pasó a llamarse Club Atlético de Madrid, adoptando además un nuevo escudo, similar al usado en 1917. El primer partido oficial del club bajo el nuevo nombre, disputado el 6 de enero de 1947, correspondió a la derrota por 3-1 contra el Sabadell, jugado en el Estadio Metropolitano. Su primera temporada bajo tal denominación, 1946/47, finalizó con un doloroso tercer puesto (perdiendo el liderato al perder el derbi de la última jornada, siendo goleado por su exjugador Pruden, fichado unos años antes por el club merengue). La temporada siguiente los rojiblancos se cobrarían una importante revancha, en lo que fue la mayor victoria hasta entonces en un derbi frente al Real Madrid (5-0, partido igualmente recordado por ser el primero en el que se lucieron dorsales en un partido de fútbol en España), consagrándose la popularmente conocida como "Delantera de Seda", integrada por: Silva, Juncosa, Vidal, Campos y Escudero -máximo goleador histórico del Atlético en Liga, con 150 goles-. Aunque en Liga repitió un tercer puesto, poco antes del inicio de la competición este equipo había alzado el primer título oficial obtenido por el Club con su nuevo nombre, el 14 de septiembre de 1947, al concluir un "super torneo": la Copa Presidente FEF (predecesor de la Copa Eva Duarte y la Supercopa de España), que venía disputándose desde 1941 en formato de liguilla ante Valencia, Athletic y Barcelona. Como dato curioso, el club no recibió el trofeo para exhibirlo en sus vitrinas hasta 73 años más tarde, cuando la RFEF le hizo entrega del mismo el 5 de mayo de 2020. La siguiente temporada no se alzó ningún título, alcanzando un cuarto puesto en Liga.

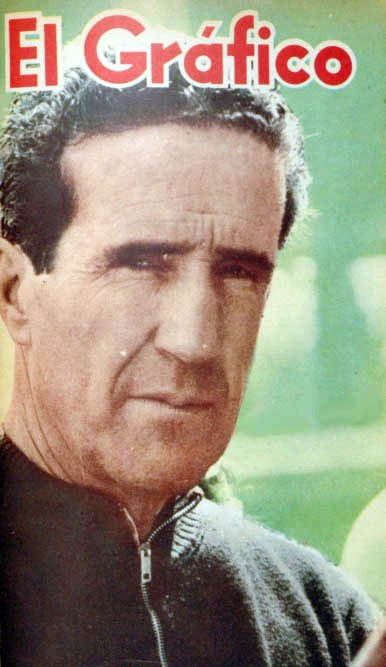
Helenio Herrera ganó dos títulos consecutivos de Liga.

Se incorporó entonces como nuevo entrenador Helenio "El Mago" Herrera, cuyas declaraciones siendo entrenador rojiblanco le situarían en primera línea mediática (entre otras, "se juega mejor con diez que con once", en el contexto de un derbi ganado por el Atlético) y que revolucionaría la "Delantera de Seda" convirtiendo al equipo en uno de los primeros exponentes de catenaccio de la historia del fútbol. En la temporada 1949/50, el Atlético sumó su tercer título de Liga en un trepidante partido en el Metropolitano frente al Valencia y gracias a una segunda vuelta de récord -pues finalizó en el puesto undécimo, de catorce, la primera-.
En la temporada siguiente, ganando 3-6 al Real Madrid en Chamartín con una estelar actuación de Ben Barek y rematando en la segunda vuelta al equipo blanco al endosarle un 4-0, el equipo colchonero se alzó en detrimento del Sevilla con el título de campeón de Liga tras un tenso partido en el estadio de Nervión, logrando así un nuevo bicampeonato. En aquel momento, se había convertido el Atlético en el club de fútbol más exitoso de la capital, doblando en número de Ligas conquistadas al Real Madrid. Poco después ganaría el Atlético al Barcelona en Chamartín otro precedente de la Supercopa de España, el 1 de noviembre de 1951. En cuanto a su desempeño internacional, contribuyó el equipo con sus victorias en 1950 (ante la Lazio) y 1951 (ante el Sporting de Portugal) a que la Federación Española ganara la primera Copa Latina.
Para la consecución de estos títulos, destacaron en ataque jugadores como el mentado Larby Ben Barek (de quien Pelé dijo que, si él era el Rey del fútbol, entonces el jugador rojiblanco era el Dios), Henry Carlsson (primer oro olímpico que jugó en un club español), José Luis Pérez-Payá, José Juncosa y Adrián Escudero, que pasaron a ser conocidos como la "Delantera de Cristal" (en referencia a unas medias "de cristal", mejores que las "de seda", que por aquella época se publicitaban). Ese equipo, sin embargo, también se caracterizaba por los pocos goles que encajaba, habiendo sido su portero Marcel Domingo el menos goleado de la competición en la temporada 1948/49 y contando todavía desde la época "aviadora" con el central Alfonso Aparicio (siendo así el único jugador rojiblanco campeón de cuatro Ligas), quien acompañado de Riera y Lozano conformó bajo el sistema de H. H. la defensa conocida como "Telón de Acero".
Mención especial merece de esta etapa la presidencia ejercida por Cesáreo Galíndez (1947-1952), no solo por estos éxitos futbolísticos, sino por la creación e impulso de las secciones del Club dedicadas a otros deportes. Entre ellas, la que sería la sección más laureada de la historia del Club junto a la dedicada al deporte rey: la de balonmano. Le sucedería en el cargo el Marqués de la Florida, bajo cuya presidencia se despediría a Helenio Herrera en enero de 1953 (tras un cuarto puesto la temporada anterior y unos malos resultados al inicio de la segunda vuelta de la temporada en curso) y se celebrarían las Bodas de Oro (50.º aniversario) del Atlético llegado el mes de abril. El Club fue galardonado por tal efeméride con la Copa de Honor del Ayuntamiento de Madrid y organizó como parte de las celebraciones un torneo triangular con el Athletic Club y el Wacker de Viena, alzándose los bilbaínos con el trofeo (particularmente recordado por figurar en él la fuente de Cibeles, por entonces asociada al Atlético de Madrid y donde la hinchada celebraría los títulos desde 1962, bajo el escudo del Club).

### «El ala infernal»

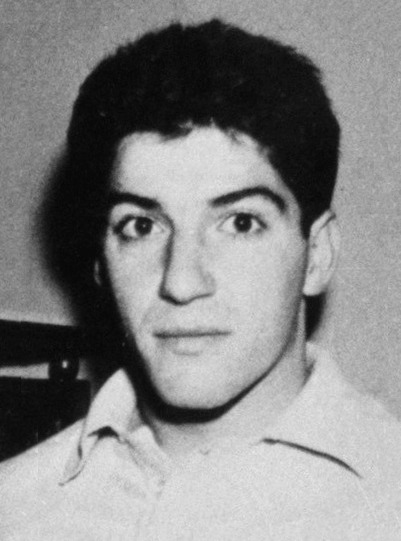
"El Niño" Collar, 468 partidos con el Atlético e integrante del "Ala Infernal" que alzó el primer título europeo.

Finalizada esa época, contribuiría notoriamente a los éxitos del Club la popularmente conocida como "el Ala Infernal", que formarían entre 1955 y 1962 Enrique "el Niño" Collar y Joaquín Peiró (el primero seguiría compitiendo en el equipo colchonero hasta 1969, mientras que el segundo fue vendido al Torino por necesidades económicas al inicio de la temporada 1962/63), respaldada a lo largo de los años por jugadores como Agustín Sánchez, Miguel González, Mendonça, Jones, Vavá, un joven Adelardo (quien durante largo tiempo detentaría el récord de jugador con más partidos en la historia del club, con un total de 550, y campeón del mayor número de títulos oficiales siendo jugador rojiblanco, con 10), Calleja, Rivilla (primeros jugadores convocados del Atlético de Madrid en proclamarse campeones de la Eurocopa de Naciones), "Verde", Griffa, Luis Menéndez (ganador del trofeo Zamora de la temporada 1953/54) o el carismático “Pechuga” San Román. Aquel equipo, además de engrosar el palmarés, lograría por dos veces la mayor goleada del Atlético de Madrid en partido oficial: 9-0, al Hércules en 1955 y a Las Palmas en 1957. Los mayores éxitos del "Ala Infernal" coincidieron con la etapa como presidente del Club del exjugador Javier Barroso (1955-1964) y con la del entrenador José Villalonga (1959-1962), quien tras dirigir a los rojiblancos a su primer título europeo partiría a hacer lo propio con la Selección española.

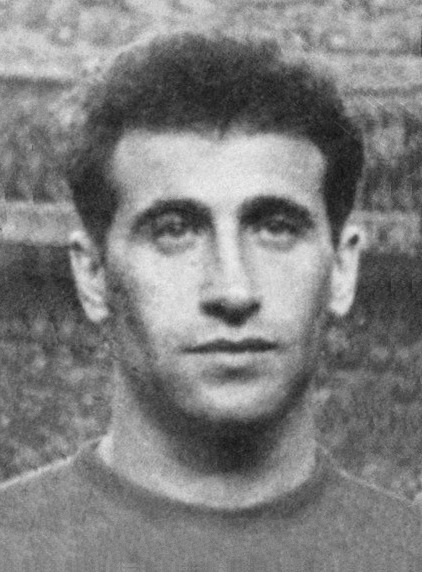
Joaquín “el galgo de Cuatro Caminos” Peiró, el otro componente del "Ala Infernal".

La era del "Ala Infernal" se inauguró alcanzando el subcampeonato de Copa en la temporada 1955/56 frente al entonces denominado Atlético de Bilbao. La final se disputó en el Estadio Santiago Bernabéu, justo al finalizar la final de la Copa Juvenil que sí conquistaría el Atlético frente al Zaragoza. Los prolegómenos no concluyeron ahí: tras la entrega de ese trofeo a los juveniles rojiblancos, con Franco ya presente en el palco, accedieron al campo los equipos de los dos finalistas acompañados de la plantilla del Real Madrid, que fue homenajeada por haber conquistado la Copa de Europa forzándose a los jugadores finalistas a imponerles unas medallas a los "merengues" a pie de campo, un hecho que desagradó a ambas aficiones rojiblancas. Este homenaje resultó especialmente esperpéntico desde la óptica del Atlético de Madrid, quien siendo el equipo visitante se había visto obligado a jugar el partido con camiseta blanca (en lugar de con su segunda equipación habitual, blanquiazul). El partido fue disputado pero, a pesar de adelantarse en el marcador los madrileños, los bilbaínos remontaron, fue expulsado Collar y por tercera vez el Atlético de Madrid se quedó a las puertas de su primer título de Copa. Nunca volvería el Atlético de Madrid a vestir camiseta blanca.
El siguiente hito del "Ala Infernal" llegaría dos temporadas después, cuando disputó la Liga 1957/58 mano a mano con el Real Madrid. En la penúltima jornada, el decisivo derbi disputado en el Stadium Metropolitano el 27 de abril de 1958 pasaría a la historia al ser el primer partido de fútbol retransmitido en directo por televisión en toda España. El encuentro finalizó con empate a un gol, remontando Rial el inicial tanto de Hollaus, lo que condenó a los rojiblancos al subcampeonato. Empero, gracias a ese segundo puesto en Liga, debutaría el Atlético al año siguiente en la IVª edición de la Copa de Europa. Su debut en la máxima competición europea fue inmejorable, aplastando por un global de 13-1 al Drumcondra irlandés. A continuación, impulsado por el gran desempeño de su goleador Vavá, el Atlético batió al CDNA de Sofía y al Schalke 04. Esas eliminatorias se disputaban en horario nocturno por lo que el Atlético solicitó jugar en el Estadio Santiago Bernabéu, que por entonces contaba con mejor sistema de iluminación que el Stadium Metropolitano, lo que era necesario para la retransmisión por televisión. Debutó como equipo local en el nuevo estadio de su rival ciudadano el 5 de noviembre de 1958 con victoria por 2-1. Precisamente en semifinales le esperaría el Real Madrid, vigente campeón de Europa. En el partido de ida en el Estadio Santiago Bernabéu, perdieron los rojiblancos 2-1, fallando un penalti y convirtiéndose el canterano Chuzo en el goleador más joven de la historia del Atlético en anotar en la máxima competición continental (19 años y 85 días), y en la vuelta ganaron 1-0 con gol de Collar en un Stadium Metropolitano a rebosar. De haber estado ya en vigor la regla del gol de visitante, el Atlético habría disputado la final, pero hubo de jugarse un partido de desempate en Zaragoza que perdieron los rojiblancos por la mínima.
En la temporada 1959/60, el club consiguió por fin la primera Copa de España que había rozado tres veces desde 1921, al derrotar en la final al Real Madrid, gran favorito, que pasaría a ser tildado de "campeón de toda Europa, menos de España". El Atlético derrotó a los «merengues» en el decisivo derbi madrileño por 3-1, remontando Collar, Jones y Peiró el inicial tanto de Puskás. Esta victoria debería haberle permitido al Atlético debutar en la primera edición de la Recopa de Europa, pero inexplicablemente la Federación Española, que presidía Benito Pico (exdirectivo del Real Madrid), olvidó enviar a la UEFA la preceptiva inscripción.

En la temporada siguiente el equipo colchonero finalizó subcampeón de Liga y volvió a conquistar la Copa, derrotando nuevamente en el derbi de la final al Real Madrid, esta vez por 3-2 (dos goles de Peiró y uno de Mendonça, remontando el inicial de Puskás y maquillando el resultado Di Stefano). 

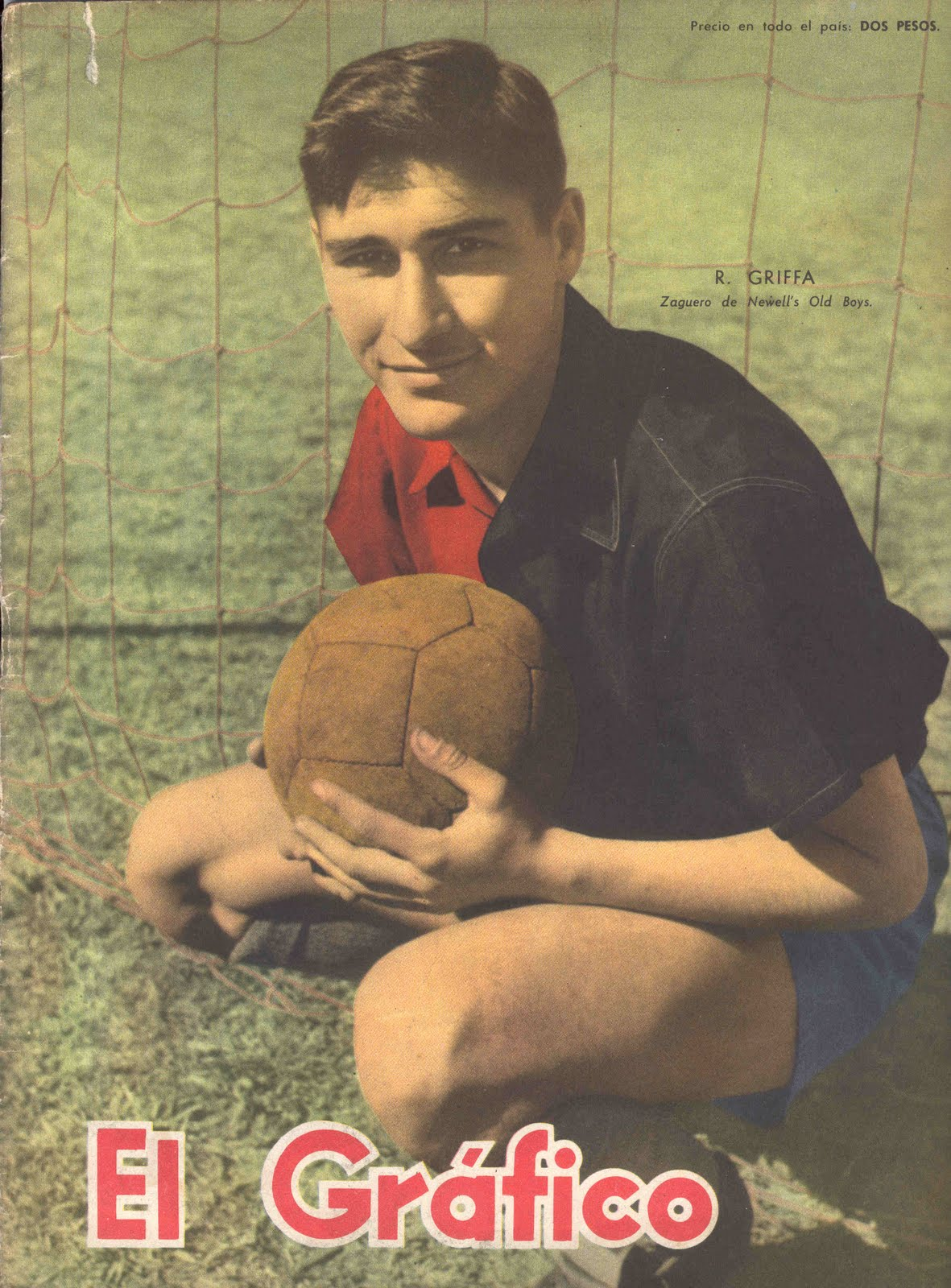
Griffa, pilar de la defensa desde la época del "Ala Infernal" hasta los primeros años de Luis Aragonés.

La conquista de esta Copa del Generalísimo en 1961 le permitió por fin al Atlético disputar la Recopa de Europa del año siguiente. Tras eliminar a Sedan, Leicester, Werder Bremen y Jena (viéndose obligado a jugar su partido como local de esta eliminatoria europea en el extranjero por primera vez en su historia debido a la ruptura de relaciones diplomáticas de España con la República Democrática Alemana, alzándose con la victoria en el Estadio de Malmö por 4-0), el equipo rojiblanco logró llegar a la primera final internacional de su historia. La misma se disputó el 10 de mayo de 1962 en Glasgow, con resultado de empate 1-1 ante la Fiorentina de Italia. El partido de desempate se disputó el 5 de septiembre de 1962 en el Neckarstadion de Stuttgart, donde el Atlético derrotó a la Fiorentina por 3-0, con tantos de Jones, Mendonça y Joaquín Peiró. Así, el club conquistó el primer título europeo oficial de su historia sin perder un solo partido en la competición, lo que a finales de ese año le valdría para ser galardonado con el premio nacional del deporte más antiguo de España, la Copa Stadium.
La temporada 1962-1963 finalizó subcampeón de Liga y estuvo cerca de reeditar el éxito europeo, derrotando al Núremberg en una semifinal en la que volvió a jugar como local en el Estadio Santiago Bernabéu y alcanzando nuevamente la final de la Recopa, pero sería derrotado contundentemente por el Tottenham. En 1964, tras finalizar una mala temporada en Liga en la que se bordeó el descenso (recordada por jugar cedido Grosso, quien salvó al equipo con grandes actuaciones, incluyendo un impecable gol de chilena) y ya con Vicente Calderón recién nombrado presidente rojiblanco, el Atlético lograría otro subcampeonato, esta vez de Copa del Generalísimo, cayendo ante el Zaragoza de "Los Magníficos". En cuanto a las competiciones europeas, el conjunto rojiblanco disputó la Copa de Ferias en la que alcanzó los octavos de final para ser eliminado por la Juventus. El equipo rojiblanco volvió a jugar como local en el Estadio Santiago Bernabéu por su mayor capacidad, esta vez el partido de vuelta, en el que cayó derrotado por 1-2. Finalizada esa temporada, el equipo se embarcó en una gira sudamericana marcada por la tragedia de uno de sus flamantes fichajes para la temporada siguiente, que entraría en coma y fallecería ocho años después.

### La etapa Luis Aragonés: deZapatonesaSabio de Hortaleza
En la temporada 1964/65, la del debut como jugador de Luis Aragonés -quien acabaría siendo el máximo goleador histórico del Atlético, con 172 goles en partidos oficiales -, el Atlético obtuvo su tercera Copa del Generalísimo: tras eliminar en octavos de final al Real Madrid ganando por un memorable 4-0 el partido de ida, derrotó por 1-0 al Zaragoza de "Los Magníficos" en la final con gol de Cardona. Además, finalizaría otra vez subcampeón (estableciendo entonces su portero Madinabeytia un récord de imbatibilidad de 791 minutos) de un título de Liga que ya no tardaría mucho en volver a alzar. En Europa, alcanzó las semifinales de la Copa de Ferias, siendo eliminado por la Juventus. El entrenador rojiblanco de esa temporada fue el brasileño Otto Bumbel.
En la temporada siguiente, el Atlético obtuvo el quinto título de Liga de su historia de la mano del entrenador Domènec Balmanya, último título conseguido siendo el Metropolitano su estadio, disputado mano a mano con el Real Madrid (acudiendo los aficionados "merengues" masivamente al partido en casa del Atlético frente al Barcelona para animar al club catalán). Una de las figuras de aquel título fue ya Luis Aragonés, quien resultó ser segundo en la tabla de goleadores de aquel torneo, con 18 tantos señalados. Poco después, tras muchos problemas técnicos y rechazando una oferta para jugar como local entretanto en el Estadio Santiago Bernabeu que se consideró insultante (pasando a la posteridad una pancarta que rezaba: "Ya estamos en nuestra casa y nadie nos ha humillado. Mientras ellos van de pie, nosotros todos sentados"), el 2 de octubre de 1966 se inauguró empatando frente al Valencia el nuevo estadio del Atlético de Madrid, anotando Luis Aragonés el primer gol en el nuevo feudo: el Estadio del Manzanares, finalmente rebautizado como Estadio Vicente Calderón, cuyos planos habían sido diseñados por el arquitecto, exjugador (delantero y portero), exentrenador y expresidente Javier Barroso. El último título de Liga habilitó que el Atlético compitiera la temporada 1966/67 otra vez en Copa de Europa, siendo eliminado por la Vojvodina pese a ser muy superior y sufriendo un pésimo arbitraje, en lo que se recuerda como uno de los mayores fracasos del Atlético en la competición. Las tres primeras temporadas con el nuevo estadio fueron decepcionantes, oscilando el equipo entre el cuarto y el sexto puesto, lo cual implicó que a nivel europeo únicamente pudiera disputar la Copa Internacional en 1968, siendo eliminado en la fase de liguilla por el Ajax de Cruyff.
Sin embargo, la década iniciada en 1970 sería una de las de mayores satisfacciones para la afición del Atlético de Madrid. En esta época, adquirió el Atlético el apodo de "indios", siendo la principal teoría del origen de este nombre la forma despectiva con la que les designaban aficionados de otros equipos por fichar varios jugadores de origen latinoamericano. En cualquier caso, los rojiblancos adoptaron gustosos la etiqueta, hasta el punto de ser la que inspiraría años después el aspecto de la mascota oficial del Club, el mapache "Indi". También de esta época data el cuarto y más longevo himno oficial del Atlético, que tras más de medio siglo de vigencia se convertiría en uno de sus principales signos de identidad.

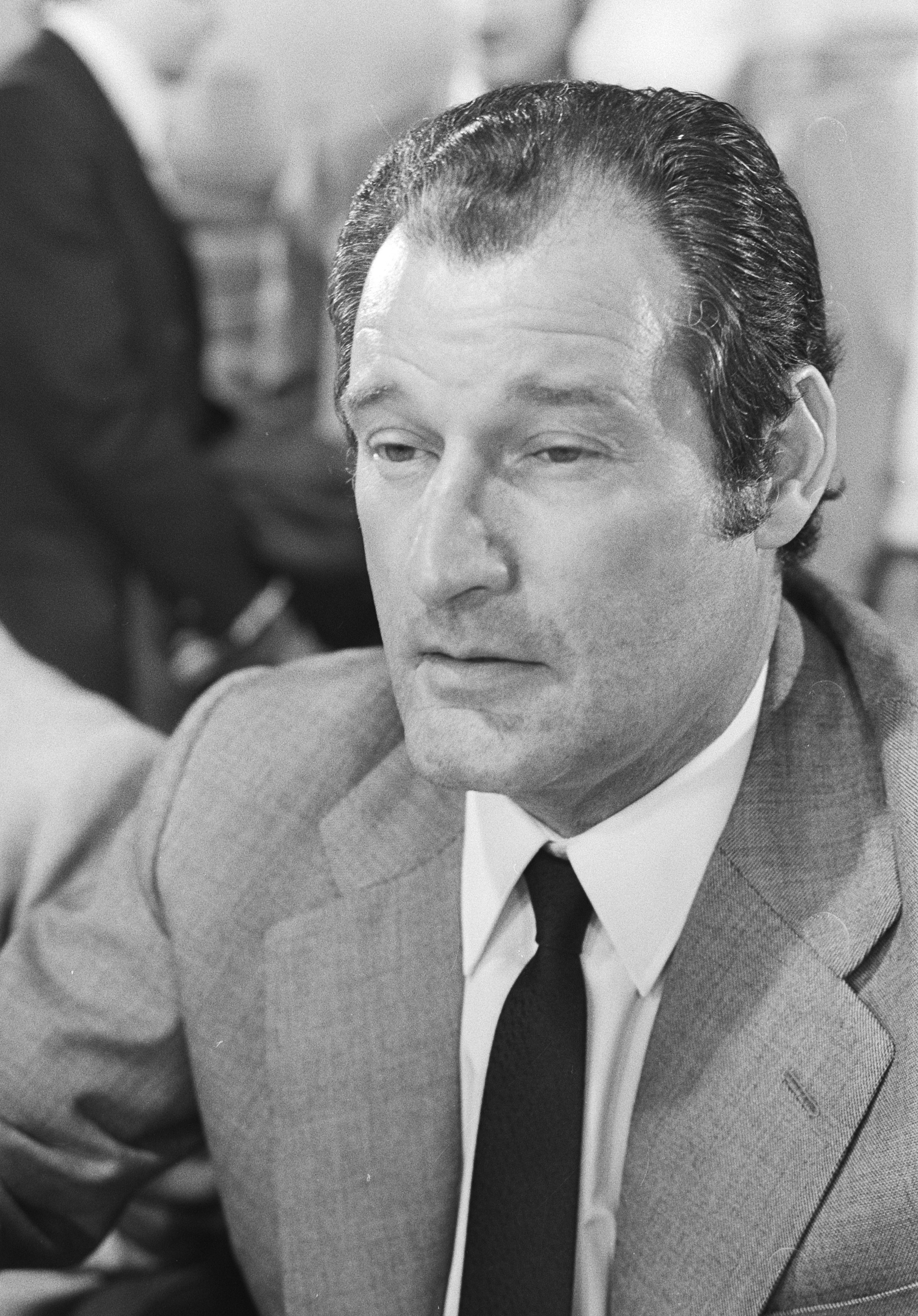
Marcel Domingo, campeón de Liga como jugador y como entrenador.

En la temporada 1969/70 el conjunto colchonero, conducido por su exjugador francés Marcel Domingo, ganó su sexta Liga instituyendo la idea de jugar al contragolpe, que pasaría a formar parte de la idiosincrasia del Club. Destacaban en el equipo jugadores como un jovencísimo Capón, Rodri, José Pacheco (portero con más títulos de la historia del club), Jayo, Ufarte, Melo, Irureta o Adelardo y, especialmente, Luis Aragonés y José Eulogio Gárate, quienes con 16 tantos cada uno resultaron ser los máximos goleadores de aquella Liga (para el mítico delantero nacido en Argentina sería el segundo de tres trofeos Pichichi consecutivos, convirtiéndose en el jugador del Atlético con el mayor número de estos galardones en la historia del Club), ganada aventajando por un punto al Athletic Club. La consecución del título fue ardua y se logró en el partido recordado como "la final de Sabadell", que ganaron los rojiblancos 0-2 (goles de Ufarte y Calleja) arropados por 15 000 aficionados desplazados a Cataluña para la ocasión. Un importante hito tuvo lugar poco después, el 17 de mayo de 1970, cuando ya campeón recibió el Atlético al subcampeón Athletic en el Estadio del Manzanares, homenajeando los vizcaínos a los madrileños con el primer “pasillo” de la historia del fútbol español. Esa misma temporada debutaría en Tercera División el Atlético Madrileño, equipo filial recientemente constituido y hoy conocido como Atlético de Madrid "B".

La temporada siguiente, en la que su portero Rodri se alzaría con un Trofeo Zamora, tuvo una última jornada dramática para los rojiblancos: el Atlético, que recibía al Barcelona, dependía de sí mismo para alzarse con la Liga. Lo mismo les ocurría a los catalanes, que de ganar hubieran obtenido igualmente el título. Sin embargo, el empate final posibilitó que el Valencia terminara siendo el campeón, episodio de la historia colchonera que calaría mucho en su imaginario. Ese mismo año estuvo también muy cerca el Atlético de alcanzar su primera final de Copa de Europa, siendo memorable la eliminación del Cagliari en octavos de final con hat trick de Luis Aragonés, pero al llegar a semifinales, tras ganar en casa al Ajax de Cruyff el partido de ida, fue eliminado en el partido de vuelta por el, a la postre, campeón del torneo.

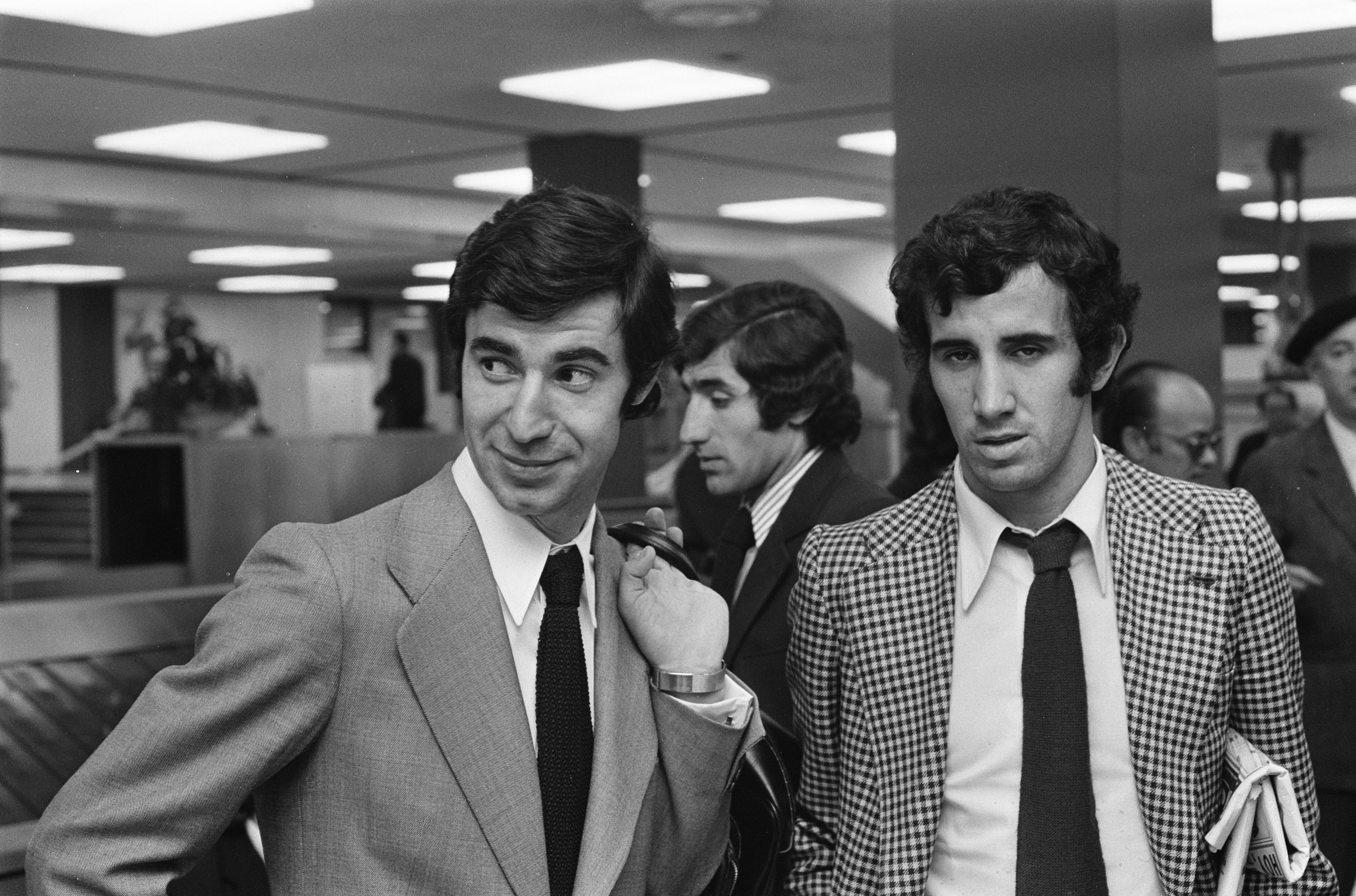
Gárate (jugador con más trofeos Pichichi de la historia del Club) e Irureta, dos referentes de la década de 1970.

En la temporada 1971/72 llegó al club el entrenador austríaco Max Merkel, popularmente conocido como «Míster Látigo», ya que impuso una gran disciplina táctica en el equipo madrileño. Ese año, el club se alzó con la Copa del Generalísimo al derrotar al Valencia por 2-1 en la final, con goles de Salcedo y Gárate. En la temporada 1972/73, también con Merkel al mando, el Atlético ganó el título de campeón en una apretadísima disputa contra Barcelona, Español y Real Madrid, al derrotar en el Manzanares al Deportivo, con una estelar actuación de Pacheco, que detuvo un penalti. Así, consiguió su séptima Liga (con Luis Aragonés como segundo máximo goleador de la competición) y la plaza para jugar en la Copa de Europa del año siguiente.
En la Copa de Europa 1973/1974 el Atlético de Madrid superó al Celtic en una bronca semifinal cuya ida es recordada como "la batalla de Glasgow" ("sobreviviendo" el Atlético gracias a la defensa comandada por "el Cacho" Heredia y "el Cacique del Área" Ovejero) y disputando la final contra el Bayern Múnich. En los 90 minutos el partido terminó con empate a cero, lo que obligó a jugar una prórroga. En la misma, Luis Aragonés adelantó al Atlético de Madrid con un tiro de falta directa, pero a 30 segundos del final, Georg Schwarzenbeck empató con un tiro lejano que sorprendió al portero Reina. El final fue de empate a un tanto, afirmando el presidente Vicente Calderón que por la forma en que les empataron eran "el Pupas" (apodo vinculado a una noción de sufrimiento que injusta y desgraciadamente se asimilaría durante muchos años al Atlético) y fue necesario realizar un partido de desempate dos días después. Así el 17 de mayo de 1974 el equipo español fue derrotado 4-0 por los alemanes y se frustró el sueño de la primera Copa de Campeones de Europa. A nivel nacional, también finalizó ese año subcampeón de Liga, tras el F. C. Barcelona. Esos dos subcampeonatos pusieron fin a la etapa como jugador de Luis Aragonés, quien tras concluir aquella temporada pasaría de jugador (apodado "el Zapatones" por su particular forma de caminar) a entrenador del Atlético (reflejado su debut en el debut como director del oscarizado Garci). Luis Aragonés adquirió finalmente el sobrenombre de "Sabio de Hortaleza", debido a reflexiones como la pronunciada siendo entrenador rojiblanco: "Ganar y ganar y ganar y volver a ganar y ganar y ganar. Eso es el fútbol". Ambas facetas, jugador y entrenador, le acabarían otorgando una posición muy destacada entre las leyendas del Club. 

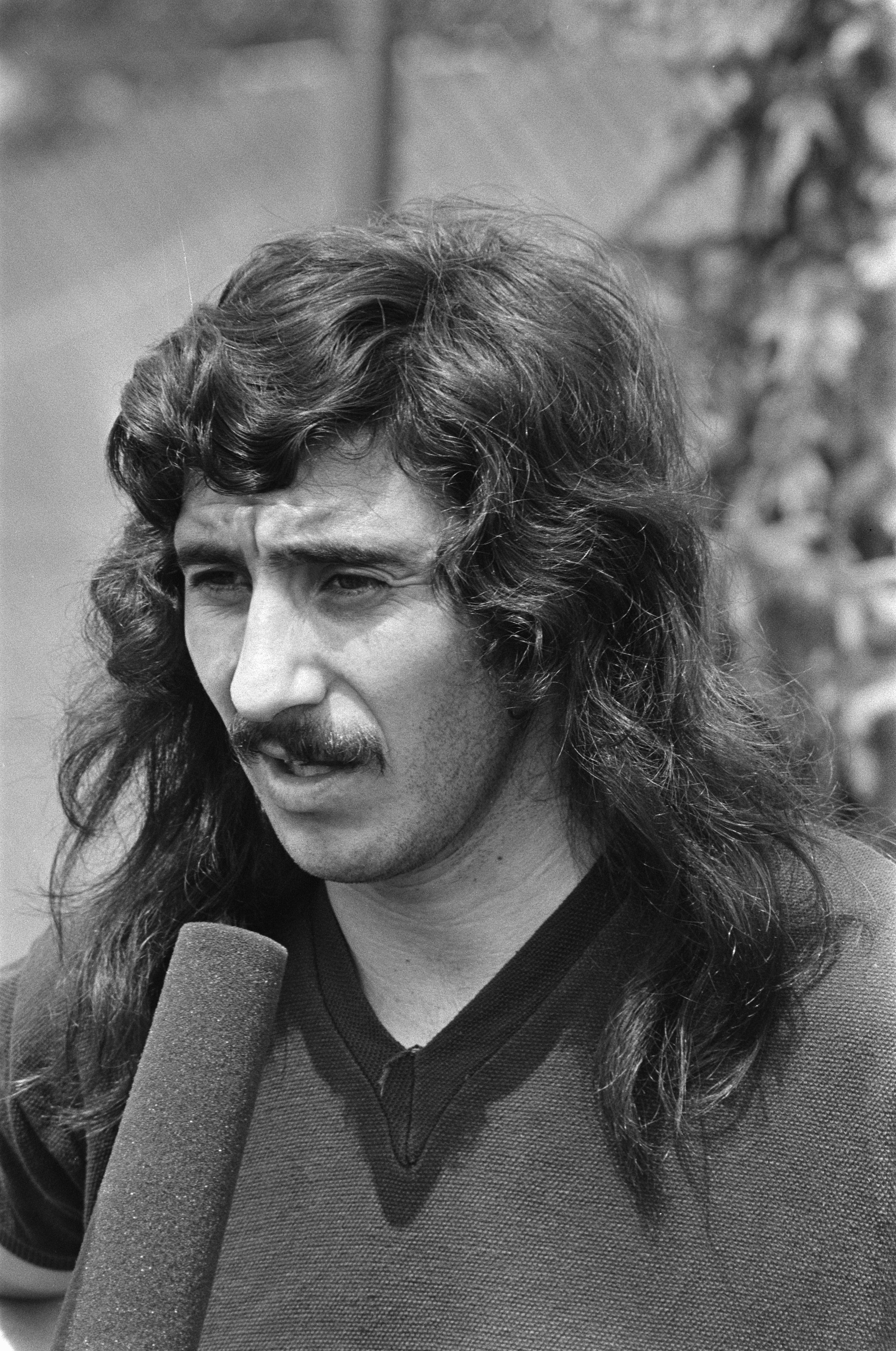
Rubén Ayala marcó el gol de la victoria de la Copa Intercontinental 1974

Debido a que el campeón europeo declinó jugar la Copa Intercontinental de 1974, el Atlético acudió como representante del continente para enfrentarse al campeón de la Copa Libertadores de América de 1974: el Independiente de Argentina. El partido de ida, ya con Luis Aragonés como entrenador rojiblanco, se jugó en Buenos Aires y tuvo un resultado de 1-0 a favor del Independiente. El 10 de abril de 1975 se disputó el segundo partido en Madrid, donde el Atlético ganó por 2-0, con un gol de Rubén "Ratón" Ayala a cuatro minutos del final. Así, el club colchonero ganó la Copa Intercontinental, y obtuvo el segundo título internacional de su historia, convirtiéndose de esta manera en el único club del mundo que consigue ganar la Copa Intercontinental sin haber ganado previamente su máxima competición continental. Ello supuso que sea uno de los pocos clubes reconocidos por la FIFA como campeones del mundo. Al año siguiente alcanzaría el Atlético otro subcampeonato, de Copa, siendo dolorosamente derrotado en la tanda de penaltis por el Real Madrid en la final disputada en el Vicente Calderón, recordada por la polémica actuación arbitral en perjuicio de los rojiblancos.
En la temporada 1975/76, en la que destacó como goleador el recién fichado Leivinha (muy recordado aquella temporada su gol "de pillo" al legendario portero Iribar), el conjunto colchonero se adjudicó su quinta Copa del Generalísimo (consiguiendo su primer trofeo de Copa en propiedad), tras vencer al Zaragoza por 1-0 en la final con gol de Gárate. Fue el último gol del mítico jugador rojiblanco, debido a una enfermedad rara (mitezoma de rodilla) provocada por la infección de un hongo contagiado en inusuales circunstancias (una dura entrada de un jugador ilicitano, irónicamente apodado "Indio", el 1 de febrero de 1976).
Al año siguiente, en la temporada 1976/77, el club rojiblanco ganó su octava Liga, de la mano de Luis Aragonés y superando por un punto al F. C. Barcelona, resultando clave los 20 goles de Rubén Cano y las actuaciones en defensa de Luiz Pereira y de Miguel Reina, portero menos goleado de la competición. Esta Liga estuvo marcada por los dos derbies de la temporada. El de la primera vuelta, muy recordado, fue un contundente 4-0 (dos goles de Rubén Cano, uno de Ayala y otro de "Panadero" Díaz) infligido al Real Madrid en la 16.ª jornada. El de la segunda vuelta fue un empate que habilitó que el Atlético se proclamara campeón de Liga en el Santiago Bernabéu. En Europa, alcanzaría las semifinales de la Recopa, siendo eliminado por el campeón, el Hamburgo, que remontó el 3-1 de la ida.

En 1978 celebró el Club sus Bodas de Platino (75.º Aniversario), cuyo principal acto fue un amistoso frente a la Selección brasileña. A esta efeméride seguiría un largo periodo sin títulos en fútbol, pese a haber contado con grandes jugadores como Marcial o Dirceu y pese a coincidir esa sequía futbolística con un gran rendimiento de su sección de balonmano, comenzando a endeudarse la entidad. De aquella época, es especialmente recordada la temporada 1980/81, en la que tras ser el Atlético "campeón de invierno", finalizó en el tercer puesto la Liga debido a unos nefastos arbitrajes como el del colegiado Manuel Álvarez Margüenda ante el Real Zaragoza el 5 de abril de 1981 en el estadio Vicente Calderón que provocó el enojo de la afición rojiblanca presente. El colegiado consintió el juego violento de los defensas José Antonio Casajús y José Ignacio Oñaederra del conjunto maño que provocaron que el delantero rojiblanco Rubén Cano saliera lesionado antes de alcanzar los cuatro minutos de partido además de otras brusquedades del equipo visitante que fueron luego pasadas por alto. Contra esa tolerancia mostrada hacia el equipo aragonés, el colegiado castigó con excesivo celo cualquier lance de los colchoneros e incluso expulsó a Marcos Alonso por una acción violenta y a Robi por protestas, terminando el partido con nueve jugadores. Para empeorar su actuación, el árbitro no pitó un penalti claro por mano dentro del área del defensa zaragocista Pedro Camus y anuló un gol a Dirceu por fuera de juego posicional dudoso de un compañero. Todo ello hizo que los seguidores colchoneros estallaran de ira por lo que lanzaron almohadillas y botes y en un intento de invadir el terreno de juego zarandearon las vallas de separación del lateral hasta derribarlas. El colegiado andaluz tuvo que ser escoltado hasta el vestuario por agentes de la Policía Nacional. Como sanción por los incidentes, el Comité de Competición cerró el Vicente Calderón por un partido. El 26 de abril de 1981 el Atlético tuvo que disputar el encuentro de Liga como local en el Estadio Carlos Belmonte de Albacete. El rival fue el Club Atlético Osasuna y el partido acabó en empate a cero. Todo ello estaba enmarcado en un contexto de conflicto permanente entre su recién elegido presidente Alfonso Cabeza y la Federación, decidiendo por ello el primero no acudir a presenciar un derbi en el Santiago Bernabéu e irse en su lugar a escuchar el partido por la radio y merendar tortilla de patatas con 8.000 aficionados en el Estadio Vicente Calderón. Cabeza llegaría a ser inhabilitado por la RFEF, viéndose obligado a retornar en 1982 a la presidencia Vicente Calderón, quien se encontró con una crisis económica y social de gran envergadura. La recordada máxima del histórico presidente rojiblanco era que el Atlético debía quedar siempre entre los tres primeros en Liga y ganar títulos, y habría que esperar todavía tres años para volver a cumplir con ella. Fue destacable 1983 por la Copa de la Liga que alzaría el filial en el Manzanares, derrotando en la final a doble partido de esta nueva competición al primer equipo del Deportivo de la Coruña. Precisamente gracias a esa nueva competición estuvo a punto el primer equipo de desempolvar sus vitrinas al año siguiente, pero fue derrotado en la prórroga de la final de la Copa de la Liga de 1984 por el Real Valladolid.

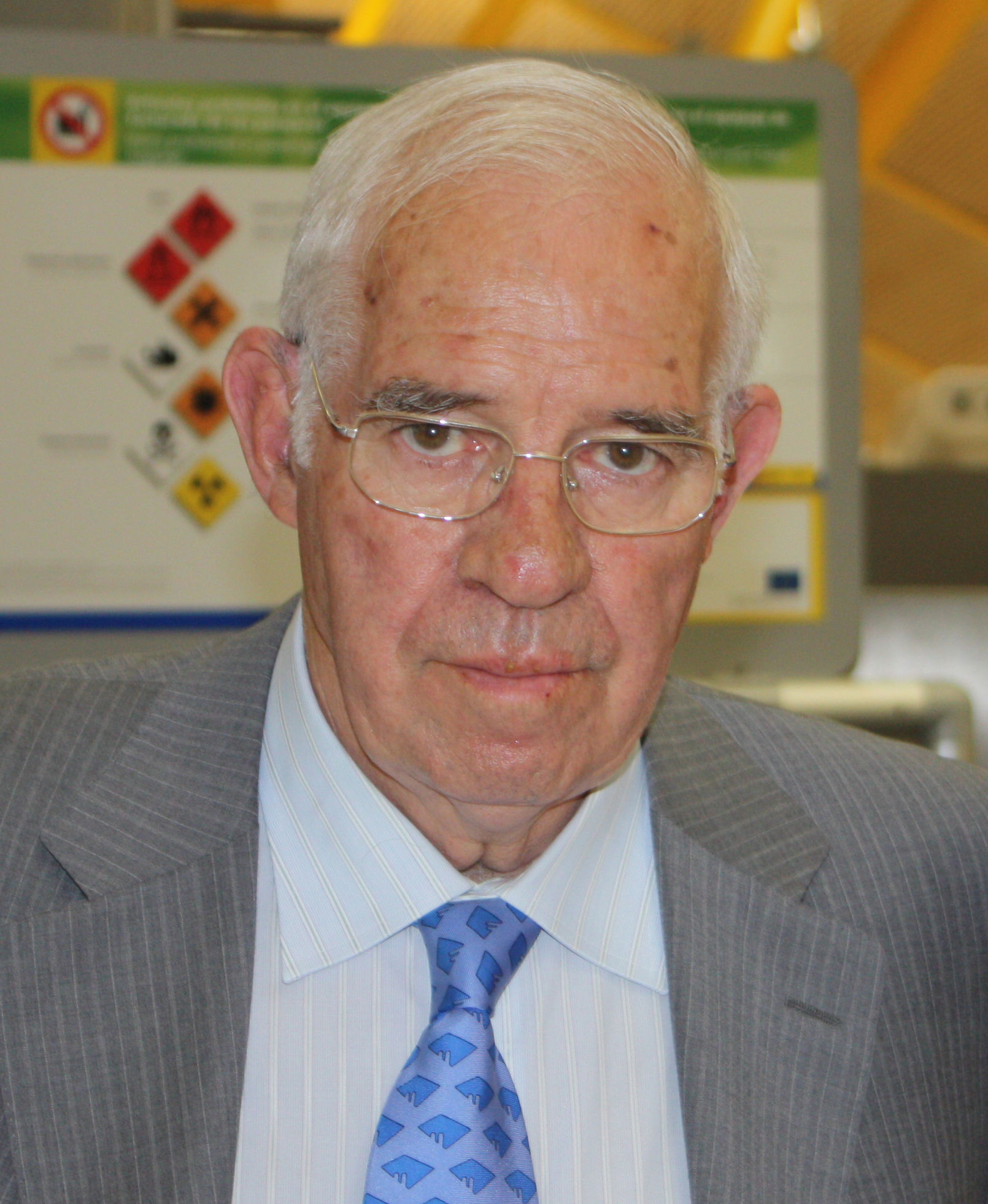
Luis Aragonés, máximo goleador histórico del Atlético (1964-74) y técnico del club en cuatro etapas (1974-80, 82-87, 91-93 y 2001-03). Campeón de Liga y de Copa como jugador y como entrenador.

La temporada 1984/85 comenzó para los rojiblancos -cuyo entrenador era una vez más Luis Aragonés- con una interesante efeméride: el 9 de septiembre de 1984, debido a una huelga de futbolistas que obligó al "Sabio de Hortaleza" a alinear jugadores incluso del juvenil, "Miguelín" Sánchez Rumbero (con 17 años) inscribió su nombre como el jugador más joven en marcar con el primer equipo del Atlético en partido oficial. A nivel deportivo, los primeros compases de la temporada ofrecieron uno de los fracasos más recordados de los rojiblancos en Europa: la sonrojante eliminación en treintaidosavos de la Copa de la UEFA ante el Sion. A pesar de ese inicio, el equipo se recompuso y rozó los títulos de Liga (subcampeón en detrimento del Barcelona) y de Copa de la Liga (volviendo a caer en la final a doble partido, esta vez más dolorosamente al remontar el Real Madrid en la vuelta su derrota en el partido de ida). Quince días después de perder esa final, el 30 de junio de 1985, el Atlético de Madrid se presentó también en la de la Copa del Rey, ante el Athletic Club, y al fin logró finalizar el Atlético con la sequía de títulos del primer equipo de fútbol, logrando su sexto entorchado de Campeón de España. El encuentro fue disputado en el Estadio Santiago Bernabéu, y finalizó con el resultado de 2-1 a favor de los «colchoneros» con dos goles de Hugo Sánchez. El mexicano, estrella rojiblanca (de un equipo en el que también destacaban Clemente Villaverde, Arteche, Quique Ramos, "el Negro" Cabrera, Marina o Rubio en su ocaso), había sido el máximo goleador en Liga esa misma temporada, en la que el Atlético había sido subcampeón y el Real Madrid solo había alcanzado el quinto puesto (siendo derrotado por 0-4 en el derbi de la jornada 32, en el Santiago Bernabéu, con goles de Marina, dos de Cabrera y otro del propio mexicano). Poco antes de disputar los dos equipos madrileños la final de la Copa de la Liga, en mayo de 1985 el presidente "merengue" y Hugo Sánchez se reúnen (manifestándole el mexicano su deseo de jugar en el equipo ante el que debería enfrentarse por un título en un mes) y de este modo el eterno rival ficha al jugador rojiblanco mediante un alambicado fichaje apenas quince días después de la conquista de la Copa del Rey: la animadversión que esta decisión del mexicano generó en muchos aficionados rojiblancos perduraría más de treinta años después.
La obtención de la Copa le dio al Atlético el derecho de disputar la Supercopa de España de 1985 (ganándola por vez primera bajo esa denominación, con goles de Cabrera, Ruiz y Da Silva en el partido de ida, siendo incapaz el Barcelona de remontar esta derrota en la vuelta) así como la Recopa de Europa del año siguiente. Luego de sortear a varios rivales, el 2 de mayo de 1986 disputó en el Estadio Gerland de Lyon la final de aquel campeonato ante el Dinamo de Kiev. Luis Aragonés, tras ver entrenar a su rival poco antes del encuentro, pronunció unas recordadas palabras asumiendo la dificultad de ganar el título. El resultado fue 3-0 a favor del Dinamo, que por entonces era la base de la Selección de la Unión Soviética y contaba con futbolistas de gran calidad, como el delantero Oleg Blokhin o el medio Igor Belánov. Los ucranianos se adelantaron relativamente pronto en el marcador y en los minutos finales, con el Atlético volcado en el ataque, remataron la victoria al contragolpe. A pesar de ello, su rendimiento aquella temporada le sirvió al Atlético para liderar por primera vez en su historia el ranking UEFA de clubes. Al año siguiente, el Atlético se proclamaría campeón de la “liguilla intermedia” de la llamada “Liga del playoff”, clasificándose para una final a tres de la Copa de la Liga que no llegó a celebrarse. También llegaría el Atlético ese año 1987 a otra final, esta vez de Copa del Rey, siendo derrotado por la Real Sociedad en la tanda de penaltis.
Poco antes de dicha final, debido al fallecimiento de Vicente Calderón, había sido elegido por los socios como nuevo presidente el empresario Jesús Gil y Gil, con un perfil peculiar en el que se inspiraría parcialmente Santiago Segura para crear años después al protagonista "atlético" de su conocido film Torrente. Aunque no partía como favorito (lastrado en gran medida por su previa condena y encarcelamiento en tanto que responsable de la tragedia de Los Ángeles de San Rafael), ganaría en el último momento el favor de los votantes, debido al apoyo mediático que le brindó el periodista José María García y por incluir en su candidatura el fichaje del delantero Paulo Futre, presentado multitudinariamente en la discoteca de moda Jácara (alzándose poco después la "pantera de Montijo" con el primer Balón de Plata ganado por un jugador del Atlético de Madrid en su historia). Una de las primeras decisiones de Gil sería despedir a Luis Aragonés, caracterizándose su mandato por un continuo "baile" de entrenadores (en ocasiones cinco o seis cambios de técnico en la misma temporada, siendo muy recordada la estampa de Antonio Briones luciendo unos calcetines blancos al ejercer las tres primeras temporadas de entrenador interino). La temporada 1987/88, primera de la llamada "era Gil", el equipo finalizó en un meritorio tercer puesto, habiendo derrotado al que sería campeón, el Real Madrid, con un memorable 0-4 en el Santiago Bernabéu (goles de Salinas, Futre y dos de López Ufarte). A la siguiente temporada, pese a contar con el "artillero de Dios" Baltazar (máximo "Pichichi" de la historia del Atlético, con 35 goles en una temporada), solo pudo alcanzar la cuarta plaza en Liga. Repetiría puesto la temporada 1989/90, muy recordada por varias excentricidades del presidente del Club: convocar un referéndum sobre si presentarse a jugar un derbi o regalar a los socios miles de relojes "de parte de Don Ramón", supuestamente pagados con la indemnización que el Real Madrid abonó al Atlético por frustrar los fichajes de Fernando Hierro y Luis Milla.

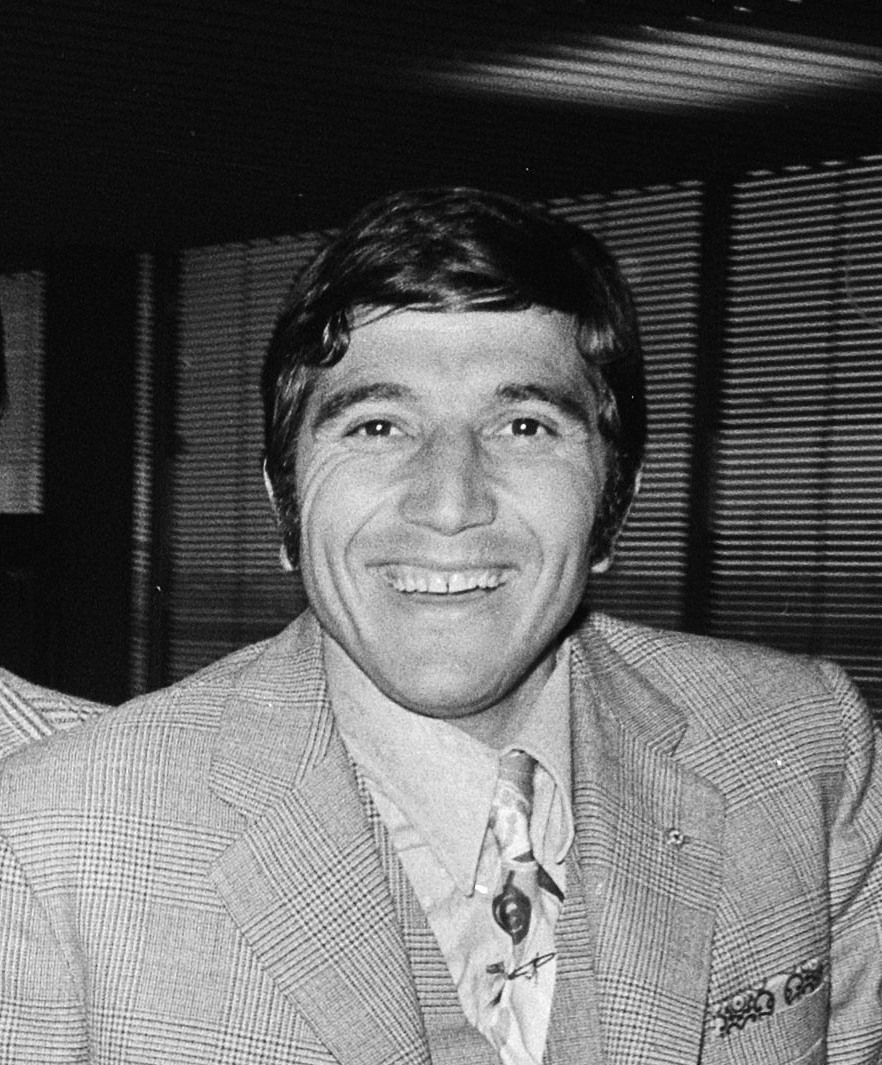
Ovejero, campeón de Copa como jugador y como entrenador.

A nivel deportivo, el equipo comenzó la siguiente temporada muy irregular, siendo eliminado en treintaidosavos de la Copa de la UEFA de 1990 por el modesto Politehnica Timișoara, uno de los grandes fracasos del club en Europa, aunque iría remontando el vuelo en las demás competiciones. El 2 de septiembre de 1990, protagonizó el primer partido de pago de la historia de la televisión en España (empate a uno contra el Valencia en la primera jornada de Liga). No consiguió alzarse con el título de Liga, pero finalizó segundo solo por detrás del "dream team" de Cruyff (gracias en gran medida al rendimiento del portero Abel Resino, quien arropado por una gran defensa comandada por Donato se alzó con un trofeo Zamora y un récord Guinness de imbatibilidad, de 1275 minutos). Llegado el 29 de junio de 1991, el Atlético de Madrid ganó por fin un nuevo título (el primero de Aguilera, quien acabaría detentando el récord de 456 partidos oficiales con el Atlético, siendo ya capitán, años más tarde) tras más de un lustro de sequía. Dirigido por Iselín Santos Ovejero, quien sustituyó como entrenador a Ivić justo antes de la disputa de esa final, se proclamó campeón de la Copa del Rey por séptima vez, tras vencer al Mallorca por 1-0, con un gol de Alfredo Santaelena en la prórroga. Este título inauguró la tradición entre los aficionados de festejar los triunfos del equipo en la fuente de Neptuno, abandonando así a tales efectos la de Cibeles (el tradicional lugar de celebración de los aficionados rojiblancos), por entonces ya demasiado asociada al Real Madrid. La consecución de esta Copa habilitó que el Atlético disputara poco después, ya con Luis Aragonés de vuelta al banquillo, frente al campeón portugués (el Benfica) la Copa Ibérica, alzando un nuevo título internacional cuya oficialidad discuten algunos organismos. En la final de la Supercopa de España de 1991, nuevamente el Barcelona superó por la mínima a los madrileños.

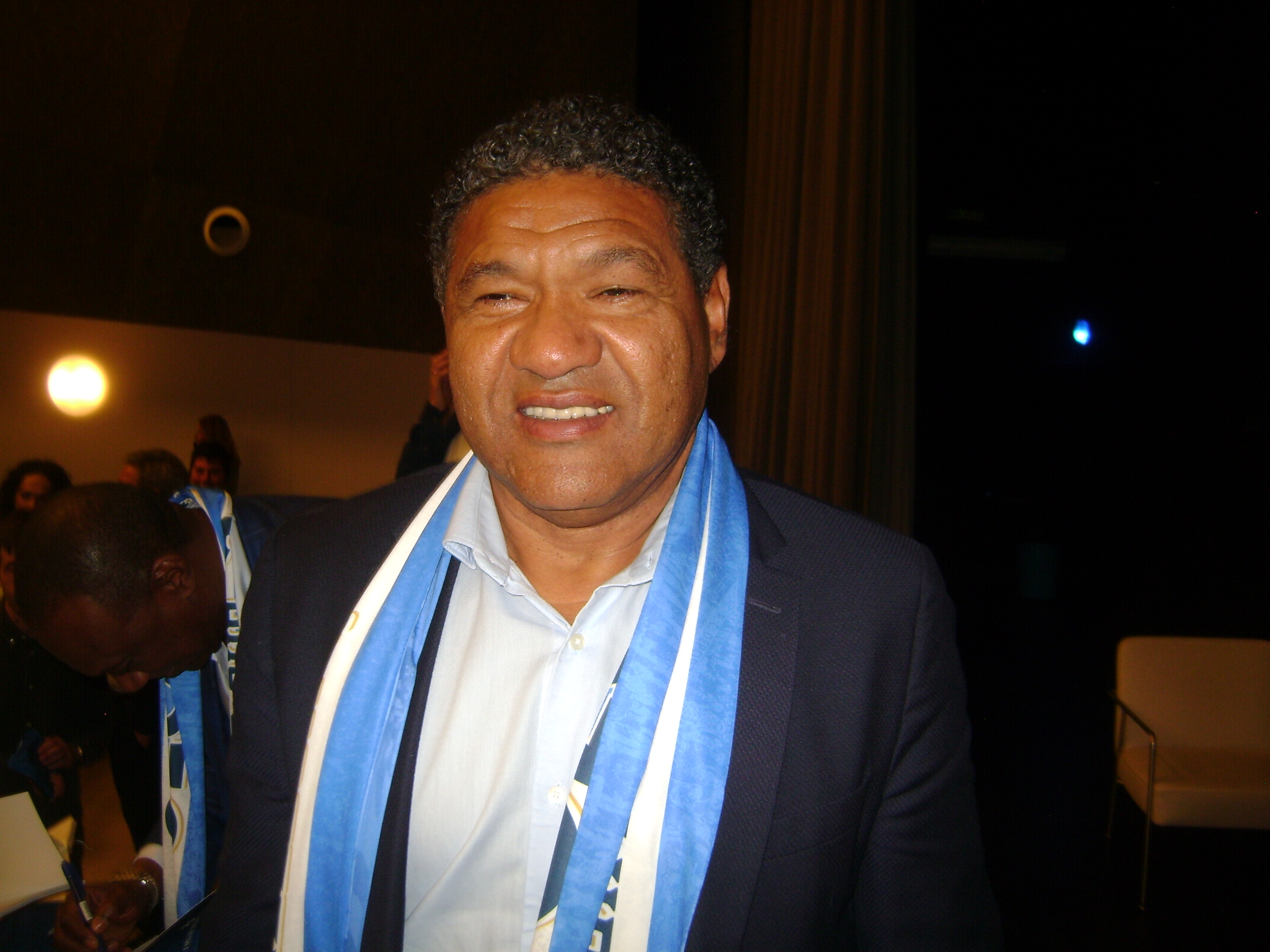
Donato, jugador del club entre 1988 y 1993. Logró las Copas del Rey
90-91 y 91-92.

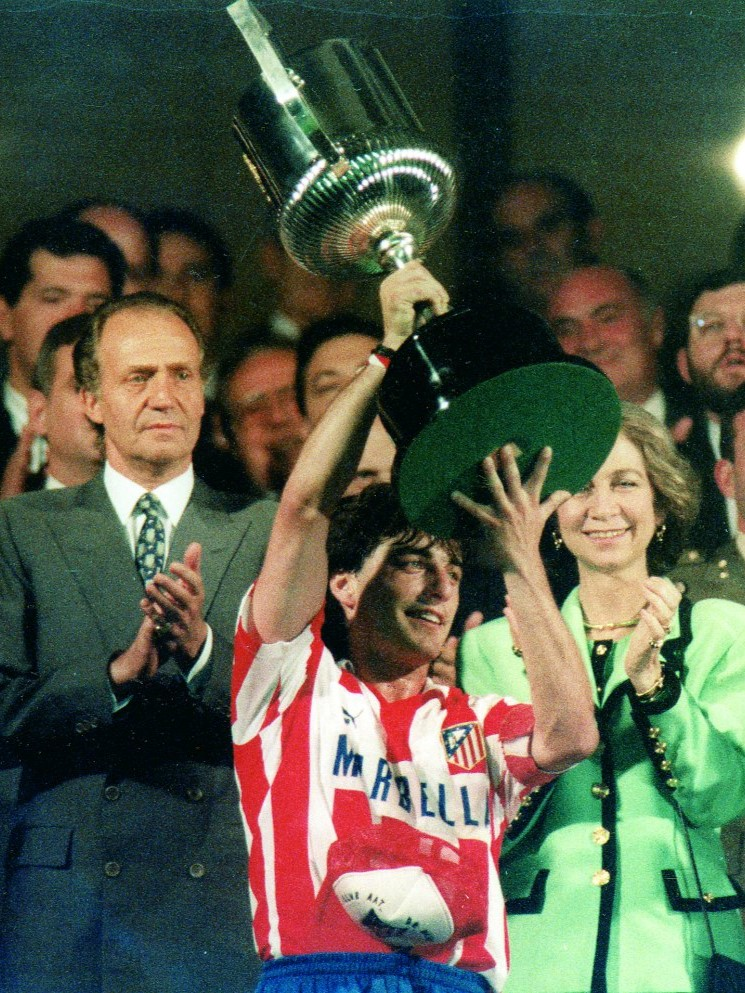
Paulo Futre, Balon de Plata 1987, alzando la Copa del Rey de 1992.

La temporada 1991/92 (en la que destacó especialmente Manolo, máximo anotador de Primera División con 27 goles), sería recordada en el Atlético por tres acontecimientos. Uno negativo, por producirse uno de los mayores errores del mandato de Jesús Gil: la desarticulación de la estructura del fútbol base, lo cual motivaría que la gran estrella de la cantera, forofo rojiblanco, recalara en el eterno rival y se convirtiera en su jugador franquicia durante los años venideros. El segundo acontecimiento tiene un carácter principalmente anecdótico, con el derbi de fondo. En un encuentro de Liga disputado el 14 de diciembre de 1991 en casa contra el Sevilla que acabó en derrota por 0-3 un aficionado lanzó un vaso de lleno de cerveza contra el árbitro Merino González. Este le impactó en el labio superior y le provocó una herida sangrante que le dejó aturdido durante unos minutos, decretándose el cierre del coliseo rojiblanco por un partido que coincidía con el derbi madrileño contra el eterno rival. El club apeló la decisión y pidió la suspensión cautelar al Comité Español de Disciplina Deportiva (CEDD) del Consejo Superior de Deportes entregando la documentación al Gobierno Civil de Madrid ya que las oficinas del Comité se encontraban cerradas por ser Navidad. La ley estipulaba que un equipo dispone de 15 días naturales para recurrir y además tiene la posibilidad de pedir en 24 horas la suspensión cautelar que se concede de inmediato por ley. Dado que el CEDD no podría reunirse para dictaminar el fallo antes del día 4 de enero, fecha en la que se disputaría el encuentro, el partido se pudo disputar en el Vicente Calderón. El equipo colchonero venció por 2-0 tras sendos tantos de Juan Vizcaíno y Manolo. En cuanto a la sanción, el CEDD acabó confirmándola y se aplicó para el siguiente partido como local contra el Deportivo de La Coruña, que se disputó finalmente en el Estadio Príncipe Felipe de Cáceres y se saldó con derrota rojiblanca. El tercer acontecimiento de la temporada fue el que mejor sabor de boca dejó a los aficionados. El 27 de junio de 1992 el club logró adjudicarse su octava Copa del Rey tras derrotar nuevamente en el derbi madrileño al Real Madrid por 2-0 en el Estadio Santiago Bernabéu. Los goles fueron marcados por Paulo Futre y Bernd Schuster, este último de libre directo. Tuvo mucha repercusión desde entonces el discurso motivacional del entrenador rojiblanco impartido poco antes de que saltaran sus jugadores al terreno de juego, hasta el punto de que 25 años después adornaría la pared del vestuario local del nuevo Metropolitano: “¿Lo han entendido? Pregunto: ¿lo han entendido? ¿Sí? Pues esto [golpeando la pizarra], esto, no vale para nada. Lo que vale es que sois mejores y que estoy hasta los huevos de perder con estos, de perder en este campo. Lo que vale es que sois el Atleti de Madrid y hay cincuenta mil dentro que van a morir por vosotros. Hay que morir por ellos, por la camiseta, por vuestro orgullo. Hay que salir y decir en el campo que solo hay un campeón y va de rojo y blanco”. Esta fue la tercera Copa del Rey que el Atlético obtuvo enfrentándose al Real Madrid en la final.

### Conversión en S. A. D.
La promulgación en España de la Ley 10/1990, de 15 de octubre, del Deporte, obligaba a que los clubes de fútbol profesionales (los que militaban en Primera y Segunda División, con las excepciones de Real Madrid, Barcelona, Athletic y Osasuna, que quedaron exentos de esa obligación por no tener pérdidas en aquellos momentos; una decisión que llegado el año 2021 una conocida sentencia del TJUE confirmaría que supuso la obtención de ayudas fiscales ilegales del Estado para esos cuatro clubes) dejaran de ser sociedades civiles y se conformaran como Sociedades Anónimas Deportivas (una nueva modalidad de sociedad anónima que estaba creando dicha Ley). De conformidad con el régimen transitorio establecido, con anterioridad al 30 de junio de 1992, los socios del Atlético debían depositar el capital mínimo del Club (que se había fijado en la cantidad de 2 060 309 000 de pesetas) a los efectos de esa conversión en S.A.D.. Llegado el caso de que los socios no pudieran hacer frente a ese desembolso, el Atlético descendería a Segunda División B. Los socios no fueron capaces de desembolsar el total de esa cantidad, pero al filo de la medianoche de aquel 30 de junio, Jesús Gil y Enrique Cerezo acreditaron haber obtenido dos préstamos bancarios, de 1300 y 650 millones de pesetas, con los que cubrían y suscribían la cantidad pendiente.
De esta manera, el 1 de julio de 1992 el club pasó a llamarse Club Atlético de Madrid, S.A.D., tras la conformación en esa S.A.D. de la cual Jesús Gil se convirtió en máximo accionista y de la que seguiría ejerciendo las funciones de presidencia. Como es evidente, exceptuados quienes fueron capaces de suscribir alguna acción en el proceso de conversión, la mayoría de los hasta entonces socios del Club (participantes de la otrora sociedad civil) pasaron a ser meros abonados de la nueva empresa (aunque por razones comerciales se les siguiera denominando "socios" abonados). A los pocos días de que la conversión fuese efectiva, Gil ingresó el dinero del Atlético con el que él y Cerezo habían suscrito sus acciones en una cuenta suya personal y, de ahí, devolvió el dinero del préstamo a los bancos, de modo que adquirió el 95 % del Atlético de Madrid, S. A. D. sin llegar a desembolsar materialmente ninguna cantidad. Aunque posteriormente se probaría que, conforme a estos hechos, Jesús Gil se había hecho con el control de las acciones mediante la comisión de un delito de apropiación indebida, según confirmó el Tribunal Supremo en la sentencia del llamado «Caso Atlético» en 2004, al encontrarse prescrito ese delito para cuando se incoó aquel proceso penal, tanto él como su sucesor Enrique Cerezo fueron absueltos y no se les impuso la obligación de devolver las acciones.
Las tres primeras temporadas tras la conversión en S.A.D. apenas aportaron alegrías deportivas, siendo la primera final bajo la nueva denominación una derrota ante el F. C. Barcelona en la Supercopa de 1992. Luis Aragonés sería despedido en febrero de 1993 tras una goleada infligida en Copa por el F. C. Barcelona, 0-5, que se ampliaría ya en ausencia del mítico entrenador tras el partido de vuelta para un global de 0-11. De igual modo, el prometedor inicio del equipo en la Recopa de Europa 1992/93 fue truncado en semifinales por el Parma de Asprilla, ya sin Luis Aragonés en el banquillo y en un contexto de crisis permanente, con masivas bajas de abonados y salidas de jugadores (entre ellos, Futre, poco antes de esa eliminatoria). El resto del trienio se caracterizó por fracasos sonados en el área de fichajes (paradigmático el caso muy recordado del "Tren" Valencia) y coqueteos con los puestos de descenso en Liga (finalizando 12.º en 1994 o 14.º en 1995). En esta época también se produjo algún episodio que suscitó rechazo entre los aficionados, como la cesión al Real Madrid del Estadio Vicente Calderón para que jugase un partido como local ante el Rayo en la temporada 1993-94 tras la clausura de su campo por una agresión a un juez de línea en el partido en el que los "merengues" fueron eliminados de la Copa por el Tenerife: tras finalizar el encuentro en el estadio rojiblanco, la afición blanca destrozó parte del estadio. Vivió el Atlético pese a todo algún momento memorable, como la remontada en el Vicente Calderón el 30 de octubre de 1993 al F. C. Barcelona en partido de Liga, donde tras ir perdiendo 0-3 al descanso (hat trick de Romário), se terminó ganando 4-3 (doblete de Kosecki, Caminero y Pedro).
Otra polémica decisión del presidente tuvo lugar en 1994, al acordar el cierre de la histórica sección de balonmano -junto con el de todas las demás secciones- debido a su déficit económico. Para entonces, el equipo de balonmano había conquistado once Ligas españolas, diez Copas de España y dos Supercopas de España (un palmarés nacional por entonces superior al de la sección de fútbol), habiendo sido subcampeón de la Copa de Europa. Estos ceses de financiación a otras secciones conllevaron igualmente el fin del Atlético Villa de Madrid, primer equipo de fútbol femenino del Atlético y antecesor del que se fundaría en 2001, que se había proclamado campeón de la segunda edición de la Liga en 1990.

#### El «doblete»

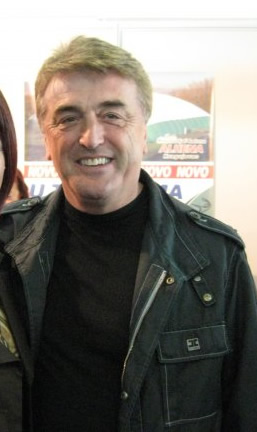
Radomir Antic, entrenador del Atleti del Doblete.

Así se llegaría a la temporada 1995/96 (primera Liga con 22 equipos), una de las más importantes del Club, ya que por primera vez en su historia obtendría un doblete de Liga y Copa del Rey en la misma temporada. El impacto de este éxito fue mayor por lo inesperado: el equipo lo integraban prácticamente los mismos jugadores que la temporada anterior estuvieron a punto de descender a Segunda División, con la salvedad de los fichajes que pediría el nuevo entrenador, Radomir Antić. El 10 de abril de 1996 el equipo venció por 1-0 al F. C. Barcelona en el Estadio de la Romareda, con un gol marcado de cabeza por el serbio Pantić a pase del lateral Delfí Geli, proclamándose campeón de la Copa del Rey por novena vez en su historia. El 25 de mayo de 1996 el Atlético se adjudicó en detrimento de su perseguidor el Valencia C. F. el título de campeón de la Primera División de España, también por novena vez, al derrotar en el Vicente Calderón al Albacete Balompié por 2-0, goles de Simeone y Kiko. Estos dos títulos rompieron la hegemonía del Real Madrid y el F. C. Barcelona.
Algunos futbolistas destacados de la temporada, fueron Kiko (reciente oro olímpico, quien un par de años después inventaría y popularizaría la pose del "arquero" como forma de celebración de los goles), Molina (portero menos goleado de la competición), Caminero (muy recordado por un espectacular regate aquella temporada, en torno al cual gira una escena de la película Carne Trémula), Penev (máximo goleador del equipo, con 16 goles), Juanma "Súper" López (defensa con exagerada fama de duro), Tomás (483 partidos con el Atlético, retirándose tras ganar aquella Liga), Santi, Toni, Geli, Solozábal (reciente oro olímpico, canterano, capitán del equipo y deportista total), "El Cholo" Simeone (ganador por aquella temporada del primer trofeo EFE para un jugador del Atlético, que había fichado por el Atlético en 1994 siguiendo el consejo de su hasta entonces entrenador, Luis Aragonés) o Pantić (en cuyo honor por su decisiva contribución al Doblete gracias a sus golpeos a balón parado, una aficionada depositaría durante 21 años un ramo de claveles en el banderín de córner del Vicente Calderón, convirtiéndose en uno de los símbolos del estadio). Este equipo marcó a toda una generación de aficionados, como años después manifestaría, en tanto que uno de ellos, Fernando Torres al recordar la celebración de los títulos (causando gran impacto en la memoria colectiva madrileña una cabalgata -incluyendo dromedarios y elefantes- por las calles de Madrid). Desgraciadamente, el Atleti del Doblete no añadiría más trofeos a las vitrinas del Club.
La temporada 1996/97, con el equipo esencialmente inalterado, comenzó lastrada por unos problemas en el césped del Vicente Calderón debido a una plaga de orugas. Por este motivo, el Atlético hubo de disputar como local el partido de vuelta de la Supercopa de España frente al F. C. Barcelona que había sido el subcampeón de Copa en el Estadio de La Peineta (ubicado donde se alzaría el suyo propio años después): aunque el partido finalizaría con victoria rojiblanca, no fue suficiente para remontar la derrota del partido de ida. En Liga, por los mencionados problemas del césped, el Atlético comenzó la defensa del título jugando como local en el Estadio Santiago Bernabéu con victoria por 2-0 frente al R.C. Celta de Vigo, pero solo terminaría alcanzando un quinto puesto. Tampoco pudo reeditar título en la Copa y caería también en cuartos de final de Liga de Campeones ante el Ajax (pese a haber derrotado y finalizado por delante en fase de grupos del futuro campeón, el Borussia Dortmund).
Las siguientes temporadas de esa década, pese a contar con grandes jugadores como Juninho (campeón de la Copa Confederaciones con su Selección siendo jugador del Atlético, cuya prometedora carrera fue truncada tras una brutal entrada de Míchel Salgado) o Vieri (quien se alzaría con un trofeo Pichichi y marcaría un espectacular y muy recordado pseudo gol olímpico en Copa de la UEFA), no aportaron más títulos a las vitrinas del Club. Solo se alcanzarían dos semifinales europeas (eliminado el equipo en 1998 por la Lazio y en 1999 por el campeón Parma) y se jugaría una final más en 1999, de Copa del Rey, en la que los rojiblancos fueron goleados por el Valencia. Esa misma temporada, se produjo una curiosa ironía atendiendo a lo que estaba por suceder en la siguiente: el Atlético de Madrid "B" finalizó subcampeón de Segunda División, su mejor puesto histórico, no siendo posible su ascenso por tratarse del filial de un club cuyo primer equipo ya jugaba en Primera División.

#### Caída y retorno a la élite europea
Finalizando el siglo XX, la inestabilidad en el club era cada vez mayor, debido a los múltiples delitos imputados a su presidente, relacionados con su gestión del Atlético de Madrid y/o del Ayuntamiento de Marbella. Como consecuencia del llamado "caso camisetas" (por el que el Tribunal Supremo confirmaría su condena por delitos de prevaricación y tráfico de influencias), poco antes de la mencionada final de Copa del Rey, Gil llegó a ingresar en prisión preventiva, en enero de 1999, y sería inhabilitado como alcalde de Marbella; mientras que debido al ya mentado "caso Atlético" se acordó por primera vez, como medida cautelar de un proceso penal en España, la intervención de un club de fútbol. De esta manera, el 21 de diciembre de 1999 la gestión del Club pasó de manos de la familia Gil a un administrador designado judicialmente, Luis Manuel Rubí. Para asegurar las posibles responsabilidades pecuniarias derivadas de los presuntos delitos, se procedió en mitad de la temporada, nada más empezar el año 2000, a la venta de José Mari o Chamot al Milan o a hipotecar cautelarmente el Vicente Calderón. Los jugadores, mientras tanto, se habían "rebelado" contra el administrador judicial, temiendo no llegar nunca a cobrar su salario, pues aquel había declarado que el club se encontraba en situación de quiebra técnica. En ese contexto, llegado marzo y a un punto del descenso, el entrenador (Ranieri) dimite, siendo sustituido sucesivamente por Antić y Zambrano. Ya bajo la batuta del serbio, el 9 de marzo, el equipo es eliminado por el Lens de la Copa de la UEFA. Aunque la familia Gil y Cerezo no recuperarían la propiedad de las acciones del Atlético hasta el año 2004, el 12 de abril de 2000 se alzó la medida cautelar de administración judicial, retomando ya entonces Jesús Gil esas labores administrativas (bajo la supervisión de un interventor judicial).
El 7 de mayo de 2000, el club consumó el segundo descenso de su historia a la Segunda División al empatar en el Tartiere ante el Real Oviedo, perdiendo poco después otra final de Copa del Rey ante el Espanyol tras un fatal despiste de su portero Toni. El equipo contaba con grandes jugadores, quienes tras abandonar el club rojiblanco contribuirían los años siguientes de forma decisiva a la consecución de varios títulos por parte del Valencia (como Baraja), del Deportivo (como Molina, Capdevila o Valerón) e incluso del Real Madrid (como Solari). De hecho, el Atlético había derrotado en Liga a este último en el Santiago Bernabéu gracias a una memorable actuación de su goleador Hasselbaink, debiendo esperar catorce años desde entonces para volver a obtener una victoria oficial en un derbi. Por todas estas razones, suele aducirse que este descenso no se explica por una falta de calidad deportiva, sino por la situación en la que se encontraba el club debido a la intervención judicial motivada por la investigación de los delitos imputados a Jesús Gil.

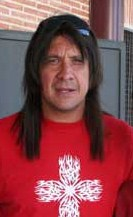
Germán Burgos, portero del ascenso.

Pese al descenso, el Club aumentó en un 68 % su número de abonados, constituyendo un caso de fidelización en momentos difíciles estudiado en escuelas de negocios. En su primer "añito en el infierno", tal y como se popularizó su estancia en Segunda gracias a una campaña de abonos protagonizada por Kiko (la primera de las colaboraciones con la agencia Sra. Rushmore, que convertiría la marca "Atlético de Madrid" en un referente en el ámbito de la publicidad), alcanzó las semifinales de Copa y contó con el máximo goleador de la competición, Salva (tercer trofeo Pichichi de la categoría en la historia del Club, tras los que habían alzado pocos años antes, con el filial, Yordi y Sequeiros), pero no fue suficiente para ascender, finalizando cuarto empatado a puntos con el tercero, que ascendió por su mejor goal average. De hecho, el inicio de la temporada fue nefasto, situándose colista de la categoría de plata tras varias derrotas consecutivas y partidos para olvidar. Habría que esperar a la temporada siguiente, retornando el Atlético a Primera División el 28 de abril de 2002 y siéndole entregado el 12 de julio de 2002 el trofeo de campeón de Segunda División, con Luis Aragonés de vuelta en el banquillo, el también exjugador Marina de segundo y Paulo Futre de director deportivo. Destacaron jugadores como Diego Alonso (máximo goleador de la categoría), Germán "el Mono" Burgos (protagonista de otro memorable spot publicitario saliendo de una alcantarilla para celebrar el ascenso) o el jovencísimo canterano Fernando "el Niño" Torres (que venía de proclamarse campeón de Europa sub-16 y repetiría poco después del ascenso como campeón de Europa sub-19). Tras el retorno a la máxima categoría del fútbol español la temporada 2002/03, el Club celebró su centenario bajo la Presidencia de Honor de Felipe de Borbón (conocido aficionado rojiblanco desde niño), siendo destacable entre los fastos la bandera de 1500 metros de longitud que recorrió las calles de Madrid entre la Fuente de Neptuno y el estadio Vicente Calderón, implicando tal hito un récord Guinness y el espectáculo de fuegos artificiales desde el estadio Vicente Calderón. Pese a mantenerse el equipo en Primera División sin demasiados apuros en su retorno a la élite española (alternando algún momento digno -como un épico empate en los últimos instantes del primer derbi oficial en el estadio Santiago Bernabéu tras el descenso, con Burgos deteniendo un penalti con la cara, que acabó ensangrentada - con alguna dolorosa derrota -como la padecida ante Osasuna por 0-1 el mismo día del centenario -), Futre dimitió y, llegado julio de 2003, sería despedido Luis Aragonés por el nuevo presidente, Enrique Cerezo (quien acababa de sustituir a Jesús Gil), poniendo así fin a su última etapa como entrenador del Atlético.
Con Simeone de vuelta como jugador en el ocaso de su carrera, el equipo capitaneado por Fernando Torres (consagrado ya como máximo ídolo de la afición, gracias a espectaculares actuaciones como el gol que anotó el 2 de noviembre de 2003 ante el Real Betis, uno de los mejores de su carrera) fracasó en su primer intento por volver a disputar la Copa de la UEFA, al caer frente al Villarreal en la tanda de penaltis de su final de la Copa Intertoto de 2004 (competición recordada por estrenar en ella el equipo una polémica camiseta con el logotipo de Spider-Man). El Atlético tendría que esperar para volver a disputar la Copa de la UEFA tres años más (superando otras tantas mediocres temporadas, recordadas por derrotas como la que le infligió por la mínima el Sevilla en 2006 tras haber sido expulsados tres jugadores rojiblancos y parado dos penaltis Leo Franco, lo que motivó una lluvia de objetos desde la grada incluyendo una botella de whisky, o como la que fue su mayor derrota como local de la historia, 0-6 ante el F. C. Barcelona en 2007), hasta ganar al Gloria Bistrița su final de la Copa Intertoto de 2007 gracias a un gol del recién fichado Diego Forlán (tras la venta aquel verano de Fernando Torres). Técnicamente fue el primer título del club desde el Doblete de 1996, sin embargo la UEFA no lo reconoce al ser solo un campeonato de grupo por la normativa de aquel año en la competición, conforme a la cual se proclamaría un solo campeón absoluto (aquel de los once ganadores de la Intertoto que llegara más lejos en la Copa de la UEFA, en este caso el Hamburgo, siendo los rojiblancos los segundos que más lejos llegaron), por lo que el Atlético no adquirió el derecho de contar con tal trofeo en sus vitrinas, entonces una placa conmemorativa.

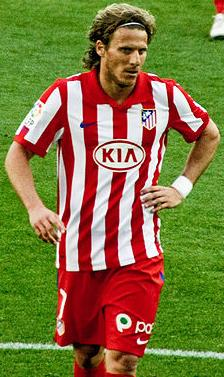
Diego Forlán, Bota de Oro 2009 y MVP de la Liga Europa 2010.

Tras cobrarse una revancha histórica al eliminar a la Vojvodina, el Atlético alcanzó la fase de grupos de la Copa de la UEFA, finalizando en el primer puesto del suyo, pero acabó siendo eliminado por el Bolton en dieciseisavos. A nivel nacional, por fin, esa misma temporada 2007/08, el equipo (entrenado por Javier Aguirre desde la temporada anterior y en el que destacaba su dupla de delanteros, un joven Agüero -que recientemente se había alzado con el Premio Golden Boy y conquistaría poco después el oro olímpico- y el uruguayo Forlán) se clasifica para disputar la Liga de Campeones, al finalizar la Liga en cuarta posición (su mejor puesto desde 1996). La temporada 2008/09 comenzó con la culminación de esa clasificación, tras imponerse al Schalke 04 en la fase previa de la Liga de Campeones. En su retorno a la máxima competición continental tras once años de ausencia, el Atlético alcanzó los octavos de final, en los que el Oporto apeó al conjunto rojiblanco tras dos empates por el valor doble de los goles en campo contrario. En el Campeonato de Liga, el equipo repitió puesto y clasificación para Liga de Campeones, bajo la batuta del exjugador Abel Resino y gracias al espectacular desempeño de Diego Forlán (que con 32 goles se alzó con el trofeo Pichichi y con la primera Bota de Oro de un jugador del Atlético en la historia del Club).
En la temporada 2009/10, el equipo concluyó la fase de grupos de la Liga de Campeones como tercero por delante del APOEL, quedando apeado de la competición y siendo redirigido a la recién rebautizada como UEFA Europa League/Liga Europa (antigua Copa de la UEFA).

Los malos resultados en Liga de Campeones supusieron el cese de Abel Resino y la contratación como nuevo entrenador de Quique Sánchez Flores. Tras eliminar aprovechando al máximo la regla del gol de visitante a Galatasaray, Sporting de Lisboa, Valencia C. F. y Liverpool F.C., el Atlético alcanzó su primera final europea de categoría tras la de la Recopa de 1986. La final de la Liga Europa se disputó el 12 de mayo de 2010, en el HSH Nordbank Arena de Hamburgo, donde el Atlético se impuso 2-1 al Fulham F.C. londinense, con doblete de Diego Forlán, el segundo anotado en el 116' de la final. De esta manera, el Atlético volvía a conquistar un título europeo de primer orden cuarenta y ocho años después de la Recopa de 1962. La temporada finalizó con la disputa de la final de Copa del Rey ante al Sevilla, celebrada el 19 de mayo en el Camp Nou de Barcelona, en la que los hispalenses ganaron por 2-0. Tras el partido, los aficionados atléticos se mantuvieron en el campo animando a su equipo y cantando, lo que acaparó las portadas de los medios por lo inusual de la situación. Más tarde ese mismo verano, Diego Forlán se convertiría en el primer jugador de la historia del Atlético galardonado con el Balón de Oro del Mundial.

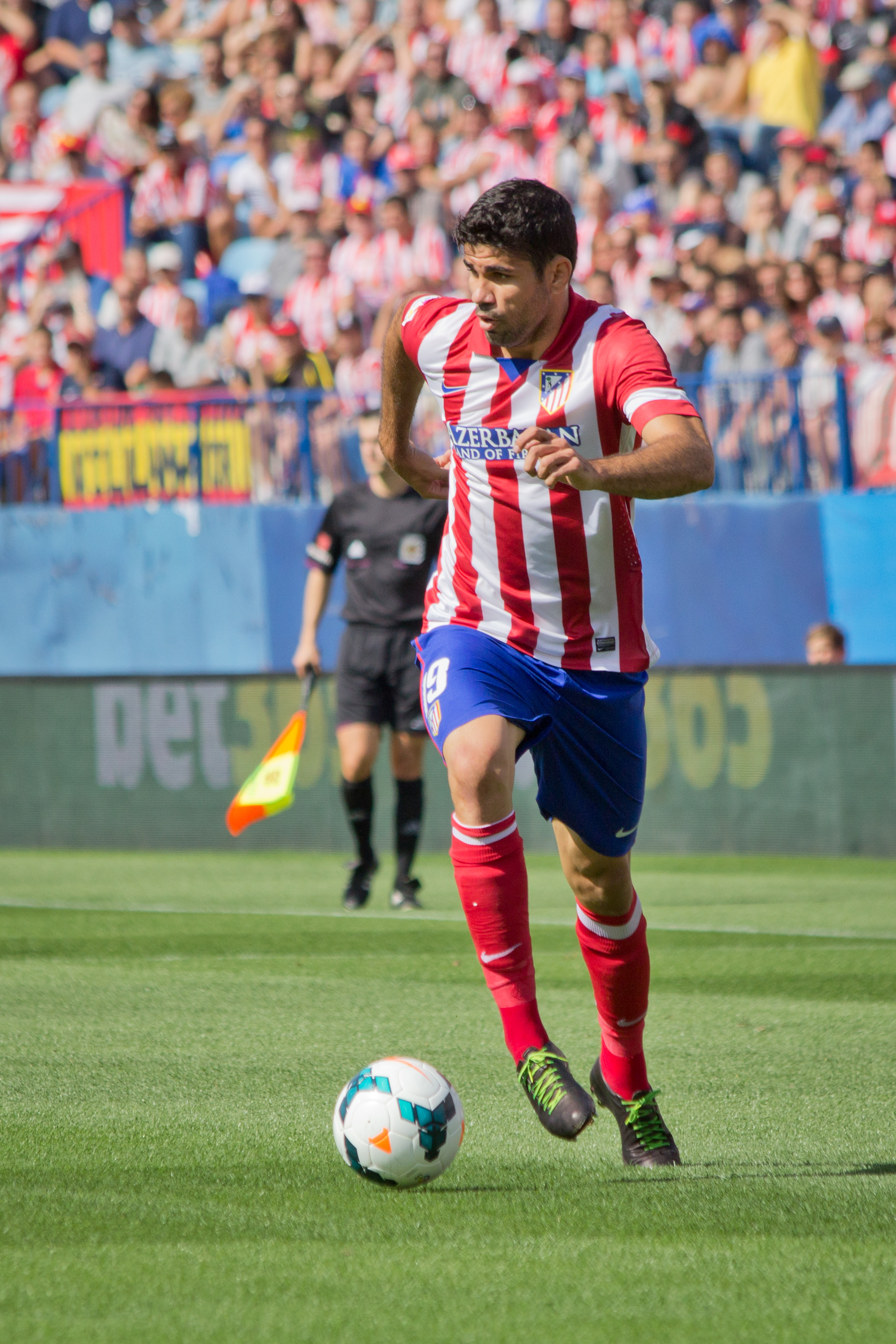
Diego Costa, jugador en tres etapas. Trofeo Zarra de la Liga 2014 y MVP de la Supercopa de Europa de 2018.

La temporada 2010-11, recién fichado Diego Godín (que se unía a una defensa donde destacaban desde el curso anterior los canteranos De Gea y Domínguez, eventuales campeones de Europa sub-21 cuando finalizó esta temporada) e incorporado al equipo el delantero Diego Costa, comenzó con un gran éxito para el Atlético de Madrid, al conseguir el 27 de agosto de 2010 su primera Supercopa de Europa, imponiéndose por 2-0 (goles de Reyes y Agüero y una gran actuación de De Gea, que detuvo un penalti) al vigente campeón de Europa, el Inter de Milán, en el partido disputado en el Estadio Luis II de Mónaco. De esta forma, el Atlético se convertía en el quinto club español en proclamarse supercampeón de Europa, junto a Barcelona, Real Madrid, Valencia y Sevilla. Sin embargo, el inicial supercampeonato europeo no evitó que el cómputo global de la temporada fuera decepcionante: el equipo terminó séptimo en Liga, solo alcanzó los cuartos de final en Copa y fue eliminado en fase de grupos de la Liga Europa.
Consecuencia de ese escaso rendimiento, tras contratar a Caminero como nuevo director deportivo, el Club comenzó la planificación de la temporada 2011/12 no renovando el contrato al entrenador Sánchez Flores (sustituido por Gregorio Manzano) y vendiendo a jugadores como Sergio "Kun" Agüero, Diego Forlán, Simão, Ujfaluši o David de Gea (piezas clave para la consecución de los títulos europeos del año 2010). En su lugar, se ficharon otros jugadores que marcarían una nueva época en el equipo, como Radamel Falcao, Arda Turan, Gabi (de vuelta al Club en el que había debutado años atrás) o Thibaut Courtois. A nivel deportivo, la temporada comenzó superando las dos rondas previas de la Liga Europa ante el Strømgodset noruego y el Vitória de Portugal, lo cual le valió para ser proclamado mejor club del mundo en agosto de 2011 por la IFFHS. De esta manera logró la clasificación para la fase de grupos de la competición, en la que quedó encuadrado en el grupo I junto a Udinese Calcio, Celtic FC y Stade Rennais. Pese a que el Atlético logró su clasificación para dieciseisavos como primero de grupo, a falta de un partido tras su victoria 0-1 frente al Celtic FC en Glasgow, los malos resultados en Liga provocan fuertes protestas de la afición contra la directiva. Tras la eliminación en dieciseisavos de Copa ante el Albacete Balompié, se produce el cese del entrenador Gregorio Manzano.

### La era del«Cholismo»

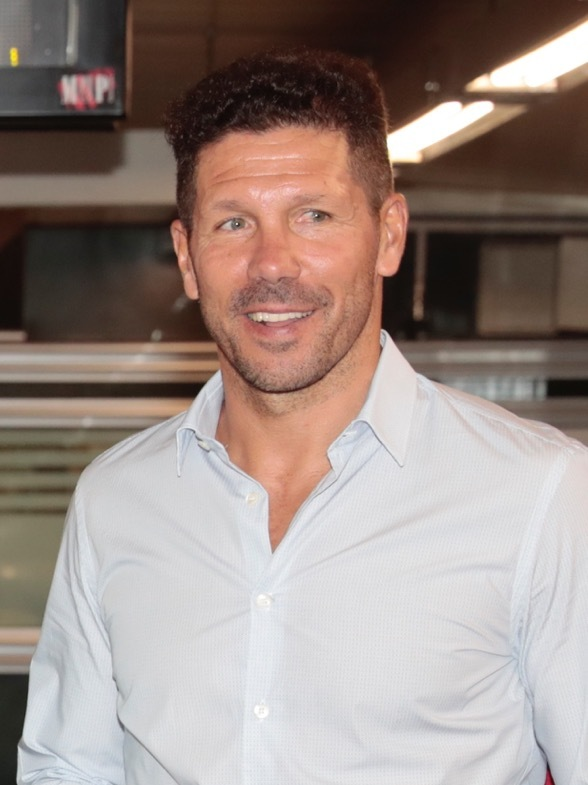
Diego Pablo Simeone, campeón de Liga y de Copa como jugador y como entrenador. Técnico con más títulos oficiales, más partidos dirigidos y más victorias de la historia del Club.

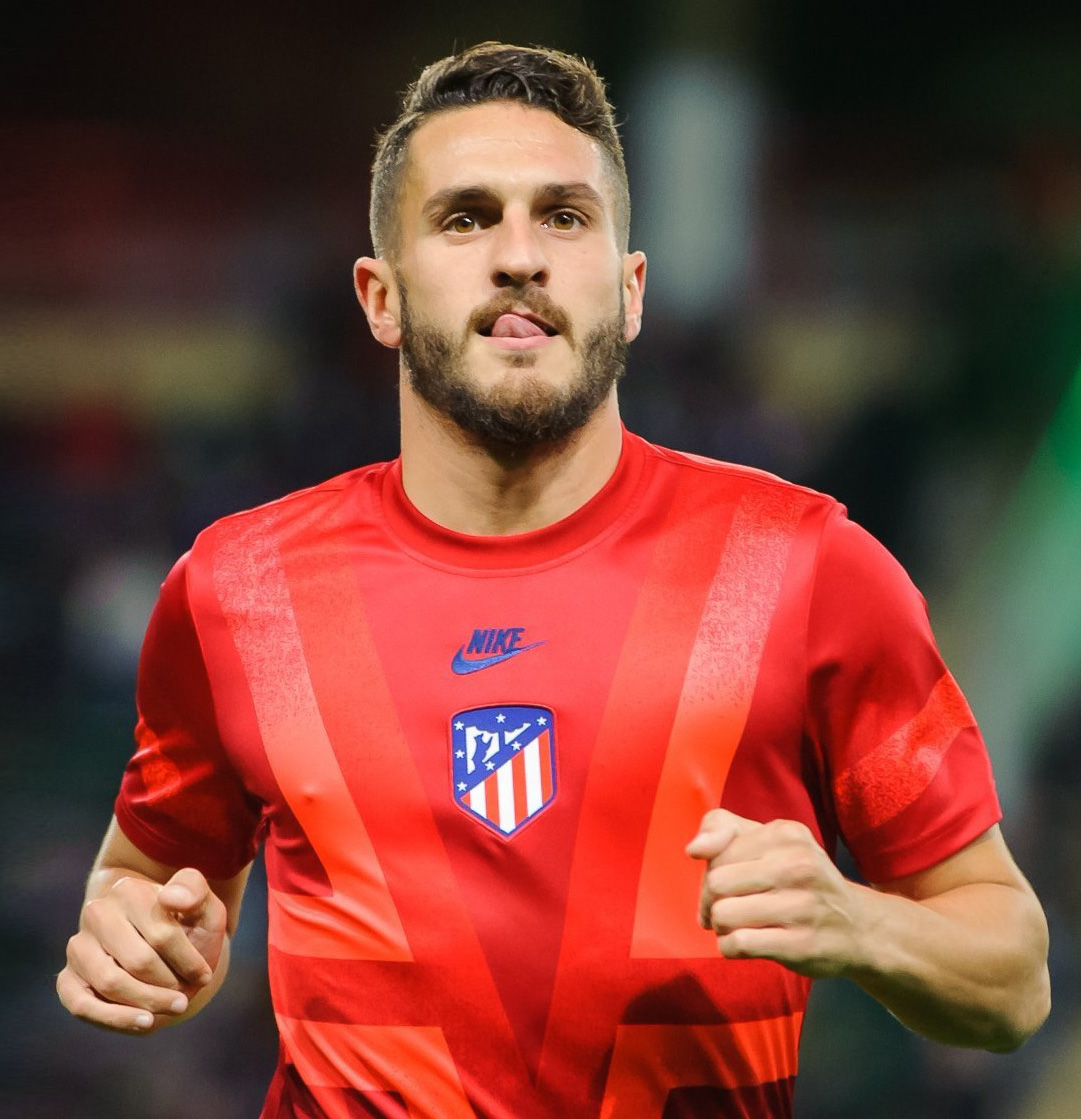
Koke Resurrección es un jugador clave y capitán del Atlético de Madrid, con más partidos disputados en la historia del club y un rol fundamental en su éxito.

Diego Simeone asumió como entrenador del Atlético de Madrid en 2011, transformando al club con su filosofía de juego aguerrido y el lema "partido a partido". Bajo su dirección, el equipo superó deudas, duplicó su base de socios y escaló posiciones en el ranking UEFA. En su primera temporada completa, el Atlético ganó la Europa League 2012 y la Supercopa de Europa 2012, destacando Radamel Falcao como figura clave.
Entre 2013 y 2014, el equipo logró su décima Copa del Rey tras vencer al Real Madrid, ganó la Liga 2013/14 superando al Barcelona y al Real Madrid, y alcanzó la final de la Champions League, perdiendo ante el Real Madrid en la prórroga. Simeone consolidó al club en la élite europea, conquistando más títulos como la Europa League 2018 y la Supercopa de Europa 2018. Además, el Atlético ganó su undécima Liga en 2021, con figuras como João Félix, Marcos Llorente y Oblak brillando.
El equipo femenino y la cantera también cosecharon éxitos, mientras que fichajes como Ángel Correa y Jan Oblak reforzaron al plantel en momentos clave. Aunque hubo altibajos, Simeone mantuvo al Atlético competitivo y logró clasificaciones consecutivas a la Champions.

## Símbolos

### Historia y evolución del escudo

El escudo de Madrid del que toma su cuartel.

En la historia del Club Atlético de Madrid han existido diferentes modelos de escudos y versiones de los mismos. La forma del actual escudo se introdujo en 1947. Dicho escudo presenta en su parte superior el oso y el madroño del escudo de la ciudad, y en la inferior, las siete franjas rojiblancas:
- El oso y el madroño. En el escudo aparecen las imágenes de un oso (realmente, una osa,[366] habilitando así una doble referencia a la Osa Mayor) y un madroño, símbolos de la ciudad de Madrid. Sus orígenes datan del siglo XIII, cuando ya se nombra a Madrid como «Villa de la Osa y el Madroño»,[367] debido a la gran cantidad de osos y madroños (u otro árbol semejante[368]) que existían alrededor de la Villa.[369]
- Las siete estrellas. Enmarcadas en un borde azul, aparecen las siete estrellas, de cinco puntas, de la constelación de la Osa Mayor. Estas estrellas también aparecen en el escudo de la Villa de Madrid y en la bandera de la Comunidad de Madrid.[370] Las cinco puntas de las estrellas representan las cinco provincias limítrofes de Madrid: Segovia, Ávila, Guadalajara, Cuenca y Toledo.[371]
- Las siete franjas rojiblancas. Los colores del club están distribuidos en cuatro líneas verticales rojas y tres blancas.

A lo largo de la historia, han existido siete versiones del escudo del Atlético: El primer escudo fue tomado del Athletic Club, bajo su condición de equipo sucursal (1903-13) y tenía forma de cinturón con los colores blanco y azul, al igual que la camiseta original de ambas entidades. En el centro se pueden observar las iniciales "A" y "C" alusivas a "Athletic Club". El siguiente fue también tomado del club bilbaíno, ya con los colores rojiblancos (1913-17), y no fue hasta el tercer emblema, ya tras su independencia material, en el que se reflejó además de los colores, elementos alusivos a la ciudad de Madrid. (1917-39). Se tomaron del escudo de Madrid las estrellas y la osa y el madroño por primera vez, adoptando su primera forma caudada, muy similar a la actual. Esta versión del escudo de 1917 sufrió algunas leves modificaciones en 1929 (pasando de seis a cuatro rayas de cada color), en 1932 (vuelta a las doce rayas) y en 1935 (ensanchamiento del escudo).
El primer cambio significativo se produjo con el cuarto escudo tras su fusión con el Club Aviación Nacional para ser denominado como Atlético Aviación (1939-47), cuyo emblema pasó a estar inscrito en el símbolo alado del club aéreo militar, conforme al acuerdo adoptado con este último tras la Guerra Civil. Entre el año 2000 y el 2005, el filial atlético de Tercera División, el Atlético de Madrid C (Atlético Amorós), tomó el nombre de Atlético Aviación, en honor al equipo que consiguió dos títulos de Liga en la década de los años 1940. Su escudo era muy similar al del Atlético de Madrid de 1939.
Con la quinta evolución desaparecen las alas y la corona (1947-años 1980) al desvincularse del Ejército del Aire, volviendo al escudo vigente en 1929, ligeramente modificado: el campo del cuartel pasa a ser plata (en lugar de sinople) y cambia su forma al dejar de ser redondeada la parte inferior. El sexto emblema (años 1980-2017) mantuvo un diseño idéntico al del año 1947, añadiendo simplemente un ribete dorado alrededor, por lo que suelen denominarse indistintamente "escudo clásico" a los del periodo 1947-2017, diseño retomado en 2024. Tras un polémico rediseño (que estuvo vigente en el periodo 2017-2024) el ribete amarillo se volvió azul, al igual que la osa y el madroño, símbolos de la ciudad de Madrid, que además intercambiaban su orientación. La parte superior del escudo se redondeaba. Con motivo de diversas efemérides, el Atlético ha vuelto a lucir escudos anteriores, como el "escudo clásico" en algún partido del año 2022 por el 75 Aniversario del diseño de 1947 o el primer escudo con motivo del 120 Aniversario del club. En junio de 2023, tras la masiva presión de gran parte de los aficionados para volver al "escudo clásico", el club se comprometió a convocar un referéndum vinculante.
El 30 de junio de 2023, tras la consulta vinculante, el 88,68% de los socios que participaron votaron a favor del regreso del escudo anterior. Dicho escudo volvió a ser implantado el 1 de julio de 2024.
|                                                                  |
| Primer escudo tomado del Athletic Club, como sucursal (1903-13). |

|                                                                     |
| Tomado del club bilbaíno, se adecúa a los nuevos colores (1913-17). |

### Himno

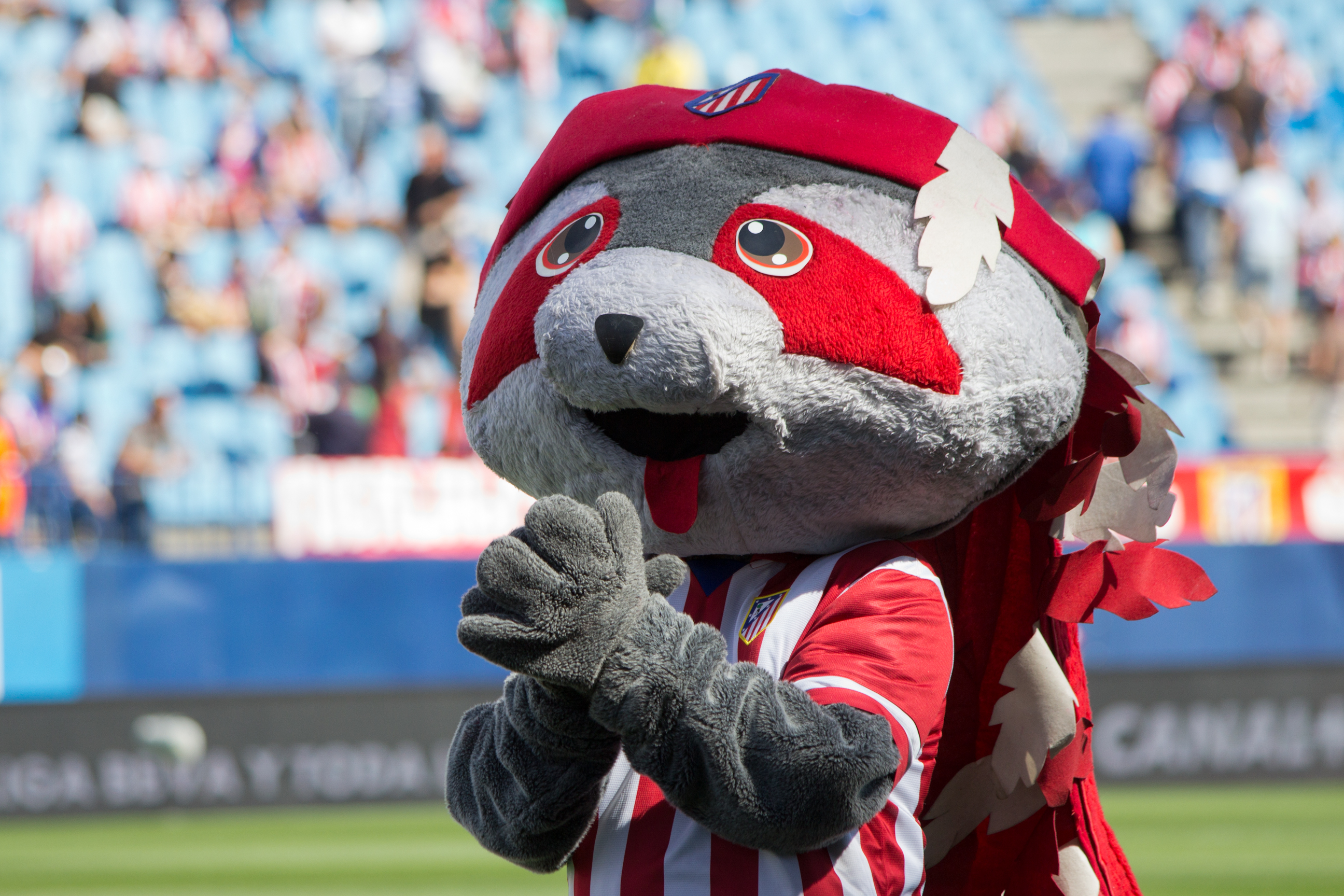
Indi, mascota del Atlético de Madrid.

Además de la pléyade de cánticos propios habitualmente entonados por su afición o de las canciones que habitualmente suenan en la megafonía de su estadio (como Thunderstruck al anunciar alineaciones, Seven Nation Army al marcar gol el equipo u otras sobre el Atlético compuestas por artistas rojiblancos -como "Partido a partido" de Leiva y Sabina -), el club ha contado con varios himnos oficiales.
El primer himno del que se tiene noticia fue compuesto en la década de 1920, siendo su letra la siguiente: "Gigantes jugad, gigantes volad. / Por España y para España, / de tu juego hablan todos. / ¡Alirón, alirón! / el Athletic madrileño / llegará a ser campeón." En fecha exacta indefinida, este himno sería sustituido, siendo la letra del nuevo: "¡Aupa Atleti!, ¡Aupa Atleti!, ¡Aupa Atleti!, ¡Aupa Atleti!, ¡Aupa Atleti! / En pos de la victoria, / marcha el Atleti de Madrid, / honor hace a su historia, / es un hidalgo adalid. / Hermano y compañero, / en el deporte, Campeón, / siempre será el primero, / Amigo de corazón. / Club señorial / club triunfador, / equipo leal / que lucha con ardor, / es noble su ademán, / es recto su sentir, / siempre adelante va / ¡Atlético de Madrid!".
Llegaríamos así al himno popularmente conocido como "Himno del Metropolitano" o "Rey de la furia española", compuesto en 1947 por José Pagán. Más longevo que los anteriores e incluso a día de hoy reproducido como cántico por la afición en muchos partidos, sería sustituido por el himno estrenado en el año 1972, obra de los músicos José Aguilar Granados y Ángel Curras García. El más longevo de los que ha tenido el club, con más de medio siglo de vigencia este cuarto himno se ha convertido en una de las mayores señas de identidad del Atlético de Madrid en la actualidad.
Además de los anteriores, existen otros himnos elaborados oficialmente con motivo de varias efemérides (como el de las Bodas de Oro de 1953, existiendo hoy sólo grabación de la versión del cantautor Patxi Andion, quien fue otro conocido aficionado rojiblanco), lo cual podría hacer que el cómputo total de himnos oficiales ascendiera a once. El más reciente de ellos es el que se estrenó con motivo de la celebración del Centenario del club en 2003, elaborado por el cantautor Joaquín Sabina y por Pancho Varona, reconocidos seguidores atléticos, denominado «Motivos de un Sentimiento», considerado el Himno del Centenario y utilizado oficialmente desde entonces junto al de 1972. Se grabaron varias versiones, en las que junto a Sabina pusieron su voz destacados aficionados del Atlético de Madrid, entre ellos el exportero y músico profesional, el "Mono" Burgos.

## Indumentaria

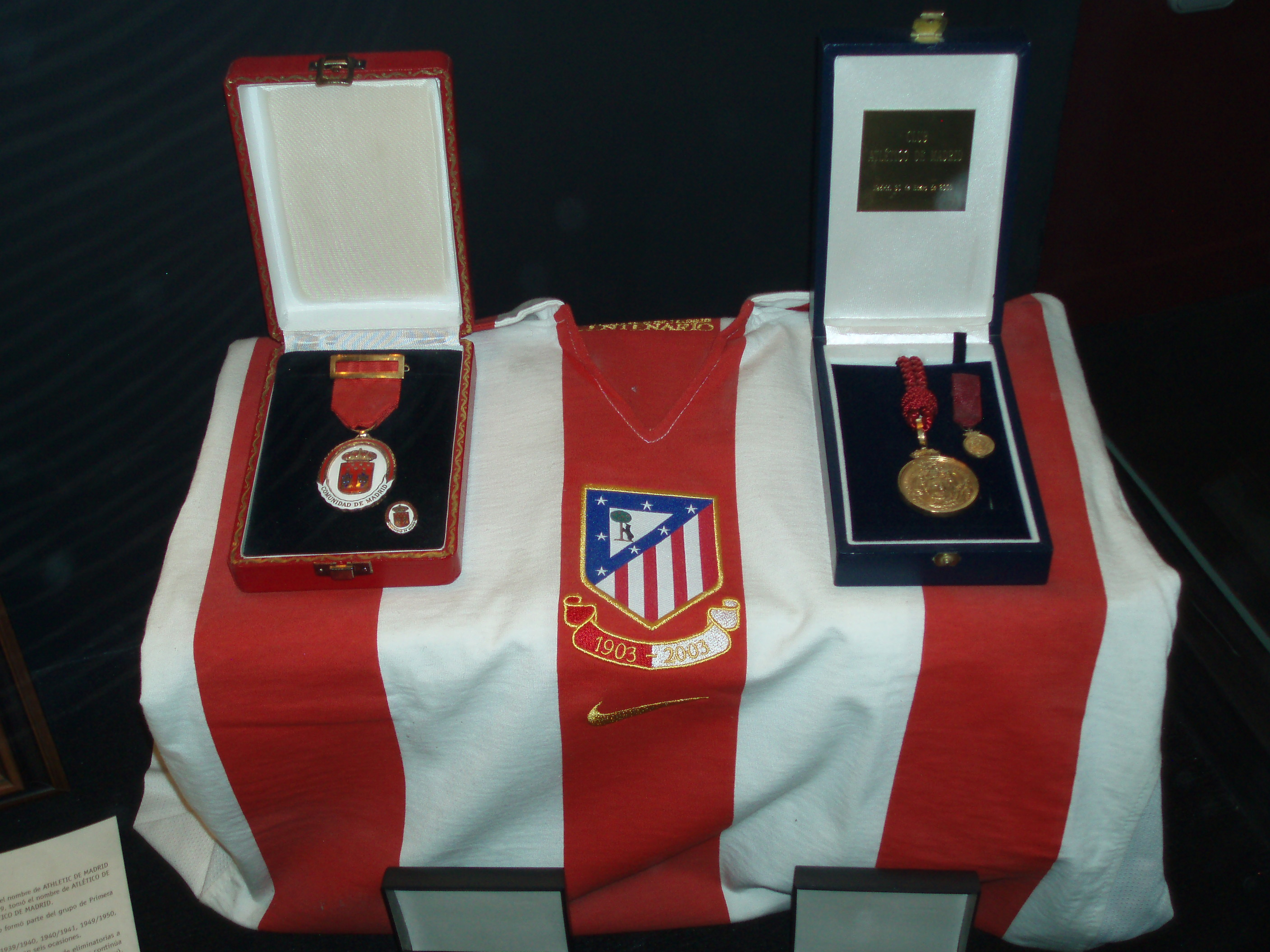
Camiseta del Centenario del club y medallas del Ayuntamiento y Comunidad de Madrid

Inicialmente, la camiseta del primer uniforme del Athletic Club de Madrid estaba dividida por una mitad con una franja vertical azul y otra mitad con una franja vertical blanca, los pantalones de color negro, blanco o azul y las medias negras, blancas o azules, al igual que la del Athletic Club de Bilbao, dado que en sus inicios el Athletic de Madrid era sucursal del equipo vizcaíno, que a su vez eran como el uniforme del Blackburn Rovers Football Club.
Durante las vacaciones de Navidad de 1909, el jugador del club Juanito Elorduy viajó en barco al sur de Inglaterra con la tarea de traer nuevos uniformes blanquiazules pero no logró conseguirlos por lo que compró los del Southampton Football Club. Finalmente estas camisetas con franjas verticales blancas y 4 franjas verticales rojas (siendo la franja central roja) fueron traídas a la capital en 1911, y el equipo madrileño las adoptó, combinándola con un pantalón azul, blanco o negro al igual como también ocurría con el color de las medias. En 1921, usó de forma definitiva pantalones azules como llevaba en su uniforme original y así diferenciarse del equipo bilbaíno.
| Primero | (Ver evolución) | Actual |

## Instalaciones
El Atlético de Madrid ha contado con cinco estadios a lo largo de su historia. Podría añadirse de facto algún estadio más, como el Campo de El Parral (1931/1932) o aquellos en los que tuvo que jugar como local debido a los destrozos padecidos en el Stadium Metropolitano durante la Guerra Civil hasta su reconstrucción: el Estadio de Chamartín (1939/1940) y el Campo de Vallecas (en el periodo de 1940-1943, aunque de forma esporádica ya había jugado allí durante las temporadas 1930/31, 1931/32, 1932/33 y 1933/34). En el primer caso, el equipo rojiblanco ya había jugado anteriormente como local en el estadio madridista en la temporada 1929/1930 por distintos motivos que le impidieron jugar en el Metropolitano y por la misma razón disputó partidos como local en el feudo vallecano entre 1930 y 1934. Además, en este último estadio alzó sus dos primeros campeonatos de Liga. Puntualmente, a lo largo de su historia y por diversos avatares, también ha llegado a jugar como local en el Estadio Santiago Bernabéu (un estadio en el que, como visitante, también ha alzado muchos de sus títulos).
Adicionalmente, el Atlético de Madrid también dispone del Estadio Cerro del Espino, situado en Majadahonda, dónde juega como local su filial; y de la reciente Ciudad Deportiva en Alcalá de Henares, donde juega el equipo femenino y disputa los partidos de la UEFA Youth League el Juvenil.

### Estadios anteriores
- Campo del Retiro (1903-13): su primer recinto fue un descampado de tierra y no tenía vallas de separación con el público. También conocido por los sobrenombres de «Campo del Tiro al Pichón»[n. 4] o «Campo de la Rana»[n. 5], y fue el mejor campo de Madrid en aquella época. Lo utilizó en 1902 el Madrid Football Club hasta su traslado a la explanada de la plaza de toros de Goya, heredándolo entonces el Athletic de Madrid, surgido en 1903.[399]

- Campo de O'Donnell (1913-23): el estadio del Atlético era una instalación pionera ya que contaba con el primer vallado de España y una capacidad para 10 000 espectadores. En este campo de tierra ganó su primer título oficial.

- Stadium Metropolitano (1923-66): el estadio del Atlético cuando conquistó su primer título internacional. Inaugurado con 25 000 espectadores y posteriormente ampliado a 50 000. Aprovechando el desnivel del terreno, contaba con una grada norte en la que se aglomeraba el público de manera muy característica, conocida como "La Gradona".[400]

- Estadio Vicente Calderón (1966-2017): otra vez una instalación pionera, al ser todas las localidades de asiento. Diseñado por el arquitecto Javier Barroso, exjugador, exentrenador y expresidente del Atlético. Denominado «Estadio Manzanares» hasta 1972, fue rebautizado ese año en honor del presidente Vicente Calderón. Contaba con un aforo de 54 907 espectadores.

### Estadio actual

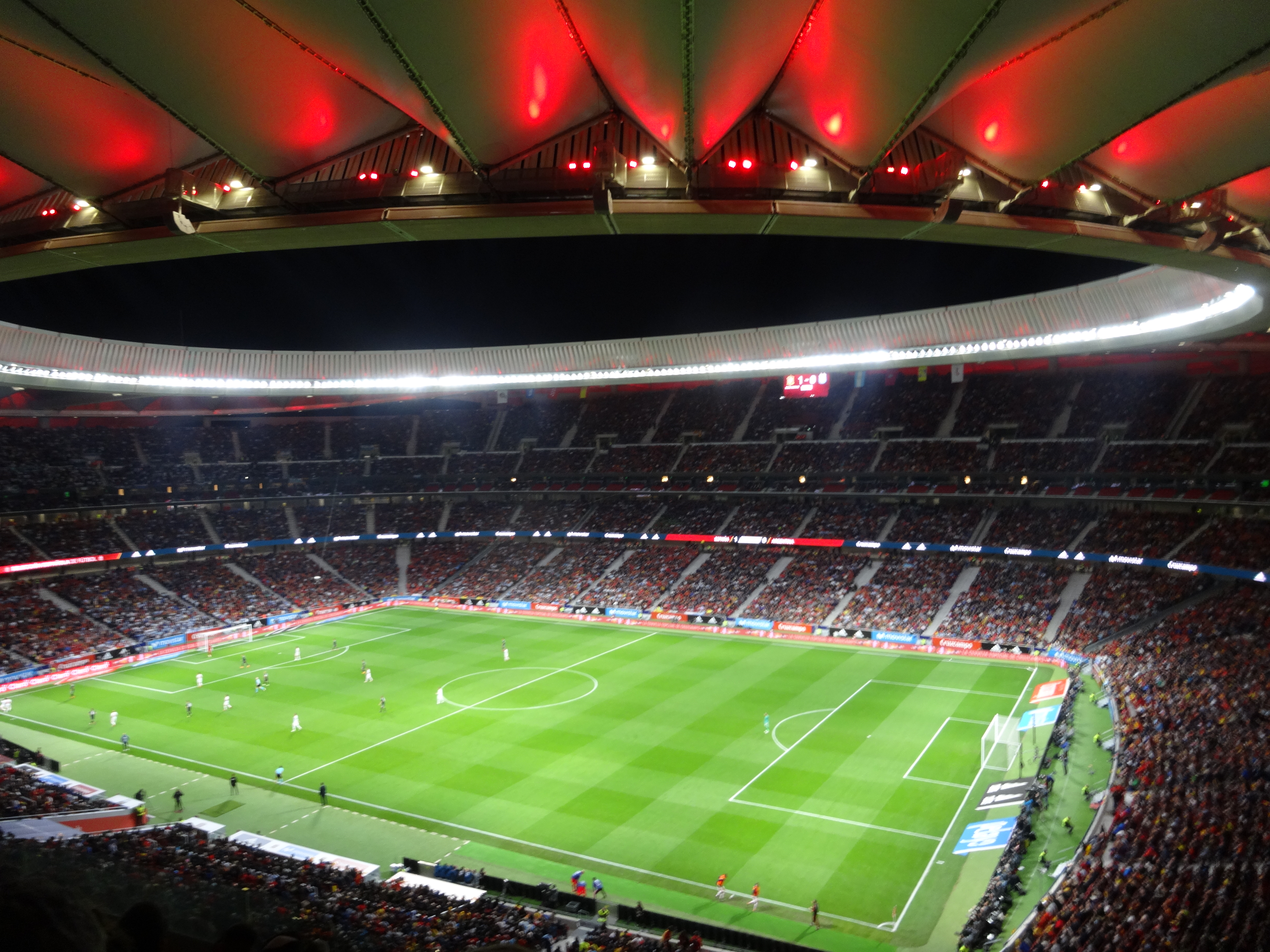
Vista interior del Estadio Metropolitano.

El Estadio Metropolitano es el recinto propiedad del Atlético de Madrid, donde el primer equipo masculino del club disputa sus partidos como local desde la temporada 2017/18. El primer equipo femenino también ha disputado algún partido como local, como ya lo hiciera en el Vicente Calderón, debutando el 17 de marzo de 2018. El nombre, cuya denominación por razones de patrocinio es "Riyadh Air Metropolitano", recupera el de otro antiguo estadio del club, el Stadium Metropolitano, en el que el Atlético disputó sus partidos entre 1923-1936 y 1943-1966.
Diseñado por Antonio Cruz, fue inaugurado como estadio propiedad del club el 16 de septiembre de 2017, con la disputa del partido Atlético-Málaga (1-0; siendo Griezmann el primer goleador de la historia del estadio), y cuenta con un aforo de 67 456 espectadores, con su graderío dividido en tres niveles, formando tres anillos continuos a excepción de la grada alta del lateral oeste.
El recinto se erigió sobre el antiguo estadio municipal de atletismo conocido popularmente como "La Peineta" (que en 1996 el Atlético ya había usado como campo de entrenamiento y donde incluso jugó como local un partido), debido a la apariencia de su tribuna principal, cuya estructura conserva el nuevo estadio rojiblanco. El 5 de mayo de 2017 se formalizó la escritura de transmisión municipal al club, firmada por el concejal de Economía y Hacienda del Ayuntamiento de Madrid Carlos Sánchez Mato y el consejero delegado del Atlético de Madrid Miguel Ángel Gil Marín.
Fue la sede de la final de la Liga de Campeones de la UEFA 2018-19, de la final de la Copa del Rey 2017-18 y ha sido igualmente sede para los partidos como local de la selección de fútbol de España, que debutó en este estadio derrotando por 6-1 a Argentina el 28 de marzo de 2018. El 24 de septiembre de 2018 fue premiado en el World Football Summit como mejor estadio del mundo.
Desde la temporada 2017-18 hasta la 2021-22, el estadio fue conocido como Estadio Wanda Metropolitano tras alcanzar un acuerdo de denominación comercial con la multinacional china Wanda Group. Esta denominación cambió para pasar a llamarse Estadio Civitas Metropolitano en 2022, nombre que fue anunciado conjuntamente con la construcción de una nueva ciudad deportiva alrededor del mismo. En 2024, se produjo un nuevo cambio de patrocinador, sustituyendo a Civitas la aerolínea Riyadh Air.
El 7 de septiembre de 2023, el club anunció que durante el verano realizó unas obras para una ampliación del aforo, alcanzando los 70.460 espectadores.

## Datos del club

### Denominaciones
A lo largo de su historia, la entidad ha visto como su denominación variaba por diversas circunstancias hasta la actual de Club Atlético de Madrid, S. A. D., vigente desde 1992. El club se fundó bajo el nombre oficial de Athletic Club (Sucursal de Madrid) cuando en 1903 nace una sección de la entidad homónima bilbaína del Athletic Club en la capital, de la que se desvincularía finalmente en 1924 tras varios años de proceso.
A continuación se listan las distintas denominaciones de las que ha dispuesto el club a lo largo de su historia:
- Athletic Club (Sucursal de Madrid): (1903-07) Nombre oficial en su fundación.
- Athletic Club de Madrid: (1907-39) Nombre inscrito en el registro de asociaciones, primer paso de los cambios encaminados a su desvinculación (consumada en 1924, cuando se hace constar también esta denominación en sus Estatutos) del Athletic Club bilbaíno.
- Athletic-Aviación Club: (1939-41) Cambio de nombre conforme a la primera cláusula del acuerdo con el Club Aviación Nacional.
- Club Atlético-Aviación: (1941-47) Tras la instauración de la Dictadura de Francisco Franco se produce una castellanización de los anglicismos.
- Club Atlético de Madrid: (1947-92) Se prescinde del término «Aviación» a petición del Ministerio del Aire.
- Club Atlético de Madrid, S. A. D.: (1992-Act.) Conversión del club en una Sociedad anónima deportiva (S. A. D.).

### Accionariado

#### Polémica constitución en sociedad anónima deportiva (S.A.D.)
A nivel institucional, el Atlético se encuentra legalmente constituido en sociedad anónima deportiva (S.A.D.) desde 1992, tras entrar en vigor la normativa de transformación de la práctica totalidad de clubes deportivos en España. La Ley del Deporte 10/1990, de 15 de octubre y el Real Decreto 1084/91, regularon las S.A.D. Todos los clubes españoles de Primera y Segunda División (excepto Barcelona, Real Madrid, Athletic Club y Osasuna) se vieron obligados a convertirse en S.A.D. en un plazo de tiempo que no podía exceder el 30 de junio de 1992. En el caso del Atlético de Madrid, el capital social mínimo con el que debía contar la nueva sociedad, fijado por la Comisión Mixta de Transformación de Clubes en Sociedades Anónimas Deportivas, adscrita al Consejo Superior de Deportes (CSD), fue de poco más de 2000 millones de pesetas (2 060 309 000 pesetas), unos 12 millones de euros (12 382 703,55€).
Jesús Gil presidía el club desde junio de 1987 y le correspondía convocar elecciones para el verano de 1991. No obstante, el CSD permitió que no se celebraran debido al proceso de transformación de los clubes en sociedades anónimas.
El 12 de marzo de 1992, la Junta Directiva del club publicó una nota de prensa en la que se establecía el capital social que se debía suscribir (el club determinó una cifra prácticamente idéntica a la fijada por la Comisión Mixta; 2062 millones de pesetas), el número de acciones que se emitían y las fases y plazos para la adquisición de las mismas por parte de los socios interesados. Debido a que el número de acciones suscritas en la primera fase fue verdaderamente reducido (apenas se recaudaron 86 millones de pesetas en acciones de los 2062 millones de pesetas necesarios), la Junta Directiva tuvo que convocar una segunda fase en la que volvieron a salir a la venta los restantes 1976 millones todavía necesarios.
Fueron transcurriendo los días con un ritmo de compra de acciones muy bajo y, así, llegó el último día del plazo para constituirse en SAD. El 30 de junio de 1992, únicamente habían suscritas acciones por valor de 112 millones de pesetas, un 5,5 % del capital social total que había que cubrir; ese fue el número máximo de acciones que consiguieron adquirir los socios en las fases de compra de participaciones. En esta situación, pasadas las 23:30h del día 30, y a falta de 30 minutos para que venciera el plazo de transformación en SAD, Jesús Gil se presentó en la sede de la Comisión Mixta del CSD con una escritura notarial y unos avales bancarios por valor de 1300 millones de pesetas conseguidos a raíz de un acuerdo in extremis con Dorna (sociedad para la promoción del deporte propiedad del Banco Banesto). El vicepresidente en aquel momento, Enrique Cerezo, hizo lo propio mediante un mecanismo análogo, presentando un aval bancario por valor de 650 millones de pesetas, de manera que los avales de Jesús Gil y de Enrique Cerezo sumaron 1950 millones (94,5 % del capital social que se debía suscribir). De esa manera, el Atlético de Madrid consiguió constituirse en Sociedad Anónima Deportiva, con Jesús Gil como presidente del Consejo de Administración y accionista mayoritario, y con Enrique Cerezo como vicepresidente y segundo accionista. El paso a sociedad anónima permitió al Atlético librarse de la deuda histórica de 2392 millones de pesetas (≈ 14 300 000€) que tenía contraída con Hacienda.
En 2003, tanto Jesús Gil como Enrique Cerezo fueron condenados por la Audiencia Nacional en el llamado «Caso Atlético», por un delito de apropiación indebida, al obtener la mayoría accionarial del club sin la aportación de capital alguno. La sentencia determina que la suscripción de acciones que se llevó a cabo fue fraudulenta, ya que los avales bancarios presentados por ambos el 30 de junio de 1992, último día de plazo para la conversión en SAD, fueron retirados inmediatamente 48 horas después. Sin embargo, la condena finalmente no pudo aplicarse debido a que el Tribunal Supremo, en 2004, determinó que la Audiencia Nacional incurrió en un defecto de forma en la emisión de la sentencia condenatoria, de manera que, como consecuencia de ello, el delito cometido, jurídicamente, pasó a quedar prescrito, lo que significó que ni los herederos de Jesús Gil (en el momento de la publicación de la sentencia del Tribunal Supremo, Jesús Gil ya había fallecido) ni Enrique Cerezo tuvieron que devolver las 236 056 acciones adquiridas fraudulentamente.

#### Ampliación de capital (2015)
El 24 de enero de 2013, el Consejo Superior de Deportes (CSD) y la Liga de Fútbol Profesional (LFP) impulsaron la creación de un nuevo reglamento de control económico de los clubes profesionales, que entró en vigor al inicio de temporada 2013/14.
En este nuevo contexto, el club busca mediante la ampliación de capital, cumplir con el control económico que impone la Comisión Paritaria CSD-LFP. A tal efecto, el 22 de enero de 2015, se hace oficial la entrada en el accionariado del club, del empresario chino Wang Jianlin a través del Grupo Wanda, que se ha comprometido a suscribir un número de acciones que represente, tras la ejecución de la ampliación de capital que el Consejo de Administración del club propondrá de forma inmediata a la Junta General, una participación del 20 % del capital social del Club Atlético de Madrid, con una inversión de 45 millones de euros.
Tras la adquisición del 20 % del accionariado por parte de Wang Jianlin, del Grupo Wanda, y que por problamas económicos vendió apenas tres años después, la reestructuración del accionariado a fecha de 2018 del Atlético de Madrid quedó de la siguiente manera: el 50 % es propiedad de la familia Gil Marín, con Miguel Ángel Gil Marín al frente, el 33 % corresponde al israelí Idan Ofer tras su grupo empresarial Quantum Pacific Group, el 15 % para Enrique Cerezo; y ya de forma minoritaria un 2 % en mano de pequeños accionistas.

#### Ampliación de capital (2021)
El 25 de junio de 2021, la Junta General del club acordó por unanimidad una ampliación de capital de 181,8 millones de euros.
En la reunión de la Junta General, se informó de la creación de la sociedad Atlético HoldCo, a la que el Miguel Ángel Gil Marín y Enrique Cerezo, con la autorización del Consejo Superior de Deportes, transfirieron sus acciones del club (aproximadamente un 15% de Enrique Cerezo y algo más del 50% de Miguel Ángel Gil Marín), por lo que Atlético HoldCo pasó a ser la accionista mayoritaria del club. Además, la nueva sociedad, se comprometió a aportar 120 millones de euros a la ampliación de capital. Miguel Ángel Gil Marín también anunció la entrada en la sociedad Atlético HoldCo de Ares Management Corporation como nuevo inversor con un 33,96% del capital.

## Palmarés
|  | Para más detalles, consultar Palmarés del Club Atlético de Madrid, Premios Individuales del Atlético de Madrid y Trayectoria del Club Atlético de Madrid |

En el total histórico de todas las secciones deportivas del Club Atlético de Madrid, el club cuenta con 10 títulos internacionales, 51 campeonatos nacionales de liga, 45 campeonatos nacionales de copa y 9 campeonatos nacionales de supercopa, además de otros títulos nacionales oficiales. Es habitual que los aficionados madrileños del Atlético celebren desde 1991 sus títulos acudiendo a la Fuente de Neptuno, si bien tradicionalmente (al menos, desde la Recopa de 1962) el emplazamiento escogido a tal fin era la cercana Fuente de Cibeles, asociada de tal forma al club rojiblanco que figuraba esculpida en el trofeo del torneo celebrado en conmemoración de sus Bodas de Oro de 1953, hoy en poder del Athletic Club. Cibeles fue abandonada a tales efectos al comenzar a acudir en la década de 1980 a celebrar allí los aficionados del rival capitalino sus títulos y quedar por ello demasiado asociada al club blanco. El 29 de junio de 1991, tras la victoria del equipo rojiblanco por 1-0 frente al R. C. D. Mallorca en la final de la Copa del Rey con gol en la prórroga de Alfredo Santaelena tuvo lugar la primera celebración en la Fuente de Neptuno.
El palmarés del primer equipo masculino de fútbol comprende entre sus títulos oficiales, a nivel regional, cuatro Campeonatos y una Copa. A nivel nacional, once Ligas de Primera División (más otra de Segunda División), diez Copas, dos Supercopas y tres de sus competiciones predecesoras: una Copa Presidente de la FEF, una Copa Eva Duarte y el primer torneo predecesor (siendo discutida la oficialidad de este último). A nivel internacional, una Copa Intercontinental, una Recopa de Europa, tres Ligas Europa y tres Supercopas de Europa, además de una Copa Ibérica (cuya oficialidad se discute) y de un campeonato de grupo-acceso de Copa Intertoto (proclamado así como uno de los vencedores de la competición, pero no obteniendo el derecho al trofeo y al campeonato por ser solo el "subcampeón absoluto" aquel año).
Nota: en negrita competiciones vigentes en la actualidad. Indicado el récord del torneo 

### Torneos nacionales (25)
| Competiciones nacionales               | Títulos                                                           | Subcampeonatos                                              |
| -------------------------------------- | ----------------------------------------------------------------- | ----------------------------------------------------------- |
| Primera División de España (11/10)     | 1940, 1941, 1950, 1951, 1966, 1970, 1973, 1977, 1996, 2014, 2021. | 1944, 1958, 1961, 1963, 1965, 1974, 1985, 1991, 2018, 2019. |
| Copa del Rey (10/9)                    | 1960, 1961, 1965, 1972, 1976, 1985, 1991, 1992, 1996, 2013.       | 1921, 1926, 1956, 1964, 1975, 1987, 1999, 2000, 2010.       |
| Supercopa de España (2/5)              | 1985, 2014.                                                       | 1991, 1992, 1996, 2013, 2020.                               |
| Copa Eva Duarte (1/1)                  | 1951.                                                             | 1950.                                                       |
| Copa Presidente de la Federación (1/0) | 1941-47.                                                          |                                                             |
| Copa de la Liga (0/2)                  |                                                                   | 1984, 1985.                                                 |
|                                        |                                                                   |                                                             |
| Segunda División de España (1/2)       | 2002.                                                             | 1933, 1934.                                                 |

### Torneos internacionales (8)
| Competiciones internacionales | Títulos           | Subcampeonatos    |
| ----------------------------- | ----------------- | ----------------- |
| Copa Intercontinental (1/0)   | 1974.             |                   |
| Liga Europa (3/0)             | 2010, 2012, 2018. |                   |
| Supercopa de Europa (3/0)     | 2010, 2012, 2018. |                   |
| Recopa de Europa (1/2)        | 1962.             | 1963, 1986.       |
| Liga de Campeones (0/3)       |                   | 1974, 2014, 2016. |

(**) Venció una Copa Ibérica en 1991 que no se incluye en la lista al no ser una competición oficial. Del mismo modo no se contabiliza la Copa Intertoto ya que en la fecha la competición era expresamente un torneo de clasificación para la Liga Europa de la UEFA, y el trofeo de campeón de 2007 fue entregado a otro equipo por su desempeño en dicha competición. Se recoge pues que fue vencedor de uno de los grupos en 2007 (y segundo clasificado en 2004), pero no se contabiliza como título en su palmarés UEFA.

### Torneos regionales (5)
| Competiciones regionales             | Títulos                 | Subcampeonatos                                                                |
| ------------------------------------ | ----------------------- | ----------------------------------------------------------------------------- |
| Campeonato de Madrid / Centro (4/13) | 1921, 1925, 1928, 1940. | 1909, 1913, 1914, 1917, 1918, 1920, 1922, 1923, 1926, 1927, 1929, 1931, 1934. |
| Copa Federación Centro (1/4)         | 1941.                   | 1923, 1928, 1934, 1944.                                                       |

Galería
| Títulos oficiales | Regionales         | Regionales | Nacionales | Nacionales | Nacionales | Nacionales | Nacionales | Nacionales | Europeos | Europeos | Europeos | Mundiales | Total |   |    |
| ----------------- | ------------------ | ---------- | ---------- | ---------- | ---------- | ---------- | ---------- | ---------- | -------- | -------- | -------- | --------- | ----- | - | -- |
| Títulos oficiales | Atlético de Madrid | 4          | 1          | 11         | 1          | 10         | 2          | 1          | 1        | 3        | 1        | 3         | Total | 1 | 39 |

- De izquierda a derecha en competición nacional: La Liga, La Liga (2.ª), Copa del Rey, Supercopa de España, Copa Eva Duarte, Copa de los Campeones de España, Copa Presidente Federación Española de Fútbol.
- De izquierda a derecha en competición europea: Liga de Campeones, Liga Europa, Recopa de Europa, Supercopa de Europa.
- De izquierda a derecha en competición internacional: Copa Intercontinental.

El Atlético de Madrid ha logrado títulos de cinco competiciones nacionales de máximo nivel: Liga (11), Copa (10), Supercopa (2), Copa Eva Duarte (1) y Copa Presidente de la FEF (1); de tres competiciones de carácter continental: Recopa de Europa (1), Liga Europa (3) y Supercopa de Europa (3); y de una competición de carácter mundial: Copa Intercontinental (1). En total, se contabilizan 33 títulos de primer nivel cuya oficialidad es indiscutida: 25 nacionales y 8 internacionales. De carácter oficial pero sin ser de máximo nivel, a los anteriores se añadirían un campeonato de Liga de Segunda División y cinco campeonatos de carácter regional, hasta alcanzar un total de 39 títulos de oficialidad indiscutida.

### Trayectoria
El club ha disputado 86 ediciones del Campeonato Nacional de Liga de Primera División, contando únicamente con seis ausencias en la máxima categoría del fútbol español. Es el sexto club con más participaciones tras el Real Madrid C. F., F. C. Barcelona, Athletic Club, Valencia C. F. y el R. C. D. Espanyol. Ocupa el tercer puesto histórico en la competición, habiéndose proclamado campeón en once ocasiones.
En cuanto a sus apariciones en la máxima competición europea de clubes, el club la ha disputado un total de dieciséis ocasiones, sumando las participaciones tanto en el actual formato de Liga de Campeones (ocho presencias), como en la originaria Copa de Campeones de Europa. Su mejor resultado es el de subcampeón, en tres ocasiones, siendo el club que más veces ha perdido la final sin haber resultado nunca vencedor. Ocupa el decimoséptimo puesto de su clasificación histórica y el decimosexto desde su actual formato.
| Competición                                                        | P.J. | P.G. | P.E. | P.P. | G.F. | G.C. | Mejor resultado  |
| ------------------------------------------------------------------ | ---- | ---- | ---- | ---- | ---- | ---- | ---------------- |
| Campeonato de Liga de Primera División                             | 2787 | 1340 | 648  | 799  | 4801 | 3438 | Campeón          |
| Campeonato de Liga de Segunda División                             | 157  | 85   | 30   | 42   | 301  | 215  | (Campeón)        |
| Campeonato de España de Copa                                       | 538  | 269  | 113  | 156  | 996  | 688  | Campeón          |
| Copa Presidente de la RFEF / Copa Eva Duarte / Supercopa de España | 24   | 9    | 6    | 9    | 41   | 38   | Campeón          |
| Copa de la Liga de España                                          | 32   | 18   | 5    | 9    | 63   | 40   | Subcampeón       |
|                                                                    |      |      |      |      |      |      |                  |
| Copa de Europa / Liga de Campeones de la UEFA                      | 150  | 74   | 38   | 38   | 219  | 141  | Subcampeón       |
| Recopa de Europa de la UEFA                                        | 62   | 38   | 13   | 11   | 118  | 57   | Campeón          |
| Copa de la UEFA / Liga Europa de la UEFA                           | 117  | 69   | 17   | 31   | 201  | 117  | Campeón          |
| Supercopa de la UEFA                                               | 3    | 3    | 0    | 0    | 10   | 3    | Campeón          |
| Copa Intercontinental / Mundial de Clubes                          | 2    | 1    | 0    | 1    | 2    | 1    | Campeón          |
| Copa Latina                                                        | 4    | 2    | 0    | 2    | 8    | 10   | Tercero          |
| Copa de Ciudades en Feria                                          | 19   | 10   | 2    | 7    | 31   | 23   | Semifinales      |
| Copa Intertoto de la UEFA                                          | 8    | 5    | 0    | 3    | 13   | 9    | Campeón de grupo |
|                                                                    |      |      |      |      |      |      |                  |
| Total                                                              | 3903 | 1923 | 872  | 1108 | 6804 | 4780 | 33 campeonatos   |
| Ver estadísticas completas                                         |      |      |      |      |      |      |                  |

Nota: En negrita competiciones activas. Estadísticas actualizadas al último partido jugado el 22 de enero de 2022.
Fuentes: Liga de Fútbol Profesional (LFP) - UEFA - CIHEFE

## Organigrama

### Jugadores
Destacan en la historia del club los jugadores que más años estuvieron bajo disciplina del club, el extremeño Adelardo Rodríguez, el andaluz Enrique Collar y el madrileño Carlos Aguilera con un total de diecisiete, dieciséis y quince temporadas respectivamente en el primer equipo y Adelardo fue además el jugador que más títulos oficiales logró como jugador del club con un total de diez.
En cuanto al número de partidos, Koke Resurreción, actual capitán del equipo, encabeza la lista, superando los 553 partidos de Adelardo Rodríguez. Por otro lado, el francés Antoine Griezmann es el jugador con más goles de la historia del club con 175, por delante de su anterior goleador Luis Aragonés. Cabe destacar a Jan Oblak, como el extranjero con más partidos con la camiseta rojiblanca.
Entre los jugadores en activo en el club, Koke Resurreción es el jugador que ostenta más partidos, mientras que Antoine Griezmann es el jugador con más goles anotados actualmente.
| Máximos goleadores | Máximos goleadores  | Máximos goleadores | Más partidos disputados | Más partidos disputados | Más partidos disputados | Más temporadas     | Más temporadas         | Más temporadas     |
| ------------------ | ------------------- | ------------------ | ----------------------- | ----------------------- | ----------------------- | ------------------ | ---------------------- | ------------------ |
| 1.                 | Antoine Griezmann   | 198 goles          | 1.                      | Koke Resurrección       | 684 partidos            | 1.                 | Adelardo Rodríguez     | 17 años            |
| 2.                 | Luis Aragonés       | 172 goles          | 2.                      | Adelardo Rodríguez      | 553 partidos            | 2.                 | Enrique Collar         | 16 años            |
| 3.                 | Adrián Escudero     | 169 goles          | 3.                      | Jan Oblak               | 495 partidos            | 3.                 | Koke Resurrección      | 15 años            |
| 4.                 | Paco Campos         | 154 goles          | 4.                      | Tomás Reñones           | 483 partidos            | =                  | Carlos Aguilera Martín | 15 años            |
| 5.                 | José Eulogio Gárate | 134 goles          | 5.                      | Ángel Correa            | 469 partidos            | 5.                 | Isacio Calleja         | 14 años            |
| Ver lista completa | Ver lista completa  | Ver lista completa | Ver lista completa      | Ver lista completa      | Ver lista completa      | Ver lista completa | Ver lista completa     | Ver lista completa |

### Plantilla 2025-26
- Tal y como exige la normativa de la LaLiga, los jugadores de la primera plantilla deberán llevar los dorsales del 1 al 25. Los jugadores con dorsales superiores al 25 son, a todos los efectos, jugadores del Atlético de Madrid "B", y como tales, podrán compaginar partidos con el primer y segundo equipo. Por otro lado, un canterano debe permanecer al menos tres años en edad formativa en el club (15-21 años) para ser considerado como tal.
- Según normativa UEFA, cada club solo puede tener en plantilla un máximo de tres jugadores extracomunitarios.[439] La lista incluye sólo la nacionalidad deportiva de cada jugador:
  - José María Giménez posee la doble nacionalidad uruguaya y española.
  - Giuliano Simeone, Julián Alvarez y Juan Musso poseen la doble nacionalidad argentina e italiana.
  - Johnny Cardoso posee la doble nacionalidad estadounidense e italiana.
- Los jugadores extracomunitarios en el club son:
  - Nahuel Molina, de nacionalidad argentina.
  - Conor Gallagher, de nacionalidad británica.
  - Thiago Almada, de nacionalidad argentina.

### Transferencias 2025-26
| Altas             | Altas          | Altas            | Altas         | Altas       |
| Jugador           | Posición       | Procedencia      | Tipo          | Coste       |
| ----------------- | -------------- | ---------------- | ------------- | ----------- |
| Clément Lenglet   | Defensa        | F.C. Barcelona   | Libre         | 0€          |
| Juan Musso        | Portero        | Atalanta B.C.    | Traspaso      | 3.000.000€  |
| Carlos Martín     | Delantero      | Deportivo Alavés | Fin de cesión | 0€          |
| Matteo Ruggeri    | Centrocampista | Atalanta B.C.    | Traspaso      | 17.000.000€ |
| Álex Baena        | Centrocampista | Villarreal C.F.  | Traspaso      | 45.000.000€ |
| Johnny Cardoso    | Centrocampista | Real Betis       | Traspaso      | 24.000.000€ |
| Marc Pubill       | Defensa        | U.D. Almería     | Traspaso      | 16.000.000€ |
| Dávid Hancko      | Defensa        | Feyenoord        | Traspaso      | 30.000.000€ |
| Thiago Almada     | Centrocampista | Botafogo F.R.    | Traspaso      | 21.000.000€ |
| Santiago Mouriño  | Defensa        | Deportivo Alavés | Traspaso      | 4.000.000€  |
| Giacomo Raspadori | Delantero      | SSC Napoli       | Traspaso      | 22.000.000€ |

| Bajas             | Bajas          | Bajas           | Bajas                     | Bajas       |
| Jugador           | Posición       | Destino         | Tipo                      | Coste       |
| ----------------- | -------------- | --------------- | ------------------------- | ----------- |
| Arthur Vermeeren  | Centrocampista | R.B. Leipzig    | Traspaso                  | 20.000.000€ |
| Axel Witsel       | Centrocampista | Girona F.C.     | Fin de contrato           | 0€          |
| Reinildo Mandava  | Defensa        | Sunderland F.C. | Fin de contrato           | 0€          |
| César Azpilicueta | Defensa        | Bandera de ?    | Fin de contrato           | 0€          |
| Rodrigo Riquelme  | Centrocampista | Real Betis      | Venta 50% de los derechos | 8.000.000€  |
| Ángel Correa      | Delantero      | Tigres de UANL  | Traspaso                  | 8.000.000€  |
| Saúl Ñíguez       | Delantero      | C.R. Flamengo   | Libre                     | 0€          |
| Samu Omorodion    | Delantero      | F.C. Porto      | Venta 50% de los derechos | 17.000.000€ |
| Horatiu Moldovan  | Portero        | Real Oviedo     | Cesión                    | 0€          |
| Rodrigo De Paul   | Centrocampista | Inter Miami     | Cesión                    | 0€          |
| Samuel Lino       | Centrocampista | C.R. Flamengo   | Traspaso                  | 22.000.000€ |
| Thomas Lemar      | Centrocampista | Girona F.C.     | Cesión                    | 0€          |
| Santiago Mouriño  | Centrocampista | Villarreal C.F. | Traspaso                  | 10.000.000€ |

|  |

### Entrenadores

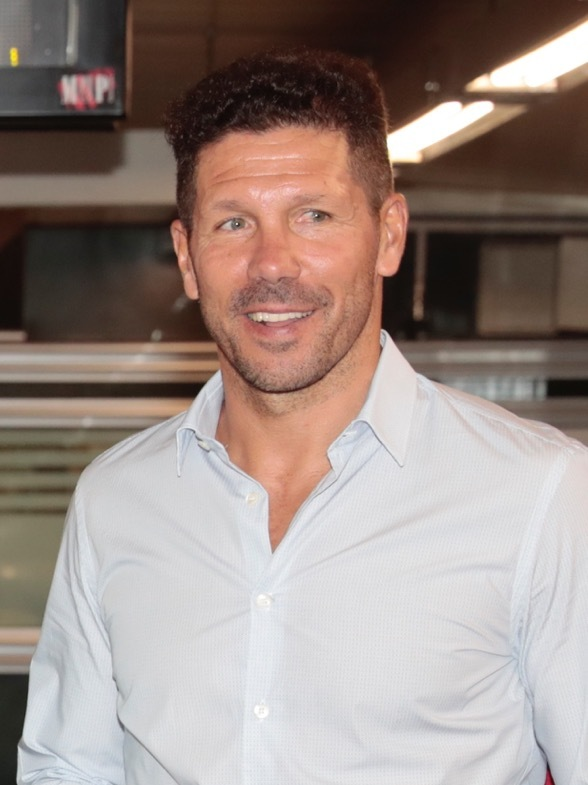
Diego Simeone, entrenador del primer equipo del club desde diciembre de 2011.

A lo largo de su historia el Atlético de Madrid ha tenido un total de 75 entrenadores, entre los cuales, el que ha permanecido mayor tiempo en el puesto ha sido Luis Aragonés. El «Sabio de Hortaleza» ha entrenado al primer equipo del club en quince temporadas diferentes, diez de ellas completas.
El 22 de diciembre de 2011 el club comunica el cese de Gregorio Manzano como entrenador del primer equipo, puesto que desempeñaba desde el comienzo de la temporada. El 23 de diciembre, mediante un comunicado, se anuncia el nombramiento del exjugador Diego Simeone al frente del equipo.
Desde su llegada, el actual técnico ha conquistado un total de ocho títulos, siendo el entrenador con más títulos de la historia del Club.
El organigrama deportivo del Club Atlético de Madrid está dirigido por el italiano Andrea Berta, el cual fue nombrado director deportivo antes del comienzo de la temporada 2017/2018.

### Directiva

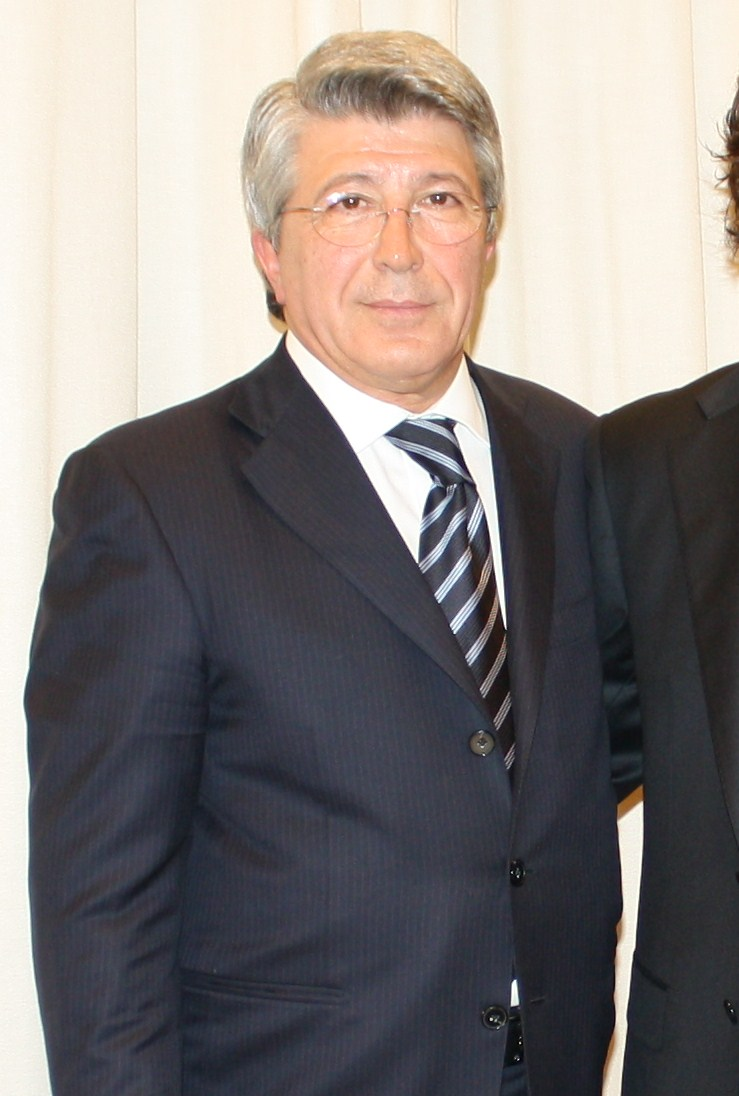
Enrique Cerezo, presidente del club desde mayo de 2003.

Desde su fundación, y hasta que en 1992 la Ley del Deporte obligó a la mayoría de los clubes a convertirse en Sociedades Anónimas Deportivas, el club era propiedad de sus socios y el presidente era elegido por estos. Tras la transformación en S.A.D., el presidente del Consejo lo es también del club.
Desde mayo de 2003, tras la dimisión de Jesús Gil, es nombrado presidente el empresario y productor cinematográfico Enrique Cerezo, quien llegó en 1987 de la mano de Jesús Gil como vicepresidente del club, cargo que ocupó durante 16 años, antes de su nombramiento como presidente.
La familia Gil, como máxima accionista del club, sigue teniendo la mayoría en el Consejo de Administración, compuesto de la siguiente manera:
- Presidente: Enrique Cerezo Torres
- Consejero Delegado: Miguel Ángel Gil Marín
- Vicepresidente: Lázaro Albarracín Martínez
- Vicepresidente: Antonio Alonso Sanz
- Consejero: Antoine Bonnier
- Consejero: Severiano Gil y Gil
- Consejero: Óscar Gil Marín
- Secretario del Consejo: Pablo Jiménez de Parga

## Categorías inferiores
Históricamente, la cantera del Atlético de Madrid está considerada como una de las más importantes del fútbol español. El club invierte anualmente una importante suma de dinero en potenciarla y mejorarla. La zona de captación de jóvenes futbolistas se expande por todo el país a través de una amplia red de ojeadores que trabajan para el Atlético. Asimismo, la secretaría técnica del Club acude anualmente a multitud de torneos de importancia internacional para ver y tener controladas a las mejores promesas del fútbol mundial.
En junio de 1992 el entonces presidente del Atlético de Madrid, Jesús Gil, suprimió las categorías inferiores del Club por considerarlas inviables económicamente. Una norma federativa obligaba a todos los clubes profesionales a tener un mínimo de cuatro equipos en sus categorías inferiores, por lo que, a fin de poder cumplir esta norma, Gil mantuvo el control del Atlético de Madrid B y cedió el nombre, escudo, camisetas y campo de entrenamiento a dos equipos juveniles y uno cadete, aunque en realidad estos tres equipos estaban desvinculados del Atlético de Madrid, pues no recibían ningún tipo de ayuda económica del mismo. Peor suerte corrieron el resto de equipos de la cantera, que desaparecieron. Durante dos años, entre 1992 y 1994, el Atlético de Madrid no tuvo categorías inferiores.
Durante los años 80 la plantilla del Atlético de Madrid estaba formada en su mayoría por jugadores canteranos. Como ejemplo cabe destacar que la final de Copa del Rey conquistada en 1985 la disputaron, en el once inicial, siete canteranos rojiblancos: Mejías, Clemente, Ruiz, Julio Prieto, Marina, Quique Ramos y Rubio.
Actualmente, el club cuenta con más de setenta equipos de cantera en los que se forman algunas de las futuras estrellas que vestirán la camiseta rojiblanca. Además, el Atlético de Madrid cuenta, a través de la Fundación Atlético de Madrid, con escuelas de fútbol base sitas geográficamente de forma estratégica, la mayoría, en la Comunidad de Madrid. Algunas de ellas son la escuela de Casarrubuelos, la de Alcobendas o la de Cotorruelo (situada en el barrio de Puerta Bonita, dentro del distrito de Carabanchel). Asimismo cuenta con un centro de asesoramiento académico y profesional de jóvenes futbolistas.
De la misma forma, el Atlético de Madrid tiene un convenio de colaboración con varios equipos españoles (la mayoría de ellos de la Comunidad de Madrid). Algunos de estos equipos son: el Club Galicia de Caranza (de Ferrol), el Rayo Majadahonda (de Majadahonda), el Atlético Concilio (de Alcobendas), el Talavera CF (de Talavera de la Reina), el CP Flecha Negra (de Badajoz), la UD Algete (de Algete), el Unión Adarve (de Madrid), el Don Bosco CF (de Córdoba), el DAV Santa Ana (de Madrid), el Torre Levante CF (de Valencia), el Puerta Bonita (de Madrid), la UD Santa Marta (de la provincia de Salamanca), la AD Villa Rosa (de Madrid), etc. También suscribió en 2017 un acuerdo de colaboración con el club Inter Fútbol Sala para la formación de los jugadores de La Academia del Atlético de Madrid, con el objetivo de perfeccionar los recursos específicos del Fútbol Sala y aprovecharlos posteriormente en su desempeño sobre el césped.
De su filial, el Atlético de Madrid 'B', y de sus juveniles han salido numerosos futbolistas que han triunfado tanto vistiendo la elástica rojiblanca, como en equipos de primer nivel del panorama nacional e internacional. Algunos de estos jugadores son: Peiró, Marina, Ruiz, Tomás, Clemente, Julio Prieto, Pedraza, Leal, Quique Ramos, Capón, Jayo, Juanito, Mejías, Rubio, Solozábal, López, Aguilera, Abel, Tomás, Quique Estebaranz, João Pinto, Ricardo, Pablo García, Quinton Fortune, Baraja, Ezquerro, Raúl González Blanco, Javier Casquero, Mario, Manu del Moral, Koke Resurrección, Mario Suárez, Fernando Torres, Javier Arizmendi, Gabi, Domínguez, Roberto o David de Gea.
Actualmente el Club Atlético de Madrid controla, entre equipos y escuelas, a unos 3000 jóvenes.

### Filial
El filial del primer equipo de fútbol es el Club Atlético de Madrid B, fundado en 1963 como Reyfra Atlético Club y que actualmente juega en Segunda División B de España. Este equipo ha conseguido disputar 11 temporadas en Segunda División (donde debutó en la temporada 1980/81). Logró su mejor clasificación en la temporada 1998/99 (2.º) y su peor clasificación en las temporadas 1985/86 y 1989/90 (20.º). Su mayor logro fue alzar un título oficial: la Copa de la Liga de Segunda División 1983. Tradicionalmente su nombre fue Atlético Madrileño y así se denominó entre los años 1970 y 1991.
Existió un segundo equipo filial, el Club Atlético de Madrid C, fundado en 1972, que jugó en Tercera División. El filial se llamó Atlético Amorós entre 1994 y 2000 por la vinculación que tuvieron las escuelas de fútbol base del Club durante esos años con el madrileño Colegio Hermanos Amorós y su equipo el CD Amorós. También se denominó Atlético Aviación entre 2000 y 2005, como homenaje al nombre que adoptó el club entre los años 1939 y 1947. Desapareció tras el descenso del Atlético de Madrid B a su categoría en 2015.

### Fútbol base
Además de sus filiales, el Club Atlético de Madrid cuenta con más de setenta equipos de fútbol base, masculinos y femeninos, que completan sus categorías inferiores: cuatro equipos de categoría juvenil (dos en División de Honor y otros dos en Liga Nacional), once equipos cadetes (dos de ellos en Primera División Autonómica), catorce equipos de categoría infantil, catorce alevines, veinte benjamines y diez prebenjamines.
En categoría juvenil, el Atlético de Madrid ha sido tres veces Campeón de Campeones y otra subcampeón, cinco veces campeón de la Copa del Rey y diez veces campeón de Liga de División de Honor. En 2012, se proclamó campeón del Mundial Juvenil Sub-17 de Clubes. En 2016, su equipo Alevín A, formado íntegramente por chicas, se proclamó campeón de la categoría frente a equipos formados íntegramente por chicos. En la temporada 2017/18, sus dos primeros equipos juveniles masculinos, Atlético de Madrid Juvenil y Atlético Madrileño Juvenil, fueron campeones de sus dos grupos de la Liga de División de Honor (respectivamente, V y VII), alzándose el primero de ellos con un histórico triplete nacional al ganar también esa misma temporada la Copa del Rey y la Copa de Campeones.
El club cuenta además con varias escuelas dirigidas por la Fundación Atlético de Madrid en las que controlan a más de mil jóvenes canteranos.

## Otras secciones deportivas

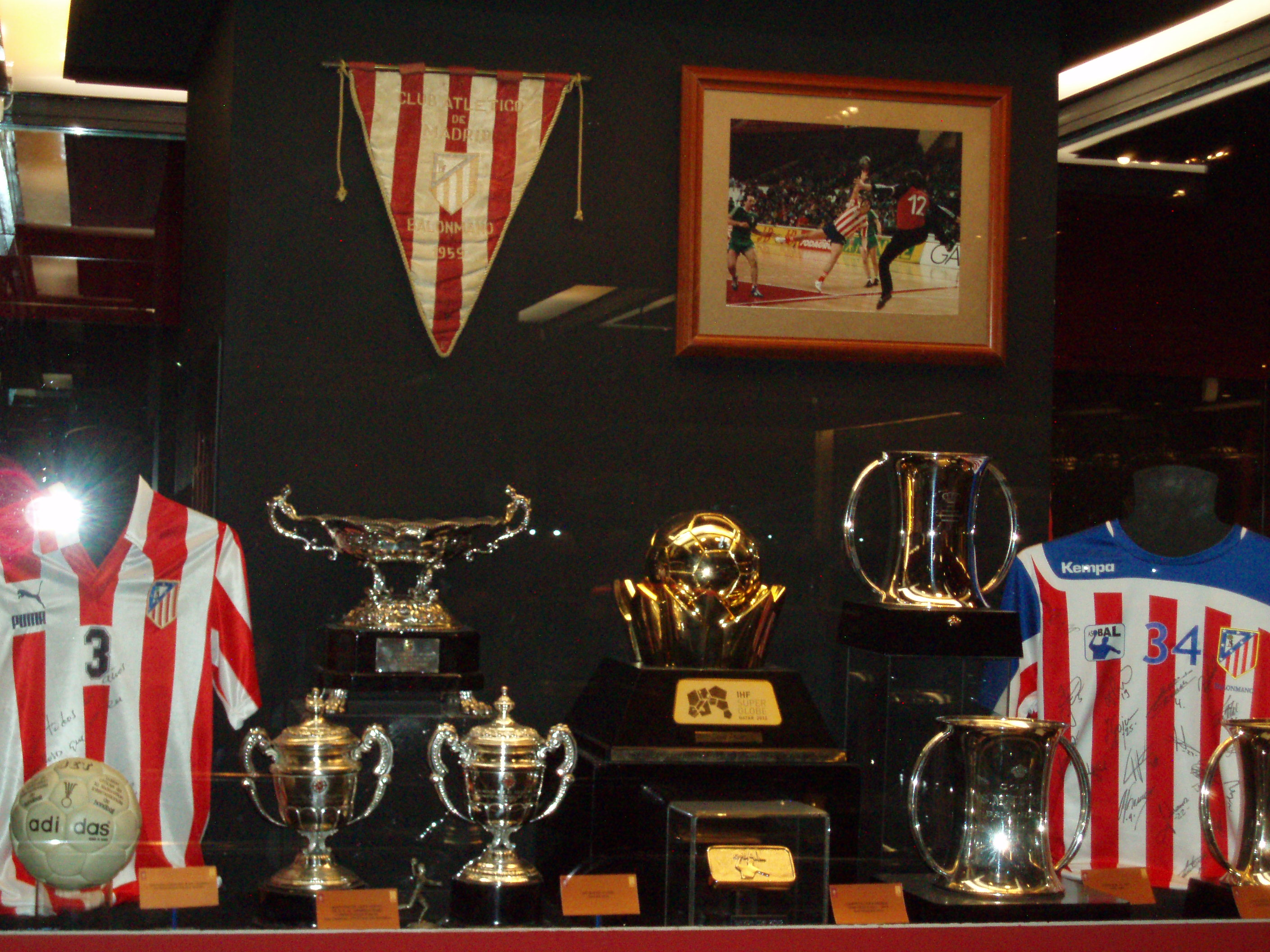
Vitrina con algunos de los trofeos conseguidos en las dos etapas del Atlético de Madrid de balonmano, dentro del museo del Club Atlético de Madrid.

A lo largo de sus más de cien años de historia, el Atlético de Madrid ha contado además del fútbol, con diversas secciones deportivas como las de tenis, hockey sobre hierba (obteniendo gracias a estas dos sus primeros títulos nacionales, además de ser uno de los principales impulsores del tenis en España a principios del siglo XX), atletismo, béisbol, boxeo, rugby, voleibol o automovilismo.
En 1922 se creó la sección de baloncesto, aunque el primer intento duró poco (apenas un año), debiendo esperar hasta 1932 para renacer. El Atlético de Madrid llegó a competir una temporada en la Liga ACB, desapareciendo en 1991. Desde entonces, el club abandonó el deporte de la canasta, aunque sus buenas relaciones con Estudiantes (cuyos aficionados suelen serlo del Atlético) han hecho que ambos clubes se hermanen y hayan llegado a ofrecer a la afición del otro títulos conquistados.
El gran impulso a las secciones vendría a partir de 1946, durante la presidencia de Cesáreo Galíndez. En aquella época nace la sección de balonmano, la más laureada de las secciones deportivas del club. Entre 1950 y 1994, el equipo de balonmano se alzó a nivel nacional con once Ligas, diez Copas y dos Supercopas. Tras la disolución de la sección de balonmano en 1994 por decisión de Jesús Gil, reapareció entre 2011 y 2013, merced al traslado a la capital de España del Ciudad Real, club que se encontraba en la élite del balonmano continental en ese momento. Disputó las temporadas 2011-12 y 2012-13 con el nombre de Atlético de Madrid, jugando sus partidos como local en el Palacio de Vistalegre, recinto donde logró su primer título el 4 de septiembre de 2011 frente al Barcelona, en la Supercopa de España, disputada ante 11.963 espectadores.
También fue el Atlético de Madrid el primer equipo español en disputar un partido de fútbol sala, en 1962. Aunque actualmente no cuenta con una sección dedicada a este deporte, mantiene una excelente relación con el Inter FS, quien ha ofrecido a los aficionados rojiblancos títulos conquistados y con quien existe desde 2017 un acuerdo de colaboración.
Actualmente, el club limita su actividad al fútbol, incluyendo el femenino.

### Fútbol femenino
En el año 2001 se fundó el Club Atlético de Madrid Femenino, sección de fútbol femenino del Atlético de Madrid (heredero del Club Atlético Villa de Madrid, campeón de la Primera División femenina en 1990), cuyo primer equipo milita en la Primera División de España. Cuenta en su palmarés a nivel nacional, con tres Ligas (2017, 2018 y 2019), las Copas de la Reina de 2016 y de 2023 y la Supercopa de España de 2021. Por lo que respecta a la práctica femenina del fútbol sala, si bien no se trata estrictamente de una sección, el Club se encuentra fuertemente vinculado desde su fundación en 1992 al Futsi Atlético de Madrid Navalcarnero, dos veces campeón de Europa y club de referencia en esta modalidad en España.

## Dimensión sociocultural

### Fundación Atlético de Madrid
En 1997 se creó la Fundación Atlético de Madrid para organizar la obra social de la entidad. Esta «con el objetivo de contribuir a través del deporte en actividades humanitarias, culturales y educacionales, elabora programas sociales de colaboración e intervención en diferentes ámbitos de la realidad tanto a nivel nacional como internacional".
Al frente de la Fundación, y como presidente de honor, se encuentra el exjugador internacional del Atlético de Madrid Enrique Collar.

### Asociación de Veteranos
Para agrupar a los exjugadores del Atlético, se creó la Asociación de Veteranos, presidida por Adelardo Rodríguez, el jugador que más veces ha vestido la camiseta del Atlético de Madrid.

## Rivalidades
Desde finales del siglo XX, por cuestiones extradeportivas se agrió la relación con los aficionados de Real Sociedad de Fútbol y Real Club Deportivo de La Coruña, y surgió una rivalidad deportiva con el Sevilla Fútbol Club (con un recíproco incremento de la buena relación con el Real Betis Balompié). Históricamente y hasta el día de hoy, también existe una importante rivalidad entre el Atlético de Madrid y el Fútbol Club Barcelona, partido que también se considera como uno de los "Clásicos" del fútbol español. No obstante, por tradición y actualidad, la mayor rivalidad es la que existe con sus vecinos "merengues".

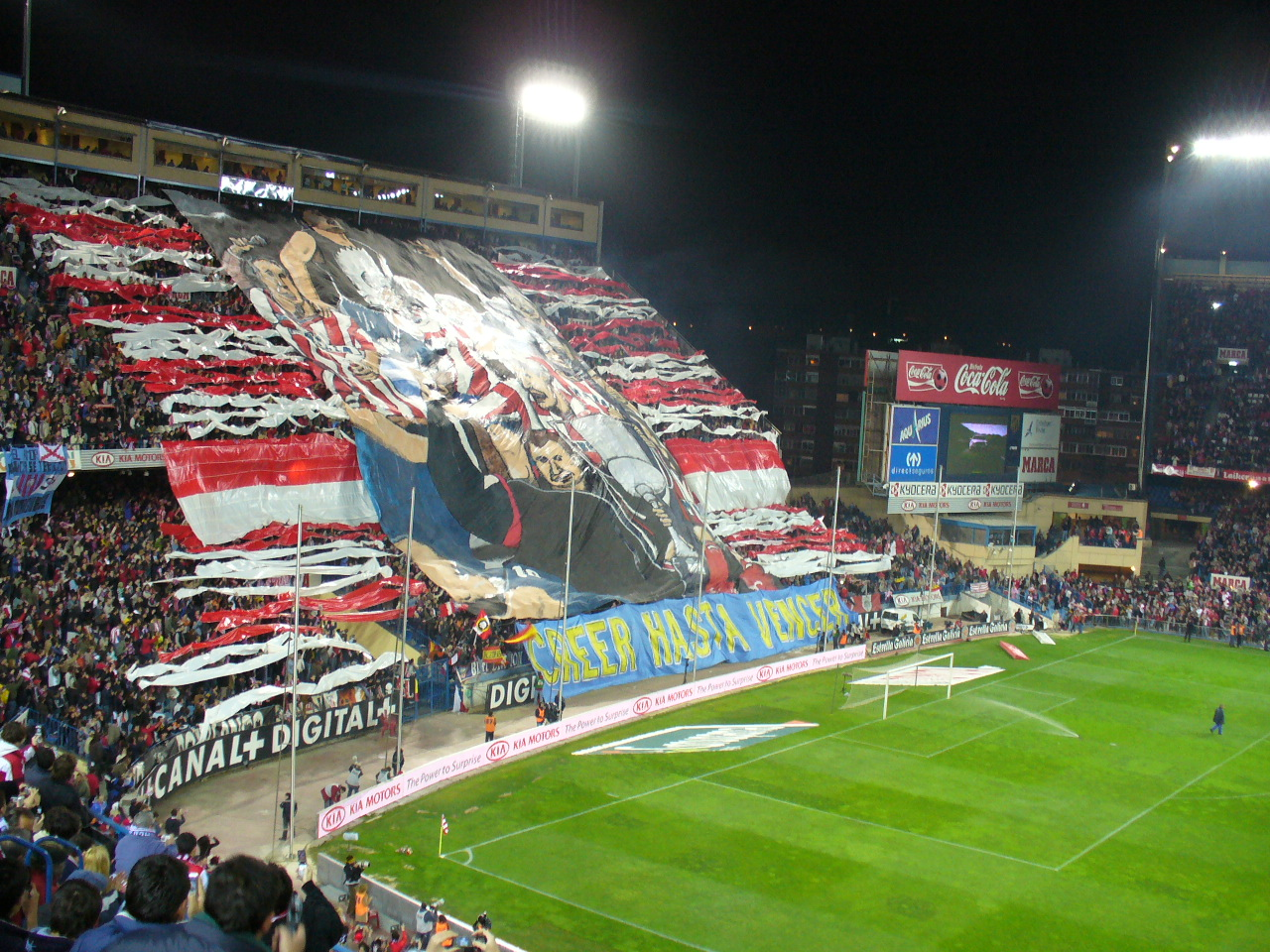
Fondo sur del Calderón al comienzo de un «derbi capitalino».

### Derbi madrileño
El Atlético de Madrid disputa ante el Real Madrid, el llamado «derbi madrileño» o «derbi capitalino». Hay un componente sociológico que pesa en el inconsciente colectivo. El Real Madrid, según la FIFA «tradicionalmente ligado a la clase alta, a pesar de que su afición reúne a gente de todo tipo y condición», mientras que el Atlético de Madrid dice tener «fama de ser el club de los proletarios madrileños» por lo que se le vincula con las clases obreras y más humildes. A pesar de dicha afirmación, en los barrios más humildes de la capital el Real Madrid cuenta con un gran número de seguidores, así como en los barrios más acomodados hay una nutrida presencia de aficionados rojiblancos. A lo largo de la historia, se han enfrentado a nivel regional, en cuatro competiciones nacionales (Liga, Copa, Supercopa y Copa de la Liga), siendo uno de los partidos de mayor repercusión del fútbol español, y en dos competiciones continentales, la Supercopa de Europa y la Copa de Europa/Liga de Campeones (siendo el único derbi entre equipos de una misma ciudad que ha fungido como final de estas dos competiciones).

## Influencia en otros clubes

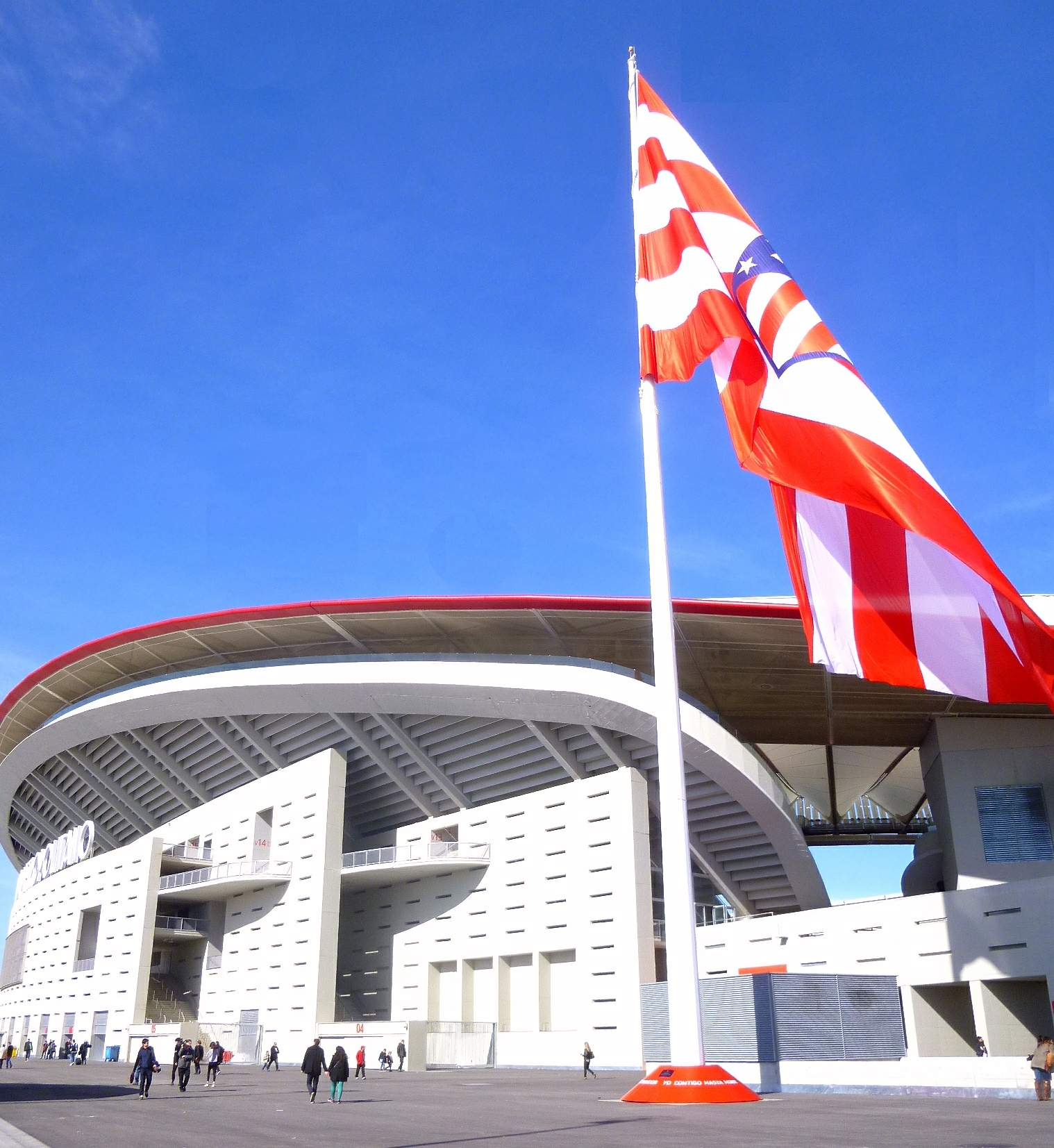
Estadio Wanda Metropolitano

Del mismo modo que en la historia del Atlético de Madrid influyeron, de una u otra manera, clubes como el Blackburn Rovers (presumiblemente usando en su origen su equipación blanquiazul), el Southampton F.C. (de quien se adoptarían los actuales colores rojiblancos), el Club Aviación Nacional (posibilitando el acuerdo alcanzado tras la Guerra Civil con el club aviador la subsistencia del Atlético) o el Athletic Club (siendo patente el reconocimiento a sus orígenes bilbaínos, invitando al club vasco a los actos de sus Bodas de Oro en 1953 y de su centenario en 2003, habiendo además despedido dos de sus antiguos estadios -Metropolitano en 1966 y Vicente Calderón en 2017- con un partido oficial ante el Athletic), también el club madrileño ha jugado un papel relevante en la historia de otras entidades.

### Atlético Tetuán
En 1922, el exjugador del Athletic Club de Madrid Fuertes de Villavicencio funda en el Protectorado de Marruecos el Club Atlético Tetuán, que llegó a competir en la Primera División española, equipo que desde entonces siempre vestiría con los colores del club madrileño y exhibiría un escudo de clara inspiración en el del equipo de la capital de 1917. Tras la independencia de Marruecos, el club español se disolvió en 1956, sucediéndole el Mogreb Atlético Tetuán, varias veces campeón desde entonces de la Liga de Fútbol de Marruecos. En 2009, el club marroquí y el Atlético de Madrid se hermanarían en reconocimiento de su histórica relación.

### Unión Deportiva Las Palmas
En 1926, se funda por parte de aficionados del club madrileño en Las Palmas de Gran Canaria el Atlético Club Las Palmas, con un escudo esencialmente idéntico al del Atlético de Madrid (sustituyendo la osa y el madroño por una palmera) y con el mismo uniforme. El 22 de agosto de 1949, junto con otros cuatro clubes de la zona, fundan los rojiblancos canarios una nueva sociedad, la Unión Deportiva Las Palmas. El nuevo club, que acabaría siendo un clásico de la Primera División española, seguiría reflejando en su nuevo escudo los de sus cinco fundadores, y por tanto aquella versión del Atlético de Madrid. Esta conexión del Atlético de Madrid con el club canario explicaría por qué en las Canarias existen tantos aficionados del club madrileño.

### Rayo Vallecano de Madrid
En el año 1948, el club de Vallecas (que por entonces vestía con uniforme completamente blanco) atravesaba graves dificultades económicas derivadas de la adaptación a su ascenso a tercera división, por lo que pidió auxilio a los grandes clubes de la capital. Solo el Atlético de Madrid estuvo dispuesto a prestarle ayuda y se alcanzó el siguiente acuerdo: a cambio de ceder el Atlético al Rayo varios jugadores de forma gratuita, el Rayo tendría que dejar de vestirse como el Real Madrid y añadir algún distintivo de color rojo a su camiseta. El Rayo decidió entonces adoptar la indumentaria de River Plate, por entonces un club muy prestigioso en Europa y con el que los vallecanos mantienen desde entonces una relación amistosa. El acuerdo de colaboración con el Atlético de Madrid, por su parte, apenas duró un año y no tendría mayor trascendencia, siendo sin embargo indudable la influencia rojiblanca para que el club hoy conocido como franjirrojo vista su característica indumentaria.

### ATK
El ATK, bajo el nombre de Atlético de Kolkata, se puso en marcha con la fundación de la Superliga de India (ISL) a partir de 2014. El Atlético de Madrid, interesado en expandir su mercado internacional, se alió con el jugador de críquet Sourav Ganguly y con un grupo de empresarios indios para pujar por una franquicia en la plaza de Calcuta, la ciudad con más tradición futbolística de la India. El 13 de abril de 2014 se confirmó su victoria al haber pagado la cifra récord de 18 crores de rupias. Así nació el Atlético de Kolkata, uno de los clubes más laureados de la nueva competición asiática, hasta que en julio de 2017 el Atlético de Madrid llegó a un acuerdo para rescindir el convenio de colaboración, por lo que la entidad pasó a llamarse "ATK" a secas, nombre con el que viene compitiendo desde su total desvinculación con el club madrileño (si bien siguió vistiendo sus mismos colores rojiblancos).

### Racing Club de Lens
En 2016, el histórico club francés se encontraba al borde de la quiebra, siendo salvado gracias a la potente inversión del Atlético de Madrid adquiriendo un importante paquete accionarial. Al año siguiente, el Atlético vendería sus participaciones.

### Club Atlético de San Luis
La tumultuosa historia reciente de este club mexicano comenzó el 28 de mayo de 2013, con el anuncio del cambio de sede del histórico San Luis Fútbol Club a Chiapas, lo que unido a la previa desaparición del Atlético Potosino dejaría a la ciudad de San Luis sin un equipo de fútbol profesional. Ese mismo día el empresario Jacobo Payán Latuff adquirió otra franquicia y la trasladó a San Luis: de esta forma nació el Club Atlético de San Luis, todavía sin mayor relación con su tocayo madrileño. A pesar de ello, la ciudad de San Luis volvió a estar a punto de perder a su equipo pocos años más tarde, pero la intervención del Atlético de Madrid, adquiriendo en 2017 un importante porcentaje de la franquicia, hizo posible su supervivencia. Consecuencia de este acuerdo, el club mexicano modificó su escudo, siendo el actual una fusión del suyo originario con el del Atlético de Madrid. En 2019, ascendió a la Primera División de México al haber sido bicampeón de los torneos del Ascenso MX, y en 2021 efectuó una nueva inyección económica de 26 millones de euros, pasando a controlar el 86% del club mexicano.

### Rayo Majadahonda
Además de compartir desde mediados de la década de 1990 el Estadio Cerro del Espino con el filial rojiblanco, debido al ascenso a Segunda División conseguido por el club majariego en 2018, los rayistas se encontraron con la amenaza de descender si no encontraban dónde jugar como locales hasta que remodelaran el Cerro del Espino conforme a las exigencias de la Liga de Fútbol Profesional. De esta manera, gracias a lo que los majariegos calificaron de "favor impagable" del Atlético de Madrid para evitar que el Rayo Mjadahonda descendiera, su debut en Segunda como local se produjo en el Estadio Metropolitano, inaugurado apenas un año antes y cedido como estadio local para los majariegos durante los tres primeros meses de su andadura en el fútbol profesional español.
Además, ambos equipos se enfrentaron en la Copa del Rey de la temporada 2021/2022. La ronda, a partido único, designaba al Rayo Majadahonda como equipo local, pero solicitó al Atlético jugar de nuevo en el Estadio Metropolitano para poder tener más aforo y, así, ingresar más dinero por la venta de entradas. Su petición fue aceptada tanto por el club como por la Federación, lo que dejó como anécdota que el Atlético jugase como visitante en su propio estadio. El partido se saldó con victoria por 0-5 a favor del Atlético.

### Xerez Club Deportivo
Con la temporada 2019-20 ya comenzada, el histórico Xerez Deportivo se encontraba al borde de la desaparición por problemas económicos: debía abonar 130 000 euros si quería seguir compitiendo, tras verse obligado a incomparecer en el primer encuentro de liga. En una semana se consiguió reunir la citada cantidad que salvaba al club de la inhabilitación, destacando la aportación hecha desde el Atlético de Madrid, 50 000 euros, dentro del marco de un convenio de colaboración con el equipo andaluz.

### Atlético Ottawa
El Atlético Ottawa es un equipo de fútbol de Canadá con sede en Ottawa, Ontario. Disputa sus partidos de local en el TD Place Stadium.
El 29 de enero de 2020, la Canadian Premier League anunció el octavo equipo para la competencia, Ottawa, la capital de Canadá, a través de este club participado y gestionado por el Atlético de Madrid y por el empresario canadiense Jeff Hunt. La identidad del club fue revelada el día 11 de febrero, que el alcalde de Ottawa, Jim Watson, bautizó como "Día del Atlético Ottawa". El equipo canadiense juega, a semejanza de su matriz madrileña, con camiseta rojiblanca, pantalón azul y medias rojas. Su escudo, de forma geométrica esencialmente idéntica a la del escudo del club español, refleja igualmente las rayas rojiblancas, con una hoja de arce en la parte inferior y con una representación de Parliament Hill en lugar de la Osa y el Madroño. En 2022 se proclamó campeón de la temporada regular y alcanzó la final del playoff por el título.
ATLÉTICO PINTO
Es un equipo de la localidad de Madrid de Pinto.

## Deuda económica de la entidad

### Deuda con las Administraciones Públicas (Hacienda, Seguridad Social, etc.)
El 30 de junio de 1992, a pesar de las irregularidades del proceso que años después se descubrieron, el Atlético de Madrid, in extremis, se constituyó en Sociedad Anónima Deportiva. Como consecuencia de ello y debido a que, entre los beneficios de la transformación, se encontraba la condonación de la deuda histórica que el club tenía contraída con Hacienda, que en ese momento ascendía a 2392 millones de pesetas (≈ 14.300.000€), la entidad comenzó su nueva andadura completamente saneada en lo relativo a sus obligaciones con la Administración Pública.
Sin embargo y a pesar de ello, en 2011, tras 19 años de administración Gil-Cerezo de la SAD (entre 1992 y 2003 el presidente de la sociedad fue Jesús Gil, con Enrique Cerezo como vicepresidente, quien en 2003 pasó a ocupar el puesto de presidente) y debido a sistemáticos impagos a la Agencia Tributaria e incumplimientos de las obligaciones en materia fiscal, el Atlético de Madrid presentó un balance de situación que reveló una deuda con las Administraciones Públicas de 215 millones de euros, siendo el club más endeudado con Hacienda de la Liga Española.
Para el pago de la abultada deuda, el club pactó con la Agencia Tributaria un calendario de pagos con sucesivos aplazamientos de deuda, viéndose obligado a garantizar el pago de los aplazamientos con parte de los ingresos obtenidos fruto del contrato de derechos audiovisuales de competiciones oficiales de ámbito estatal, como LaLiga y la Copa del Rey.
Parte de la deuda con las Administraciones Públicas lleva arrastrándose desde el ejercicio 2002-2003, cuando, como consecuencia de una inspección de Hacienda, la Agencia Tributaria levantó una serie de actas por distintas declaraciones irregulares del Impuesto de Sociedades, Impuesto sobre el Valor Añadido (IVA) e Impuesto sobre la Renta de las Personas Físicas (IRPF) de los períodos comprendidos entre 1995 y 1999, cuando se encontraban al frente de la sociedad Jesús Gil y Enrique Cerezo, como presidente y vicepresidente, respectivamente. Para la liquidación de la deuda con Hacienda que afloró en esas actas, el Atlético de Madrid ha tenido que ceder el 50 % de los ingresos derivados de los derechos deportivos y federativos de los jugadores profesionales de la plantilla del club (que se suman a la garantía aportada con los derechos audiovisuales mencionados en el párrafo anterior), esto es, el 50 % de los ingresos obtenidos por el traspaso de jugadores.
Con todo, la entidad siempre se ha resistido a entrar en concurso de acreedores, situación en la que la sociedad pasaría a estar sujeta a una administración judicial y la deuda con las Administraciones Públicas pasaría a ser considerada de pago preferente. A pesar de la elevada deuda contraída con las Administraciones Públicas, el club nunca ha sufrido un descenso administrativo de categoría.
Desde el año 2011, pico de la deuda con las Administraciones Públicas con más de 215 millones de euros, el club ha reducido la deuda en más de 170 millones de euros, lo que supone casi un 80 % de reducción. Si bien, por otro lado, la deuda total del club ha ascendido en más de 435 millones de euros hasta situarse en 980 millones de euros a fecha 30 de junio de 2019. Esta cifra supone un crecimiento de casi el 80 % del total de la deuda.
A continuación se muestra la evolución de la deuda mantenida por el Atlético de Madrid con las Administraciones Públicas en los últimos años:
| Deuda del Atlético de Madrid con las administraciones públicas (Hacienda, Seguridad Social, etc.) | Deuda del Atlético de Madrid con las administraciones públicas (Hacienda, Seguridad Social, etc.) | Deuda del Atlético de Madrid con las administraciones públicas (Hacienda, Seguridad Social, etc.) | Deuda del Atlético de Madrid con las administraciones públicas (Hacienda, Seguridad Social, etc.) | Deuda del Atlético de Madrid con las administraciones públicas (Hacienda, Seguridad Social, etc.) | Deuda del Atlético de Madrid con las administraciones públicas (Hacienda, Seguridad Social, etc.) | Deuda del Atlético de Madrid con las administraciones públicas (Hacienda, Seguridad Social, etc.) | Deuda del Atlético de Madrid con las administraciones públicas (Hacienda, Seguridad Social, etc.) | Deuda del Atlético de Madrid con las administraciones públicas (Hacienda, Seguridad Social, etc.) | Deuda del Atlético de Madrid con las administraciones públicas (Hacienda, Seguridad Social, etc.) | Deuda del Atlético de Madrid con las administraciones públicas (Hacienda, Seguridad Social, etc.) |
| Año fiscal 2010 | Año fiscal 2011                                                                                   | Año fiscal 2012                                                                                   | Año fiscal 2013                                                                                   | Año fiscal 2014                                                                                   | Año fiscal 2015                                                                                   | Año fiscal 2016                                                                                   | Año fiscal 2017                                                                                   | Año fiscal 2018                                                                                   | Año fiscal 2019                                                                                   | Año fiscal 2020                                                                                   |
| --- | ------------------------------------------------------------------------------------------------- | ------------------------------------------------------------------------------------------------- | ------------------------------------------------------------------------------------------------- | ------------------------------------------------------------------------------------------------- | ------------------------------------------------------------------------------------------------- | ------------------------------------------------------------------------------------------------- | ------------------------------------------------------------------------------------------------- | ------------------------------------------------------------------------------------------------- | ------------------------------------------------------------------------------------------------- | ------------------------------------------------------------------------------------------------- |
| 164 millones de € (163.883.482,81 €, -21,44 %) | 215 millones de € (215.168.317,84 €, +31.29 %)                                                    | 206 millones de € (206.228.973,18 €, -4.15 %)                                                     | 200 millones de € (200.182.723,46 €, -2.93 %)                                                     | 158 millones de € (158.007.199,42 €, -21.07 %)                                                    | 84 millones de € (84.187.224,48 €, -46.72 %)                                                      | 55 millones de € (55.052.895,05 €, -34.61 %)                                                      | 59 millones de € (58.551.005,69 €, +6.35 %)                                                       | 47 millones de € (46.826.097,60 €, -20.03 %)                                                      | 44 millones de € (43.546.568,58 €, -7,00 %)                                                       | Sin deuda (0 €, -100 %)                                                                           |
| Fuente: Cuentas Anuales presentadas por el Atlético de Madrid SAD. A falta de cuentas oficiales del club del "año fiscal 2020". Se obtiene como la suma de los conceptos adeudados a las Administraciones Públicas: Deudas con las Administraciones Públicas + Pasivos por impuesto diferido + Provisión para impuestos (Pasivos No Corrientes) y Otras deudas con las Administraciones Públicas + Pasivos por impuesto corriente (Pasivos Corrientes). |                                                                                                   |                                                                                                   |                                                                                                   |                                                                                                   |                                                                                                   |                                                                                                   |                                                                                                   |                                                                                                   |                                                                                                   |                                                                                                   |

### Deuda total
A continuación se muestra la evolución de la deuda total mantenida por el Atlético de Madrid en los últimos años:
| Deuda Total del Atlético de Madrid | Deuda Total del Atlético de Madrid             | Deuda Total del Atlético de Madrid            | Deuda Total del Atlético de Madrid            | Deuda Total del Atlético de Madrid            | Deuda Total del Atlético de Madrid            | Deuda Total del Atlético de Madrid             | Deuda Total del Atlético de Madrid             | Deuda Total del Atlético de Madrid            | Deuda Total del Atlético de Madrid            | Deuda Total del Atlético de Madrid               |
| Año fiscal 2010 | Año fiscal 2011                                | Año fiscal 2012                               | Año fiscal 2013                               | Año fiscal 2014                               | Año fiscal 2015                               | Año fiscal 2016                                | Año fiscal 2017                                | Año fiscal 2018                               | Año fiscal 2019                               | Año fiscal 2020                                  |
| --- | ---------------------------------------------- | --------------------------------------------- | --------------------------------------------- | --------------------------------------------- | --------------------------------------------- | ---------------------------------------------- | ---------------------------------------------- | --------------------------------------------- | --------------------------------------------- | ------------------------------------------------ |
| 480 millones de € (479.647.782,59 €, -12,61 %) | 545 millones de € (544.884.421,86 €, +13,60 %) | 570 millones de € (569.898.636,10 €, +4,59 %) | 576 millones de € (576.131.030,58 €, +1,09 %) | 564 millones de € (564.385.085,17 €, -2,04 %) | 544 millones de € (544.445.349,69 €, -3,53 %) | 617 millones de € (617.317.840,47 €, +13,38 %) | 878 millones de € (878.228.814,28 €, +42,27 %) | 894 millones de € (893.602.074,39 €, +1,75 %) | 980 millones de € (980.316.864,39 €, +9,70 %) | 1015 millones de € (1.014.846.410,96 €, +3,58 %) |
| Fuente: Cuentas Anuales presentadas por el Atlético de Madrid SAD. Se obtiene como el Pasivo Total adeudado por el club. A falta de cuentas oficiales del club del "año fiscal 2020". |                                                |                                               |                                               |                                               |                                               |                                                |                                                |                                               |                                               |                                                  |

| \| Gráfica de evolución "Deuda Neta de Club Atlético de Madrid entre 2013 y 2021" \| \| \| \| Deuda Neta : Deuda Bancaria + Acreedores/Deudores adquisición/traspaso activos – Tesorería. Deuda Neta actual (Año fiscal 2020-21). \| | Refiriéndonos al espacio de maniobra, la mayoría de equipos de Primera División presentan un nivel de endeudamiento elevado debido al peso que tiene la financiación ajena en su estructura financiera. El Atlético de Madrid es el equipo que presenta, con diferencia, un mayor nivel de endeudamiento seguido del Fútbol Club Barcelona y del Valencia Club de Fútbol, y deben procurar en los próximos ejercicios no incrementar su endeudamiento. En el lado opuesto, los únicos equipos que muestran un nivel de capitalización adecuado son el Real Madrid Club de Fútbol, el Sevilla Fútbol Club y el Villarreal Club de Fútbol, puesto que sus fondos propios suponen cerca del 40 % de la estructura financiera por lo que en los próximos ejercicios podrían plantearse incrementar su nivel de endeudamiento para intentar favorecer su rentabilidad financiera. Pese a los datos, y provocado por la pandemia de COVID-19, no pudo contrarrestar las pérdidas y su deuda siguió aumentando hasta los 590 millones, que agravaron su situación financiera y la viabilidad de próximos ejercicios. Esto obligó al club a una nueva reducción de salarios tras el ERTE realizado en abril de 2020, y a traspasar activos para su equilibrio como los realizados con Thomas Partey y Álvaro Morata. En semejanza a los problemas económicos que presenta el Fútbol Club Barcelona con sus altos gastos en salarios deportivos, la circunstancia es también crítica en el club rojiblanco, donde por citar el caso más acuciante, el sueldo del entrenador supone el 10 % del presupuesto total del club, como director técnico de fútbol mejor pagado del mundo. Al cierre del ejercicio 2020-21, fue el segundo club más afectado por la crisis sanitaria, y efectuó una nueva ampliación de capital de 180 millones además de una refinanciación de la deuda por valor de 300 millones, lo que le permitió afrontar las deudas a corto plazo y reorganizarlas a largo y dar así viabilidad financiera al club, y más importante, evitar la quiebra. El propio Miguel Ángel Gil Marín hubo incluso de avalar de su propio patrimonio más de 400 millones en deudas, y tuvo unas pérdidas cercanas a los 100 millones en 2021. |
| Gráfica de evolución "Deuda Neta de Club Atlético de Madrid entre 2013 y 2021" | |
| | |
| Deuda Neta : Deuda Bancaria + Acreedores/Deudores adquisición/traspaso activos – Tesorería. Deuda Neta actual (Año fiscal 2020-21).                                                                                                  | |

## Procesos judiciales

### Caso Atlético
En el conocido como Caso Atlético, se dilucidó la autoría de dos delitos, uno de apropiación indebida y otro de estafa, que incumbió a los, por entonces, presidente del club, Jesús Gil, vicepresidente y actual presidente, Enrique Cerezo, y, director general y actual consejero delegado, Miguel Ángel Gil Marín, hijo y heredero del primero.

#### Condena por delito de apropiación indebida
En julio de 1999, con motivo de las irregularidades que se produjeron durante el proceso de constitución en Sociedad Anónima Deportiva (SAD) del Atlético de Madrid en 1992 y de las consecuencias de estas en los sucesivos ejercicios, la Fiscalía Anticorrupción, de la mano del fiscal Carlos Castresana, interpuso en la Audiencia Nacional, una querella criminal contra Jesús Gil y Enrique Cerezo por un delito de apropiación indebida del club.
Concretamente, a Jesús Gil y a Enrique Cerezo se les acusó de simular el desembolso de 1950 millones de pesetas (≈ 11 700 000€) sin llegar a efectivamente realizarlo. A Jesús Gil también se le acusó de apropiarse de los 112 millones de pesetas (≈ 673 000€) aportados por los socios que suscribieron acciones durante las fases de compra.
En palabras de la propia Fiscalía Anticorrupción, Jesús Gil «ideó una estratagema tendente a formalizar un desembolso ficticio de dicho capital social, una apariencia documental que permitiese conseguir la autorización del Consejo Superior de Deportes (CSD) para la transformación en sociedad anónima». Para ello, Jesús Gil acudió a Dorna, entidad dedicada a la promoción del deporte, perteneciente en aquel momento al banco Banesto, que le concedió un crédito de 1300 millones de pesetas (≈ 7 800 000€) sin «exigir garantía alguna» y, sin embargo, sin que la entidad tuviera que asumir ningún riesgo, debido a que, «de antemano estaba previsto que el dinero no saliera en ningún momento de la oficina del Banco de Vitoria (filial de Banesto que sería la encargada de figurar como prestamista)». El fiscal Carlos Castresana indica en la querella que las «idas y venidas» de las cantidades teóricamente prestadas, «se iban a reducir a una serie de anotaciones de cargos y abonos en las distintas cuentas utilizadas». Con los 1300 millones de pesetas (≈ 7 800 000€) supuestamente obtenidos, Jesús Gil adquiriría el 63 % del Atlético de Madrid; sin embargo, esos fondos ni siquiera llegaron a depositarse en las cuentas del club en ningún momento, ya que se transfirieron a una cuenta bancaria a nombre del propio Jesús Gil, no del club. Una vez Dorna entregó un resguardo de ingreso a Jesús Gil y conseguida la constitución en Sociedad Anónima Deportiva el 30 de junio de 1992 y minutos antes de que venciera el plazo, Jesús Gil ordenó la devolución del dinero apenas 48 horas después. La querella señaló que «en realidad no había aportado nada pero disponía de un resguardo que aparentaba que sí que lo había hecho. Los 1300 millones supuestamente satisfechos no llegaron nunca a las cuentas del club».
Por su parte, a Enrique Cerezo se le acusó de llevar a cabo una operación análoga mediante una cuenta corriente abierta en el banco Crédit Lyonnais. «Consiguió un resguardo de ingreso, que demostraba, aparentemente, que los fondos habían sido ingresados en el club», algo que en realidad nunca sucedió. En este caso, fueron 650 millones de pesetas (≈ 3 900 000€) lo que simuló desembolsar, con los que consiguió tomar el control del 31,50 % de la sociedad recientemente constituida.
Las irregularidades cometidas fueron de tal envergadura, que, paralelamente a estas maniobras, Jesús Gil también ordenó el ingreso de los 112 millones de pesetas (≈ 673 000€) desembolsados por los socios durante las fases de suscripción de acciones, a una cuenta bancaria de su titularidad, en lugar de hacerlo a una cuenta titularidad del club.
El 14 de febrero de 2003, la Audiencia Nacional dictó sentencia. Con respecto al delito de apropiación indebida, la resolución emitida por la Sección Primera de lo Penal de la Audiencia Nacional condenó a Jesús Gil, presidente del club en ese momento, a 2 años de cárcel, mientras que Enrique Cerezo, vicepresidente en aquel momento y aún hoy presidente, fue condenado a 1 año de prisión como cooperador necesario en la comisión del delito. Además, el fallo obligaba a ambos a devolver al club las 236 056 acciones, con un valor de 1.950 millones de pesetas (≈ 11 700 000€), que adquirieron de manera fraudulenta.
En la sentencia emitida por la Sección Primera de lo Penal, la Audiencia Nacional consideró probado que Jesús Gil accedió a la presidencia del Atlético de Madrid el 1 de julio de 1987 y desde entonces y de la mano de Enrique Cerezo como vicepresidente, estuvo «decidido a hacer suyo el club», objetivo para el que se dispuso a confundir su propio patrimonio con el del Atlético. Entre 1989 y 1993, Jesús Gil, en colaboración con Enrique Cerezo, hizo que el Atlético le fuera reconociendo deudas no reflejadas en la contabilidad del club, por un total de 1943 millones de pesetas (≈ 11 680 000€), reconocimiento de deuda ficticia que también «se engloba en una maquinación de Jesús Gil, con la colaboración de Enrique Cerezo, para apoderarse del club» en el momento de la transformación en sociedad anónima.
Al conocer la sentencia, Carlos Castresana, el fiscal que llevaba el caso, dijo: «La pena de cárcel no me importa porque además no la va a cumplir. Pero lo que sí que deja claro la sentencia es que ni Jesús Gil ni Enrique Cerezo son los dueños del club y que Jesús Gil tiene con el club una deuda de 2700 millones de pesetas (≈ 16 200 000€)». No obstante, debido a que la sentencia admitía recurso de casación ante el Tribunal Supremo, recurso que presentaron tanto la defensa de los acusados como el Ministerio Fiscal, hubo que esperar a que el Tribunal Supremo se pronunciara para poder hacer efectivas las penas.
En junio de 2004, apenas un año después, el Tribunal Supremo finalmente emitió sentencia firme. En ella, a diferencia de lo indicado por la Audiencia Nacional, se absolvió tanto a Jesús Gil como a Enrique Cerezo del delito de apropiación indebida por un defecto formal en el que incurrió la Audiencia Nacional en su resolución emitida un año antes.
El defecto formal cometido por la Audiencia Nacional, según lo señalado por el Tribunal Supremo, fue el siguiente: De acuerdo al Código Penal de 1973 con el que fueron juzgados Jesús Gil y Enrique Cerezo, el delito de apropiación indebida prescribe a los 5 años desde su comisión. Teniendo en cuenta que el delito originario se cometió en 1992 y que la Fiscalía Anticorrupción interpuso la querella criminal en 1999, el margen de actuación de la querella llegaría hasta 1994, esto es, los 5 años anteriores a la admisión a trámite de la misma, de manera que los hechos sucedidos en 1992 quedarían fuera de su margen de actuación.
Debido a que la sentencia original de la Audiencia Nacional no abordaba suficientemente esta cuestión, la propia Audiencia Nacional emitió un día después, el 15 de febrero de 2003, un auto de aclaración, cuyo contenido se añadía a la sentencia original, en el que justificó la condena, a pesar de que el delito originario pudiera estar prescrito, sobre la base de la reiteración, en los ejercicios posteriores a 1992, de la conducta sancionada:

[...] Se dictó con fecha 15 de febrero [de 2003] un auto de aclaración [...] en el que se añadió [...] el siguiente párrafo: Ahora bien, la totalidad de los hechos probados pone de manifiesto que, aún pasado el 30 de junio de 1992, y a pesar de que la apropiación indebida no sea por su naturaleza un delito permanente, la acción típica [la conducta sancionada] se ha seguido ejecutando en el presente caso dentro de los cinco años anteriores a la admisión de la querella; por cuanto, siguiendo Jesús Gil y Enrique Cerezo en los mismos puestos directivos, han venido renovando en los sucesivos ejercicios la ficción de estar desembolsando las acciones y, en consecuencia, la titularidad sin causa sobre ellas. No se trata sólo de una mera prolongación en el aprovechamiento del objeto del delito sino de la iteración de la conducta típica [repetición de la conducta sancionada]; y, por ende, no se ha producido el vacío de cinco años a que se refiere, para la prescripción, el artículo 113 del Código Penal de 1973.
Sentencia 620/2004 dictada por la Sala de lo Penal del Tribunal Supremo, en fecha 4 de junio de 2004.

Sin embargo, el Tribunal Supremo en su sentencia de 2004, declaró nulo dicho auto aclaratorio por considerar que el fin para el que se utilizó no fue el adecuado, ya que, de la forma en la que fue utilizado por la Audiencia Nacional, en lugar de aclarar un fallo, se estaba modificando. Textualmente: «[el auto de aclaración] desborda ampliamente el concreto y específico ámbito de actuación de este remedio procesal [la aclaración de un fallo]», señalando que la resolución de aclaración «se ha utilizado para suplir el defecto de motivación de la sentencia en este tema crucial». Como consecuencia de este defecto de forma, el auto aclaratorio quedó anulado y el delito de apropiación indebida, por tanto, prescrito, de manera que Enrique Cerezo y los herederos de Jesús Gil (cuando el Tribunal Supremo emitió la sentencia, Jesús Gil ya había fallecido) no tuvieron que devolver al club las 236 056 acciones (casi el 95 por ciento del total de acciones) de las que se apropiaron sin desembolso alguno.

#### Condena por delito de estafa
Además del delito de apropiación indebida sobre Jesús Gil y Enrique Cerezo, en la querella interpuesta en 1999, la Fiscalía Anticorrupción también acusó, a Jesús Gil y a su hijo, Miguel Ángel Gil, de un delito de estafa por simulación de contrato.
En el dictamen de la Audiencia Nacional de 2003, tanto Jesús Gil como Miguel Ángel Gil resultaron condenados por dicho delito de estafa, imponiéndose para ambos la misma pena: un año y medio de prisión para cada uno. Esta segunda condena del caso Atlético se refiere al periodo 1992-1997, periodo durante el cual Jesús Gil, a través de su empresa Promociones Futbolísticas, tenía contraída una deuda con el club de 2 700 millones de pesetas (≈ 16 200 000 €). Para saldar dicha deuda, Jesús Gil y su hijo Miguel Ángel Gil simularon la cesión de los derechos económicos y de imagen de cuatro jugadores (Lawal, Maxi, Lima y Djana) a los que valoraron en 2 740 millones de pesetas (importe prácticamente idéntico al de la deuda contraída) cuando su valor era «casi inexistente».
De la misma manera que para el caso del delito de apropiación indebida, el fallo admitía recurso de casación ante el Tribunal Supremo, de manera que las penas no se podían hacer efectivas hasta que este emitiera sentencia firme. En 2004, el Tribunal Supremo, a diferencia del delito de apropiación indebida, confirmó la condena por delito de estafa a Jesús Gil (que en el momento de la sentencia ya había fallecido), y a su hijo Miguel Ángel Gil, convirtiendo en firme la pena de año y medio de prisión para Gil y su hijo Miguel Ángel. Además, el fallo también impuso la obligación de reponer la situación contable anterior a la ficción, es decir, que Miguel Ángel Gil Marín, en nombre propio, y los herederos de Jesús Gil (entre ellos el propio Miguel Ángel) tenían que reponer 16,2 millones de euros (2700 millones de pesetas) para regresar al estado contable anterior a la ficción delictiva. El Tribunal Supremo determinó que Jesús Gil y Miguel Ángel Gil, «con manifiesto abuso, perjuicio y deslealtad hacia el club», «diseñan y realizan una operación tendente a eliminar una deuda del accionista mayoritario [Jesús Gil], con claro perjuicio para el club acreedor [Atlético de Madrid]», cuando el club en realidad no percibe dinero alguno.
A pesar de esta condena en firme por estafa impuesta por el Tribunal Supremo, Miguel Ángel Gil, en la actualidad, sigue siendo máximo accionista (el paquete accionarial es herencia de su padre, Jesús Gil, quien logró, junto a Enrique Cerezo, la mayoría accionarial de la entidad sin desembolso alguno, como quedó probado en la condena por delito de apropiación indebida, que finalmente no se pudo aplicar por un defecto de forma) y consejero delegado del club al que intentó estafar.

## Publicidad ymarketing
Desde el año 2000 el club ha incrementado notablemente su inversión en publicidad y en la creación de una marca. Un estudio realizado en 2007 calificó al club como una marca única, familiar y neutra. Los anuncios publicitarios que se han realizado desde entonces han ganado diversos premios de marketing. Los anuncios intentan ahondar en la historia del club y la especial idiosincrasia de la afición rojiblanca.
Según Ángel Torres, el creativo de la última campaña de publicidad para el Atlético, «Para un creativo, hacer un anuncio para el Atlético de Madrid es lo máximo en la profesión. Está Coca-Cola y el Atlético. A nivel internacional, respecto a los equipos de fútbol, es lo más grande que hay. Vas a Buenos Aires o a Londres y conocen la marca 'Atlético' gracias a las campañas de publicidad».
Listado de anuncios publicitarios del club desde el año 2000:
- Temporada 2000/01. Un añito en el infierno.[530]

El spot se corresponde con la campaña de abonados que lanzó el Atlético de Madrid tras bajar a segunda división. Consiste en dos carteles, en ambos con Kiko Narváez ejecutando un remate de tijera delante de unas llamas de fuego. Uno de ellos decía "El Manchester y el Milan también jugaron aquí abajo", aludiendo a que estos dos históricos equipos también habían bajado a la segunda categoría de su liga, mientras que el otro decía "Un añito en el infierno". Este segundo se hizo más popular.
- Temporada 2001/02. «Papá, ¿por qué somos del Atleti?». YouTube (Spot) (Atlético de Madrid). 2001. Consultado el 13 de abril de 2022.

Se trata probablemente del spot más famoso de todos. En él, un padre y su hijo pequeño van en un coche. El hijo le pregunta al padre por qué son del Atleti, pero el padre no acierta a contestarle. Tras ello, se lee "No es fácil de explicar. Pero es algo muy, muy grande".
- Temporada 2002/03. «Ya estamos aquí». YouTube (Spot) (Atlético de Madrid). 2002. Consultado el 13 de abril de 2022.

El spot conmemora el ascenso a primera división. Se sitúa frente al edificio Metrópolis de Madrid. Un balón salé disparado de una alcantarilla y, tras él, aparece Germán Burgos. En el himno del Centenario, que se celebró esa temporada, interpretado por Joaquín Sabina, se hace alusión al anuncio diciendo "Volando hasta la bohardilla, jodido por las lesiones. Bajando a la alcantarilla, acariciando balones". También existe una versión rock del himno, en la que, precisamente, también canta Germán Burgos. En ella hay otro guiño al portero argentino, cambiando el verso a "Volando hasta la bohardilla, jodido por los riñones. Bajando a la alcantarilla, acariciando balones", haciendo referencia al cáncer que había superado ese año.
- Temporada 2003/04. «Esa extraña conexión». YouTube (Spot) (Atlético de Madrid). 2003. Consultado el 13 de abril de 2022.

En este vídeo se ambiente en la Guerra civil española. En él aparece un soldado del bando republicano dirigiendo a un prisionero del bando franquista mientras le apunta con su arma. Tras mantener una conversación, se dan cuenta de que los dos son del Atleti. Tras narrar a dúo una jugada, el soldado republicano libera a su rehén. Éste se despide con el saludo fascista, a lo que el otro le responde con el puño en alto, entonando ambos un "¡Aúpa Atleti!".
- Temporada 2004/05. «Me mata, me da la vida». YouTube (Spot) (Atlético de Madrid). 2004. Consultado el 13 de abril de 2022.

Vídeo homenajeando al entonces número 1 del club, Agustín de la Fuente Quintana. En el narraba todo lo que había tenido que dejar por la edad, todo menos "el puñetero Atleti".
- Temporada 2005/06. «El corazón tiene razones que la razón no entiende». YouTube (Spot) (Atlético de Madrid). 2005. Consultado el 13 de abril de 2022.

Un sudaméricano, en situación de pobreza, escribe a su familia queriendo hacerles ver que le va muy bien, exagerando todo en su día a día, hasta que les dice que se abonó del mejor equipo de España mirando al escudo del Atleti.
- Temporada 2006/07. «Fe». YouTube (Spot) (Atlético de Madrid). 2006. Consultado el 13 de abril de 2022.

En el spot aparece un niña jugando con una pelota a la orilla de una playa. La pelota se adentra en el agua. La niña se queda esperando y la pelota vuelve.
- Navidad 2006. «Contigo seremos cien mil». YouTube (Spot) (Atlético de Madrid). 2006. Consultado el 13 de abril de 2022.

Campaña para lanzar la figura del socio no abonado. Aparece un nacimiento navideño, en el que las figuras cantan una versión del villancico "Dime niño, ¿de quién eres?".
- Temporada 2007/08. «Eternamente grande». YouTube (Spot) (Atlético de Madrid). 1 de agosto de 2007. Consultado el 13 de abril de 2022.

Un hombre visita la sepultura de su padre para decirle que seguir al Atleti es cada vez más difícil, y que no puede más. Y, diciendo que lo deja, deposita una bufanda rojiblanca en la sepultura. Acto seguido, recibe un golpe de una rama, lo que interpreta como un mensaje de su padre. Con cara de sorpresa, recoge la bufanda y se va.
- Temporada 2008/09. «Pastor». YouTube (Spot) (Atlético de Madrid). 30 de julio de 2008. Consultado el 13 de abril de 2022.

Narra la experiencia de un soldado español en Kosovo, donde conoció a un pastor que había perdido a su familia con la guerra. En una de sus conversaciones, el soldado le cuenta el sufrimiento que es ser del Atleti y del malfario que ha perseguido al Atleti. Entonces se da cuenta de que ese sufrimiento no es nada comparado con lo vivido por el Pastor. En el spot se conmemora la vuelta a las competiciones europeas después de muchas temporadas sin participar en ellas.
- Finales de Europa League y Copa del Rey 2009/10. «Vamos a soñar más fuerte». YouTube (Spot) (Atlético de Madrid). 10 de mayo de 2010. Consultado el 13 de abril de 2022.

El anuncio muestra a un niño atlético durmiendo, soñando con que su equipo sea campeón, pero también aparecen soñando lo mismo un niño inglés (seguidor del Fulham) y un niño sevillista (rivales en las finales). Pero, según el anunció, los atléticos soñamos "más fuerte", y el niño atlético aprieta los ojos mientras sueña.
- Campeón de la Europa League 2009/10. «Dichosos los que creyeron sin haber visto». YouTube (Spot) (Atlético de Madrid). 17 de mayo de 2010. Consultado el 13 de abril de 2022.

Aparecen distintos niños pequeños cantando el himno del Atleti. Después aparece "Dichosos los que creyeron sin haber visto. Se lo debíamos. Campeones de la Europa League".
- Campeón de la Supercopa de Europa 2009/10. «Vuelta al cole». YouTube (Spot) (Atlético de Madrid). 31 de agosto de 2010. Consultado el 13 de abril de 2022.

Un psicólogo explica el síndrome postvacacional y cuenta que, paradójicamente, hay mucha gente que está deseando volver a su trabajo. Tras esto, aparecen distintos personajes en sus puestos de trabajo con la camiseta del Atleti.<ref>
- Temporada 2011/12. «Nuestro lugar en el mundo». YouTube (Spot) (Atlético de Madrid). 5 de diciembre de 2011. Consultado el 13 de abril de 2022.

El dueño del bar "El doblete", ubicado en el Vicente Calderón, visita al dueño del bar "El zarzal", ubicado en las inmediaciones del  Metropolitano, aún en obras. En la visita le dice cómo tiene que cambiar el establecimiento para animar al Atleti y sus aficionados.
- Semifinal de la Europa League 2011/12. «Destino Bucarest». YouTube (Spot) (Atlético de Madrid). 16 de abril de 2012. Consultado el 13 de abril de 2022.

Aparecen, de madrugada, distintos lugares de Vicente Calderón. Con el mensaje "Mientras otros duermen, nosotros soñamos", se encienden las luces de un pasillo en el que aparece toda la plantilla uniformada, con el Cholo Simeone y Radamel Falcao a la cabeza.
- Final de la Europa League 2011/12. «La vida puede ser maravillosa». YouTube (Spot) (Atlético de Madrid). 27 de abril de 2012. Consultado el 13 de abril de 2022.

Un grupo de niños rodean y miran con extrañeza a otro, el cual, con la camiseta del Atleti, baila una música techno con una risa al ritmo.
- Campeón de la Europa League 2011/12. «Nuestra verdad es Nuestra verdad». YouTube (Spot) (Atlético de Madrid). 8 de mayo de 2012. Consultado el 13 de abril de 2022.

Un niño le pregunta a su padre si jugó en el Atleti, y le contesta que estuvo a punto, pero se lesionó. Después le pregunta si el Atleti siempre está en las finales, a lo que le contesta que casi siempre. El niño, tras pensarlo, le pregunta si el Atleti es mejor que el United, el City, el Ajax y el Oporto, y el padre le responde que sí. Finalmente, el niño pregunta si es más importante la Champions o la Europa League, a lo que el padre contesta "depende".
- Campeón de la Supercopa de Europa 2012. «Mi Atleti, en lo más alto». YouTube (Spot) (Atlético de Madrid). 1 de septiembre de 2012. Consultado el 13 de abril de 2022.

Pachi Navajas, alpinista, cuenta como se lleva siempre una camiseta del Atleti a las montañas que escala para verlo "en lo más alto".
- 110 aniversario del Atlético de Madrid. «El Atleti te hace más fuerte». YouTube (Spot) (Atlético de Madrid). 26 de abril de 2013. Consultado el 13 de abril de 2022.

En una sala de espera hay distintos hombres sentados esperando para una entrevista de trabajo. En la sala, entra otro candidato, más joven que el resto, y saca su portátil. El resto de candidatos pone cara larga, dando por hecho que el joven va a conseguir el puesto, por lo que, de uno en uno, se levantan y se van. Hasta que el último de los candidatos más mayores se levanta, se ajusta el pantalón dejando ver un llavero con el escudo del Atleti, se coloca la chaqueta y se vuelve a sentar, mirando desafiante al joven.
- Campeón Copa del Rey 2012/13. «Por fin es lunes». YouTube (Spot) (Atlético de Madrid). 20 de mayo de 2013. Consultado el 13 de abril de 2022.

Un despertador, en primer plano, marca las 07:30 y comienza a sonar. Acto seguido, aún con el despertador sonando, aparece un niño despierto, con la camiseta del Atleti, una sonrisa y los ojos llorosos mientras se puede leer "Por fin es lunes". Este spot salió tras ganar en la final al Real Madrid.
- Temporada 2013/14. «¿Y si lo llevas dentro?». YouTube (Spot) (Atlético de Madrid). 19 de diciembre de 2013. Consultado el 13 de abril de 2022.

Un hombre se lamenta y dice que se ha equivocado. Que el se siente de otra manera, que se ha dado cuenta y que últimamente lo ve clarísimo. Una voz le dice "Pues es muy fácil. Dices en alto "Soy del Atleti"". A lo que contesta que ya no puede, que ojalá.
- Día del Padre 2014. «¡Feliz día del padre!». YouTube (Spot) (Atlético de Madrid). 19 de marzo de 2014. Consultado el 13 de abril de 2022.

Aparece el vídeo del spot de 2001 "Papá, ¿por qué somos del Atleti?", pero con el audio modificado, cambiando la famosa pregunta por "Muchas gracias". A continuación, se dedica "a todos los padres que nos hicieron del Atleti".
- Día de la Madre 2014. «¡Feliz Día de la Madre!». YouTube (Spot) (Atlético de Madrid). 4 de mayo de 2014. Consultado el 13 de abril de 2022.

Una madre canta a su bebé la nana "Duérmete niño, duérmete ya. Que viene el coco y..." se queda pensando "y se va a enterar". Después se lee "Tú me enseñaste a luchar". Y se dedica a "todas las madres del Atleti".
- Campeón de liga 2014. «Celebra lo que eres». YouTube (Spot) (Atlético de Madrid). 30 de mayo de 2014. Consultado el 13 de abril de 2022.

Gabi narra el spot. Cuenta que las apuestas estaban 90 a 1 contra el Atleti al comienzo de la temporada y lo dedica a "todos aquellos que saben nadar contracorriente, a los que lo tienen todo más difícil, a los que un día les dijeron "usted no tiene derecho a soñar" pero no escucharon, a los que nunca pierden la fe, a los que saben que caer y levantarse forma parte del camino, a los que pueden ir por el mundo con la cabeza bien alta, porque sólo los más grandes pueden alcanzar la victoria más hermosa junto a la más cruel de las derrotas. Nada está escrito, sigue luchando. Celebra lo que eres".
- Anuncio nombre nuevo estadio 2016. «Bienvenidos al Wanda Metropolitano». YouTube (Spot) (Atlético de Madrid). 9 de diciembre de 2016. Consultado el 13 de abril de 2022.

Un joven atlético recuerda las jornadas de fútbol junto a su padre en el “Tendido de los sastres”, un espacio histórico, junto al antiguo estadio Metropolitano, desde el que los aficionados sin entrada trataban de ver los partidos del Atlético de Madrid. Se juró que algún día le regalaría a su padre un abono de tribuna para el Metropolitano. Entonces aparece un hombre mayor abriendo una caja con el escudo del Atleti, y comienza a llorar abrazando su regalo. Tras esto, se lee "Bienvenidos al nuevo estadio. Wanda Metropolitano".
- Día del Padre 2018. «De padres a hijos. Una manera de vivir». YouTube (Spot) (Atlético de Madrid). 17 de abril de 2018. Consultado el 13 de abril de 2022.

Un niño le dice a su padre que no le gusta el fútbol, que le gusta bailar. A lo que el padre, aficionado del Atleti, le dice que no importa, y que haga lo que haga, será del Atleti. Tras esto, el niño aparece bailando por la ciudad con la camiseta del Atleti mientras se lee "Déjate el alma. Sé humilde. Y nunca dejes de creer. Ateti. Una manera de vivir"
- Navidad 2019. «Otra forma de entender la vida». YouTube (Spot) (Atlético de Madrid). 17 de diciembre de 2019. Consultado el 13 de abril de 2022.

Un anciano aparece cenando solo ante la televisión cuando suena el teléfono. Entonces se pone su abrigo y coge un paquete envuelto en papel cartón con una cuerda. Camina por un humilde barrio y, tras perder un autobús, coge otro autobús abarrotado y realiza un largo camino a pie. Finalmente, llega a un hospital, al que llegan también un matrimonio anciano, con ropa cara, en un taxi, con un regalo en la mano. Mientras el matrimonio espera el ascensor, el hombre entra por la entrada de servicio y sube las escaleras. Cuando el matrimonio llama a una habitación y entran enseñando el regalo, el hombre ya está dentro y sostiene en sus brazos a un recién nacido con la camiseta del Atleti puesta, a lo que el matrimonio responde escondiendo su regalo. Después se lee "Enséñale otra forma de entender la vida"
- Navidad 2020. «Nuestro deseo para el 2021». YouTube (Spot) (Atlético de Madrid). 24 de diciembre de 2020. Consultado el 13 de abril de 2022.

Aparece un vacío Metropolitano en distintas ubicaciones con la canción "Partido a partido" de Joaquín Sabina y Leiva de fondo. Finalmente se lee "Nuestro deseo para 2021 es volver a cantar juntos". Este spot tiene lugar durante la pandemia de pandemia de COVID-19 que, después de parar la liga, llevó a jugar muchas jornadas a puerta cerrada.
- Día del Padre 2022. «A los que nunca dejan de esforzarse». YouTube (Spot) (Atlético de Madrid). 19 de marzo de 2022. Consultado el 13 de abril de 2022.

El spot muestra como un niño no acepta al novio de su madre. Primero le saluda de palabra tras darle un beso a su madre. Después el novio de la madre le ofrece a llevarle en coche, a lo que el chico contesta que le lleva su padre. En el desayuno cambia el plato que le habían preparado para sentarse al lado de su madre en lugar de al lado del novio... La madre le pide que le dé una oportunidad, que los dos son del Atleti. Finalmente, el chico le deja un sobre en la entrada al novio de la madre con dos entradas del Atleti y una nota que dice "Partido a partido", lo que le hace emocionarse. Finalmente se dedica "a todos los padres y a los que, sin serlo, nunca dejan de esforzarse".
- Navidad 2022. “Feliz y rojiblanca Navidad”.

Un hombre con orejas de elfo anda por la noche con una bufanda rojiblanca, llamando la atención de la gente, que le saluda. Una niña le dice "sí lo es, sí lo es" en referencia a los anuncios que años anteriores hizo El Corte Inglés en España («Spot Navidad 2019.El Corte Inglés.Mírate, tú también eres Elfo». YouTube. 12 de diciembre de 2019. Consultado el 11 de enero de 2023.«La Canción de los Elfos.Spot de Navidad 2020 Oficial.El Corte Inglés». YouTube. 5 de diciembre de 2020. Consultado el 11 de enero de 2023.). El personaje entra en un bar, en el que están Luis Pereira, Roberto Fresnedoso y Roberto Solozábal en una mesa, que le miran y le sonríen. Se acerca a la barra, y, a su lado, están Koke Resurrección y Carmen Menayo, que hacen lo propio.
El elfo sonríe, mira su bufanda y ve en la pared otra bufanda con el escudo del Atlético que pone "Te quiero Atleti". Se abraza con los futbolistas y se les ve festejar. Tras esto, se lee en pantalla "Es un buen momento para recordar que, pase lo que pase, ser del Atleti es algo maravilloso".